# Tannen

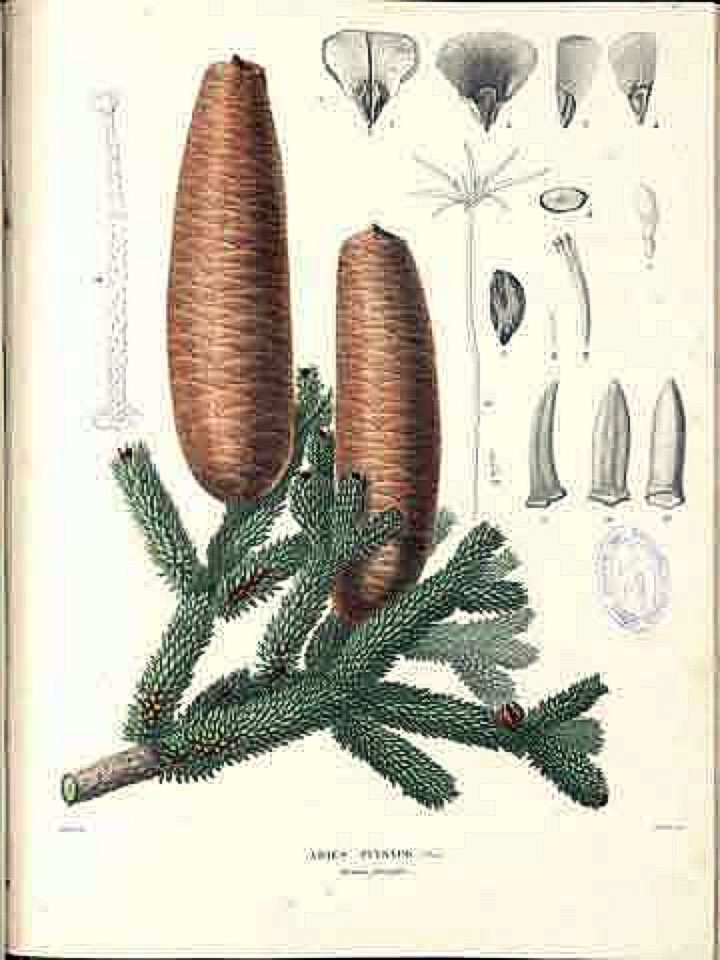
Illustration von Abies pinsapo

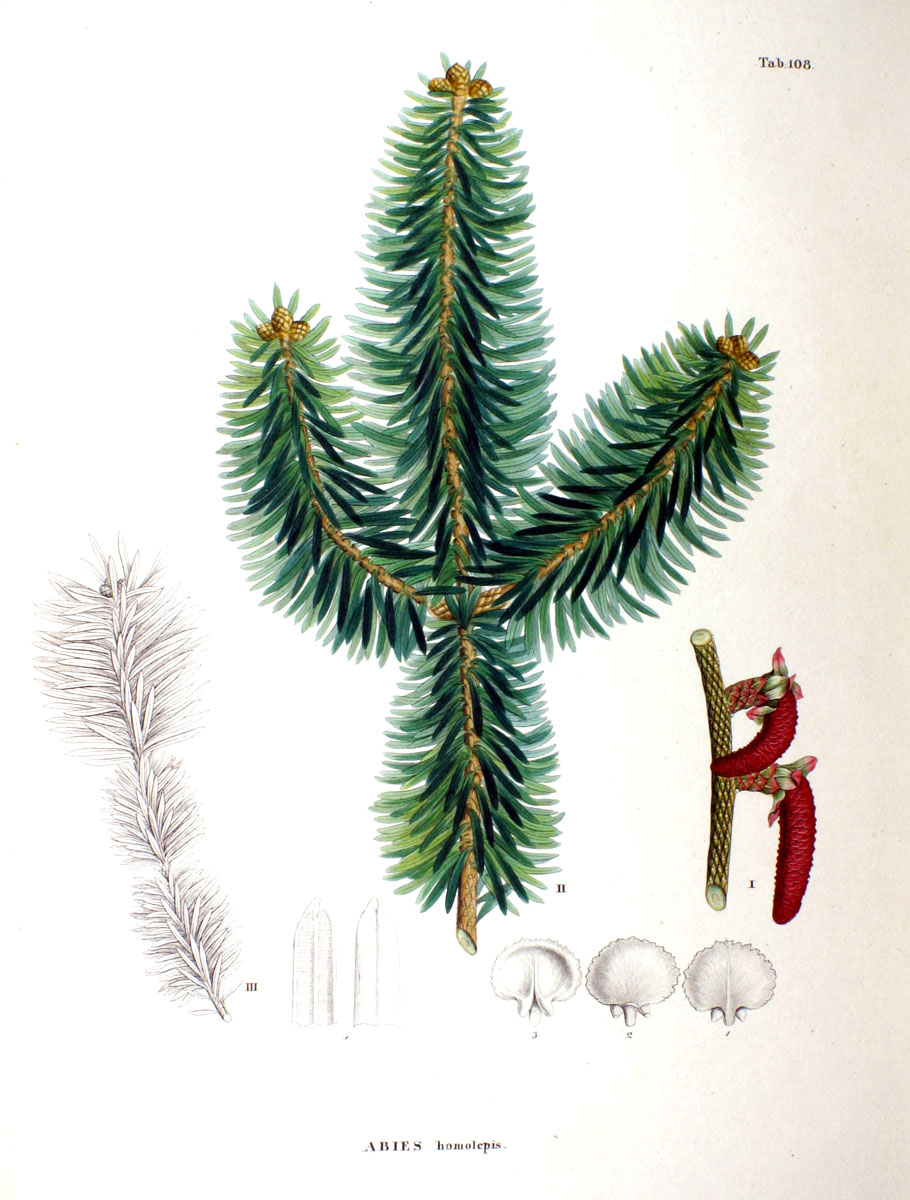
Illustration von Abies homolepis

Die Tannen (Abies) bilden eine Pflanzengattung in der Familie der Kieferngewächse (Pinaceae). Je nach taxonomischer Auffassung gibt es entweder 40 Arten oder 47 Arten sowie etliche Gruppen hybriden Ursprungs oder Varietäten, die alle in gemäßigten Gebieten der Nordhalbkugel und zumeist in Gebirgsregionen vorkommen.

## Beschreibung

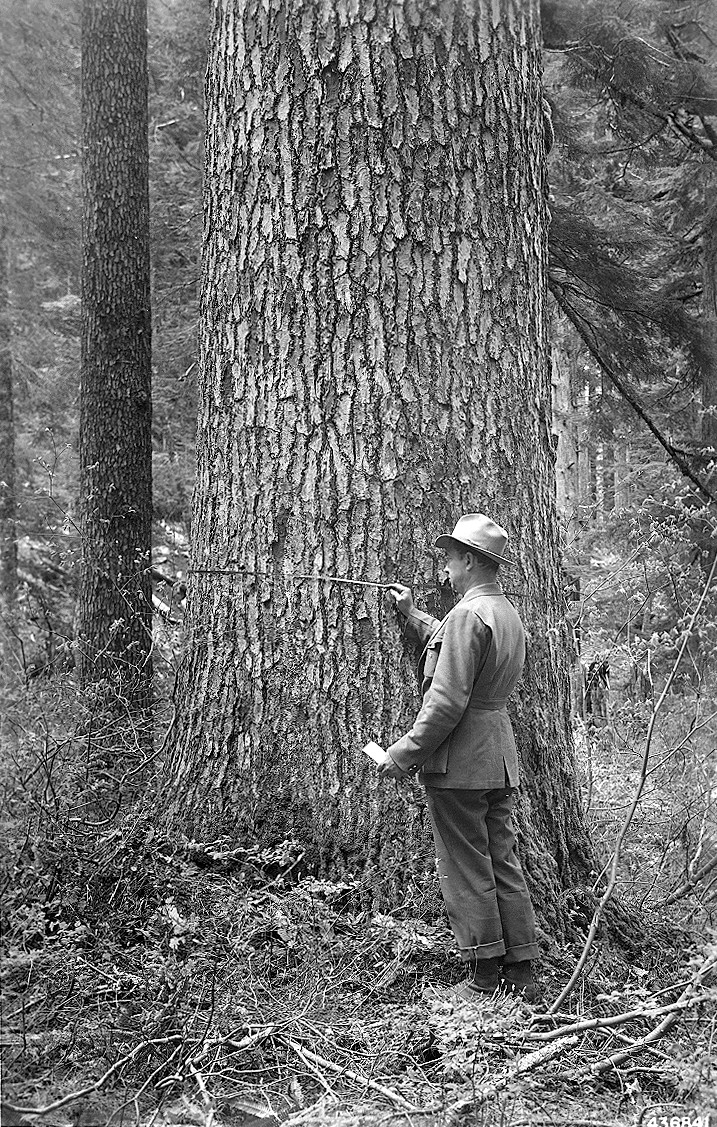
Stamm mit Borke einer ausgewachsenen Edel-Tanne (Abies procera)

### Habitus
Alle Tannen-Arten sind immergrüne tiefwurzelnde Bäume mit einem geraden, säulenförmigen Stamm. Die konische Krone wird aus regelmäßigen Etagen von relativ kurzen, horizontalen Ästen gebildet. Wenige Arten bleiben mit einer Wuchshöhe von 20 Metern relativ klein (Abies koreana), die meisten Arten sind aber in ihren Lebensraum dominante Waldbäume und gehören dann oft zu den größten Waldbaumarten (die Europäische Weiß-Tanne gilt als größter Baum des Kontinents). So erreichen die meisten Tannen Wuchshöhen zwischen 40 und 70 Metern, für manche amerikanische Arten sind aber auch Wuchshöhen von 90 Metern verbürgt (Abies grandis, Abies procera). Der Stamm der monopodial wachsenden Tannen wird in der Regel 1 bis 2 Meter dick (bis zu 3 Meter bei Abies procera und Abies spectabilis). Sämlinge besitzen vier bis zehn Keimblätter (Kotyledonen).

### Wurzelsystem
Mit wenigen Ausnahmen haben Tannen ein pfahlförmiges Wurzelsystem. Dieses wird unabhängig vom Bodentyp entwickelt. Für die Purpur-Tanne (Abies amabilis) ist dagegen ein flaches Wurzelsystem kennzeichnend. Sie ist daher wenig sturmresistent. Von allen Nadelbaumarten leisten die Tannen-Arten auf den waldbaulich schwierigen, sauerstoffarmen Böden (Staunässe, Pseudogley, Ton) den weitaus besten vertikalen Aufschluss.

### Borke
Die Borke ist in der Jugend zumeist glatt, oft grau, nur bei Abies squamata auch schon in der Jugend schuppig, zerfällt aber im Alter zumeist in kleine Platten (Abies alba, Abies nordmanniana, Abies procera).

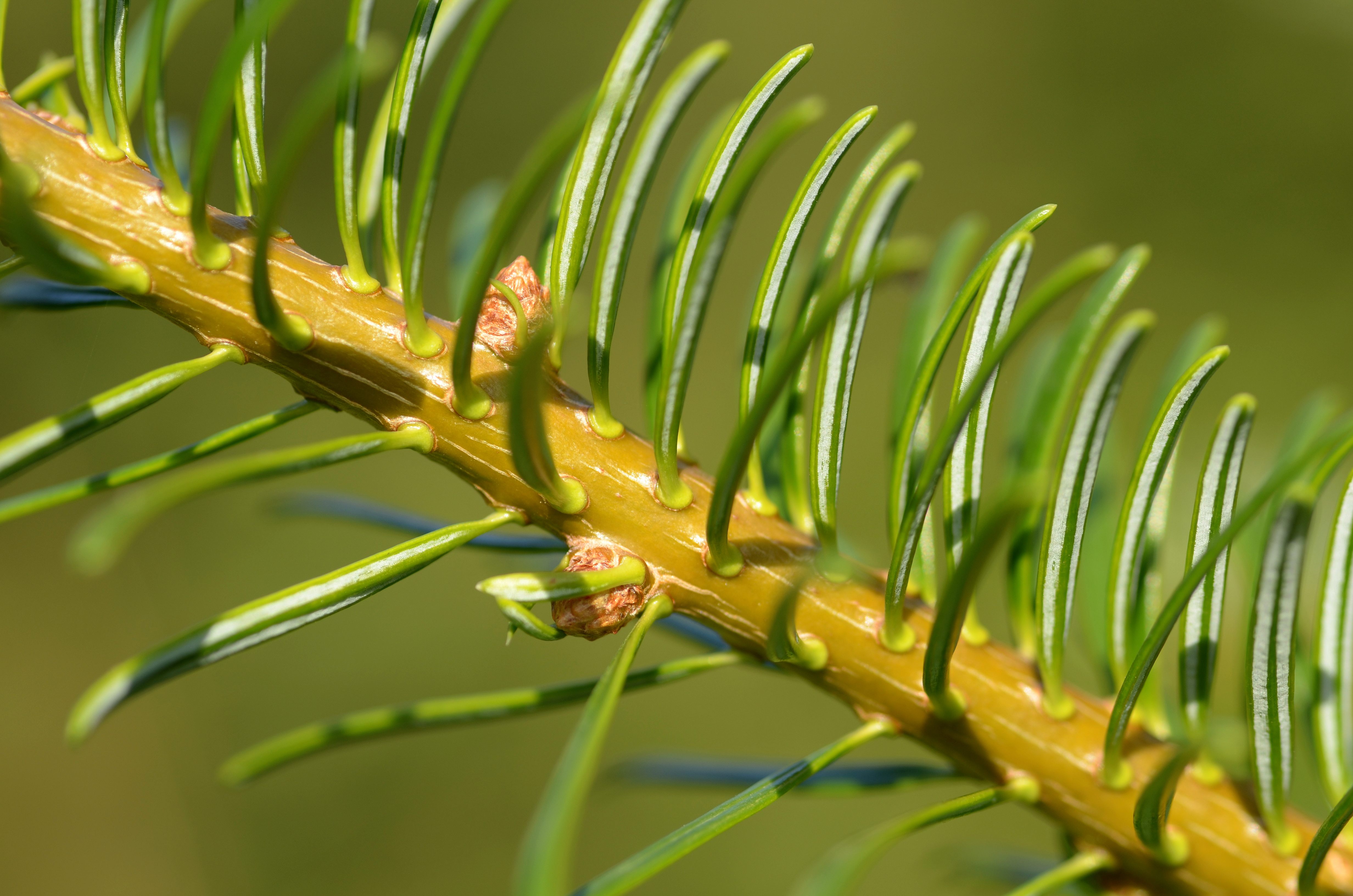
Direkt auf dem Zweig sitzende Nadeln bei der Nordmann-Tanne (Abies nordmanniana)

### Nadeln

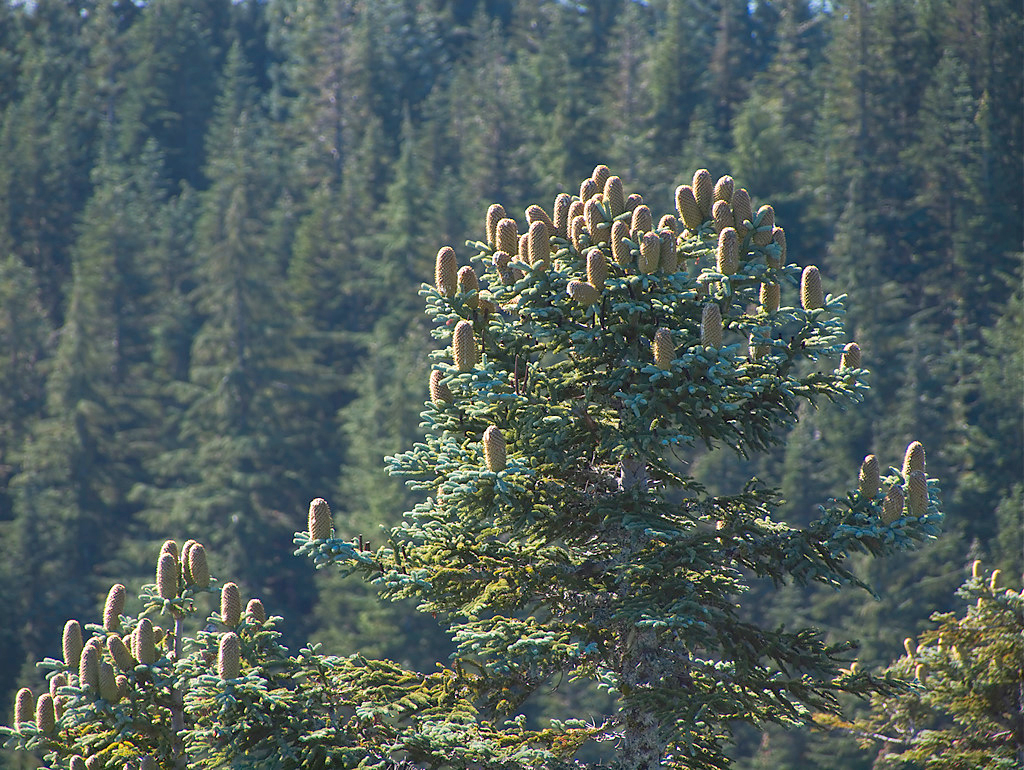
Wipfel der Edel-Tanne (Abies procera) mit den für die Art typischen sehr großen Zapfen

Wappen von Zellhausen

Die nadelförmigen Blätter sind flach und leicht biegsam und tragen auf der Unterseite oft zwei helle Stoma-Bänder. Die Nadeln werden acht bis elf Jahre alt. Mit ihrem verbreiterten Fuß sitzen sie unmittelbar auf den Ästen (siehe Bild). Sie unterscheiden sich dadurch z. B. von Fichten (Picea).

### Blüten, Zapfen und Samen
Tannen-Arten sind einhäusig getrenntgeschlechtig (monözisch), es gibt weibliche und männliche Zapfen an einem Pflanzenexemplar. Die Zapfen finden sich nur in den obersten Zweigen am Wipfel und stehen immer aufrecht am Zweig (im Gegensatz zu den hängenden und als Ganzes herabfallenden Fichtenzapfen). Die Achse (Spindel) des Zapfens verbleibt am Baum, während die Schuppen einzeln abfallen. Folglich können auch keine herabgefallenen Tannenzapfen gesammelt werden. Die geflügelten Samen reifen im Zapfen.
Die Stellung und Entwicklung der Zapfen ist nicht nur für die Gattungsabgrenzung essentiell, ihre Form ist auch eines der wichtigsten morphologischen Unterscheidungsmerkmale zwischen den einzelnen Arten.

### Holz
Tannenholz ist weich, in der Regel geruchslos, cremeweiß bis lohfarben. Kern- und Splintholz sind praktisch nicht unterscheidbar. Die Holzfasern sind gerade, mit einem graduellen Übergang zwischen Früh- und Spätholz. Harzkanäle werden in der Regel nicht gebildet.

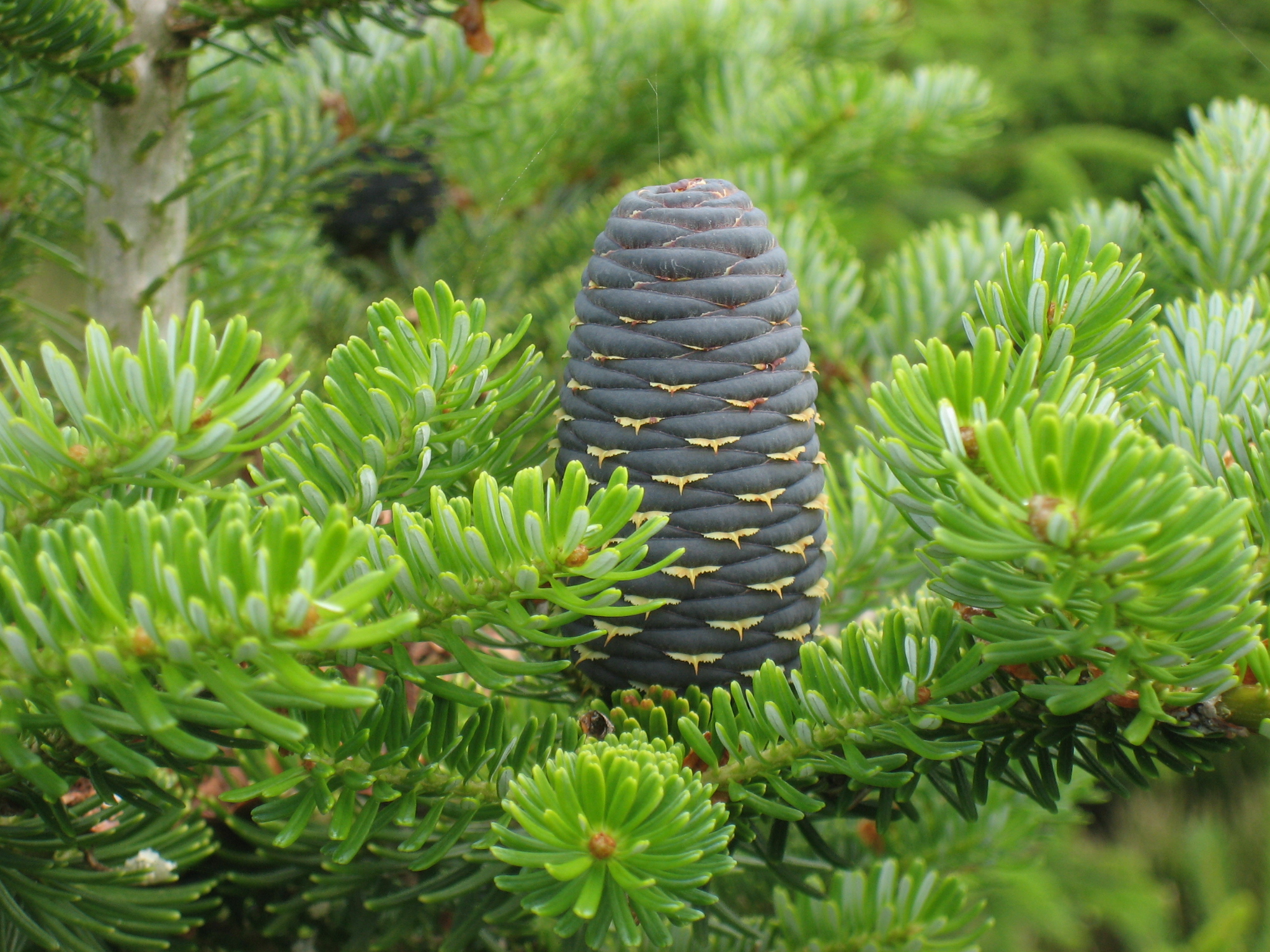
Aufrechter junger Tannenzapfen der Korea-Tanne (Abies koreana)
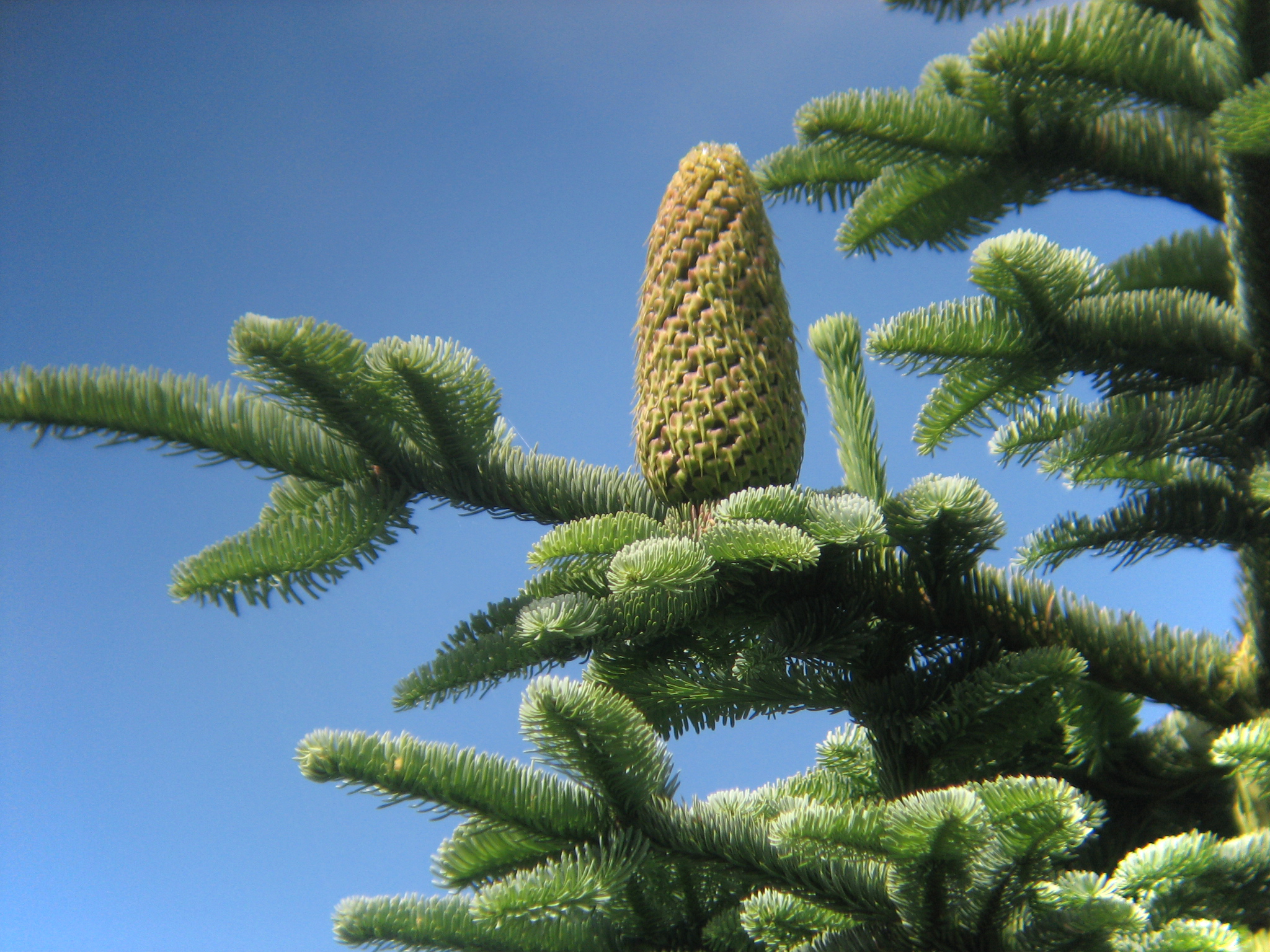
Aufrechter junger Tannenzapfen der Edel-Tanne (Abies procera)
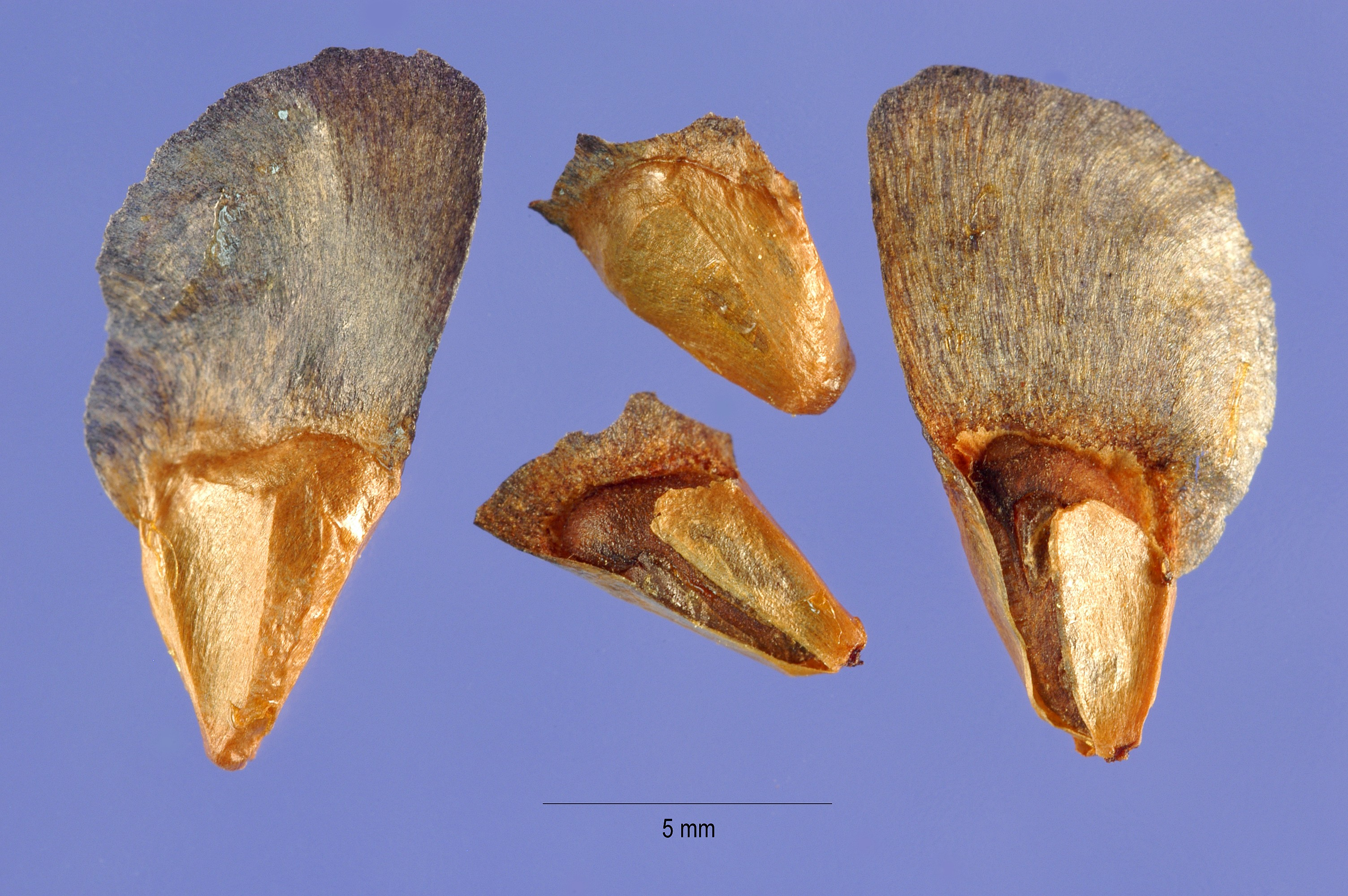
Geflügelte Samen der Fraser-Tanne (Abies fraseri)
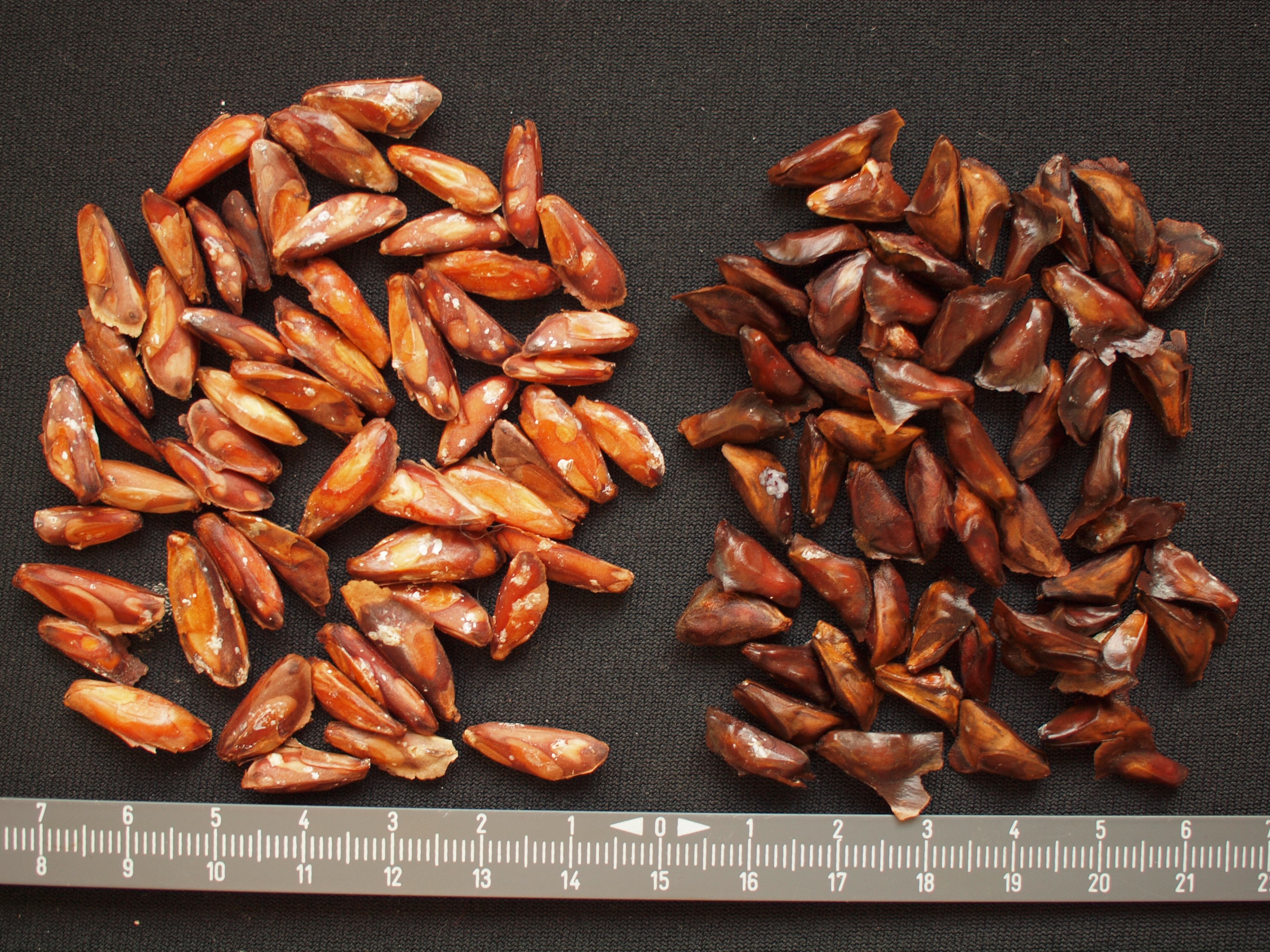
Samen der Pracht-Tanne (Abies magnifica), links und der Nordmann-Tanne (Abies nordmanniana), rechts

### Tausendkornmassen der Samen
| Tannenart             | Tausendkornmasse in g | Quelle |
| --------------------- | --------------------- | ------ |
| Abies alba            | 45                    | [ 4 ]  |
| Abies amabilis        | 46                    | [ 4 ]  |
| Abies balsamea        | 8                     | [ 4 ]  |
| Abies bornmuelleriana | 70                    | [ 4 ]  |
| Abies cephalonica     | 70                    | [ 4 ]  |
| Abies concolor        | 31                    | [ 4 ]  |
| Abies fraseri         | 7                     | [ 4 ]  |
| Abies grandis         | 7                     | [ 4 ]  |
| Abies koreana         | 10                    | [ 4 ]  |
| Abies lasiocarpa      | 14                    | [ 4 ]  |
| Abies magnifica       | 66                    | [ 4 ]  |
| Abies nordmanniana    | 66                    | [ 4 ]  |
| Abies pinsapo         | 62                    | [ 4 ]  |
| Abies procera         | 30                    | [ 4 ]  |
| Abies sibirica        | 10                    | [ 4 ]  |
| Abies veitchii        | 10                    | [ 4 ]  |

## Globale Verbreitung
Alle Arten der Gattung Abies sind nordhemisphärisch verbreitet.  Wie die weiteren Gattungen der Kieferngewächse (Pinus, Picea, und Larix) sind sie vorwiegend über weitflächige Territorien in den temperaten und kalten Zonen der Alten und Neuen Welt von der Küste bis in Höhenlagen von 4700 Metern verbreitet. Damit gehören zum von den Tannen besiedelten Gebiet Europa, Nordafrika, Nord- und Zentralasien und Nordamerika.
In der westlichen Alten Welt liegt das südlichste Vorkommen von Abies pinsapo var. marocana und Abies pinsapo var. tazaotana im marokkanischen Atlas in Nordafrika bei 32°30'N, im östlichen Asien das von Abies kawakamii in Taiwan bei 23°-24°50'N; die nördlichsten Population der Alten Welt von Abies sibirica überschreiten entlang von Pur und Taz in der subarktischen Region Sibiriens den nördlichen Polarkreis bei 67°40'N.
In der Neuen Welt geht Abies guatemalensis über den Wendekreis des Krebses in die tropische Zone. Ihr südlichstes Vorkommen liegt zwischen 14° und 15°N. Am nördlichsten geht hier Abies lasiocarpa. Ihr Areal reicht von Südost-Alaska, südlich des Copper-River-Tales zu ihrem nordöstlichen Limit, östlich des zentralen Yukon Territoriums (Breitengrad 64° 30' N). Nach Süden erstreckt sich das Areal von Abies lasiocarpa den Rocky Mountains folgend fast über den ganzen Kontinent, er reicht von Alaska bis New Mexico und Arizona. Die Tannenpopulation Nordamerikas reicht von Neufundland (Abies balsamea, Längengrad 53° 30' W.) in Kanada bis zum Copper River (Abies lasiocarpa var. lasiocarpa, Längengrad 145°W). Dabei haben die drei borealen Arten Abies sibirica, Abies balsamea und Abies lasiocarpa das größte Territorium unter den Tannen.
Allgemein sind sich die einzelnen Tannenarten morphologisch relativ ähnlich. Auch besitzen die heute 48 unterschiedenen Arten im Vergleich zu den verwandten Gattungen mit hoher Artenzahl wie Kiefern und Fichten, höhere ökologische Ansprüche. Dazu gehört, dass sie bessere Böden zum Wachsen benötigen, sowie an klimatische Gegebenheiten ohne ausgeprägte Trockenstresssituationen mit ausgeglicheneren, kühlen Temperaturen angepasst sind. Daher treten Tannen oft in Konkurrenz zu Laubbäumen auf, oder sind kodominante Waldbäume von Mischwäldern. Tannen sind in ihren Verbreitungsgebieten zumeist Gebirgsbäume, die selten Tiefländer wie die der kontinentalen Taiga besiedeln. Doch selbst dort besiedeln sie immer günstigere Standorte als vergesellschaftete Nadelbäume anderer Gattungen.
Die Gattung Abies bildet mit fünf Teilarealen eine holarktisch zirkumpolare Sippe (west-euroasiatisch, sibirisch-ostasiatisch, himalayisch-südost-asiatisch, boreo-kanadisch, westpazifisch). Geschlossen (temperat)-boreal/kontinental bilden Balsam-Tanne (Abies balsamea) und Sibirische Tanne (Abies sibirica) einen wesentlichen Teil der borealen Nadelwälder Sibiriens und Kanadas, ohne hochkontinentale Bereiche in Nähe der Wald- und Baumgrenze zu besiedeln. Östliche Vorposten dieses Arealtyps finden sich disjunkt im pazifischen Ostsibirien, dem Sichote-Alin-Gebirge, der Mandschurei und Hokkaidō. Neben temperat-borealen sind kontinentale Arten in meridional-submeridionalen Florenzonen anzufinden (mexikanische und südwestchinesische Arten, Abies lasiocarpa in den Rocky Mountains).
Formenreich sind die Tannen-Arten in montanen, subalpinen und oromediterranen Stufen temperater, submeridionaler und meridionaler Zonen, (sub)ozeanischer Gebirge (Abies spectabilis und Abies densa im „cloud belt“ des perhumiden Ost-Himalayas, Abies squamata in China noch in Höhenlagen von 4000 bis 4500 Metern). Altweltlich sind die Tannen gewöhnlich mit Zedern und Kiefern vergesellschaftet; in den Subtropen kommen auch Reinbestände vor. In baumartenarmen gemäßigten Breiten Europas kommen unter den Nadelholzgewächsen nur Kiefern- und Fichten-Arten zusammen mit Tannen vor. Die temperat-submeridional, (sub)ozeanisch bis subkontinental verbreitete Weißtanne fällt im stärker kontinentalen Nordeuropa sowie der borealen Taiga in Westasien aus.
In den pazifischen Gebirgen Nordamerikas sowie Hindukush-Himalaja, Huangshan, den japanischen Inseln und Taiwan sind Tannen häufiger Bestandteil gemischter Nadelwälder. So kommen dort Tannen mit Douglasien (Pseudotsuga), Schierlingstannen (Tsuga), Fichten (Picea) und Kiefern (Pinus) vor.
Gebiete mit vielen Tannen-Arten sind altweltlich die Mittelmeerregion, der Südwesten der Volksrepublik China bis zum Himalaya, neuweltlich die Westküsten-Kordilleren der USA bis ins westliche Mexiko und Mittelamerika.
Tannen dieser Regionen befinden sich oft in isolierten Rückzugsgebieten in Gebirgen, wo ausreichend Feuchtigkeit und moderate Temperaturen vorherrschen. Absolutes Entwicklungszentrum ist hier die sino-himalayische Region mit 17 Arten, herausragend der Huang Shan in Südwestchina.

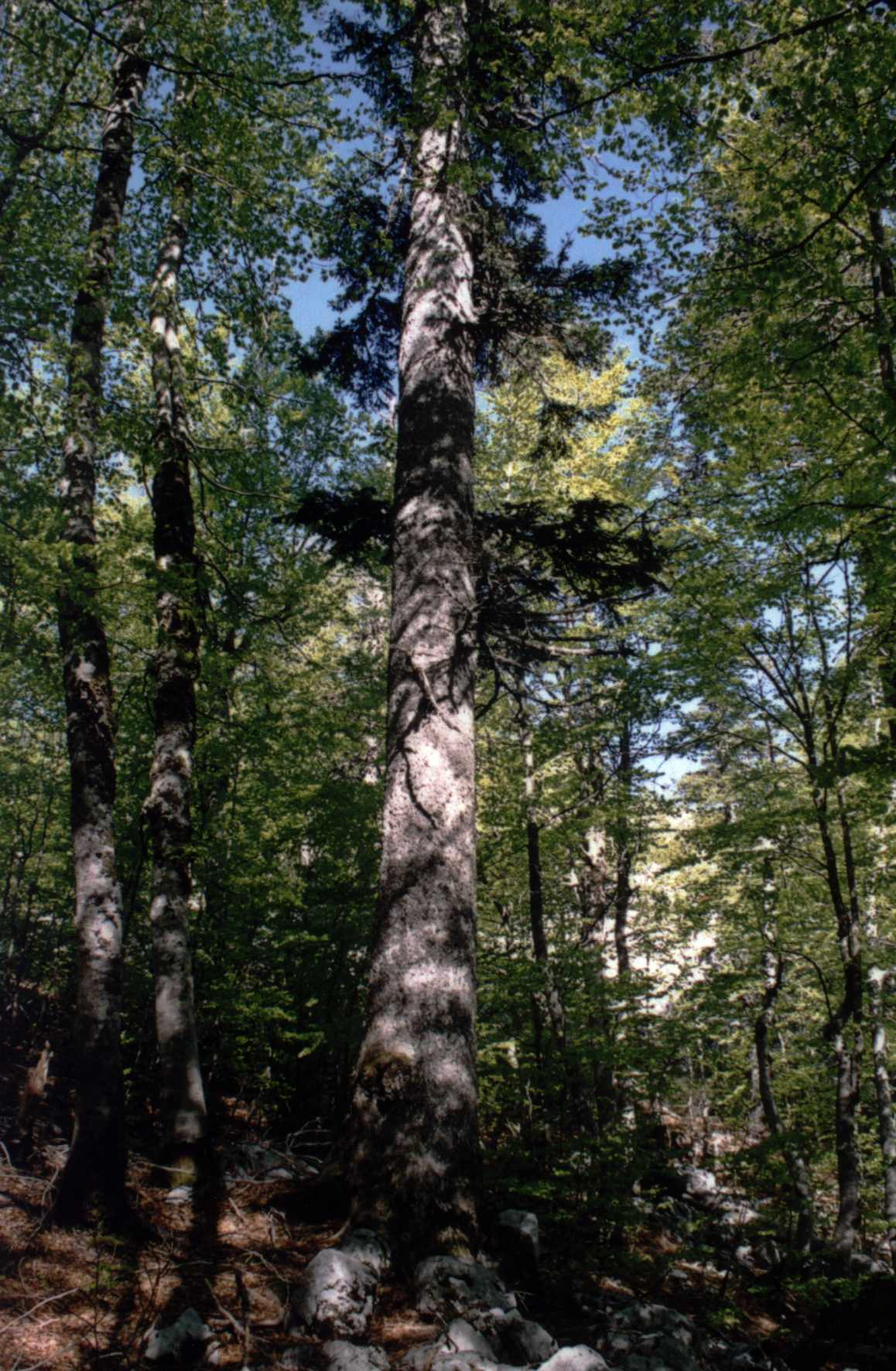
Weiß-Tanne (Abies alba)
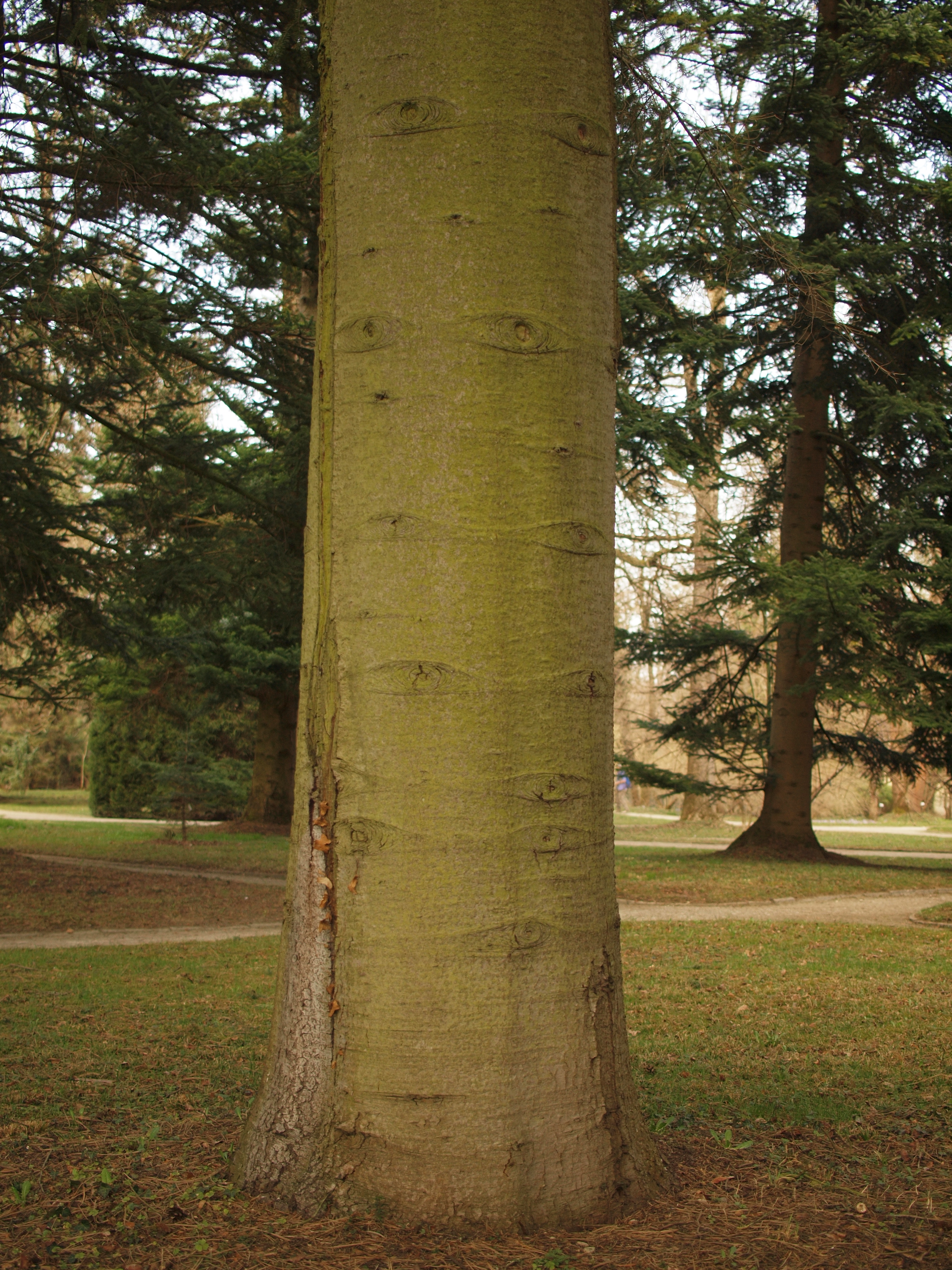
Kilikische Tanne (Abies cilicica)
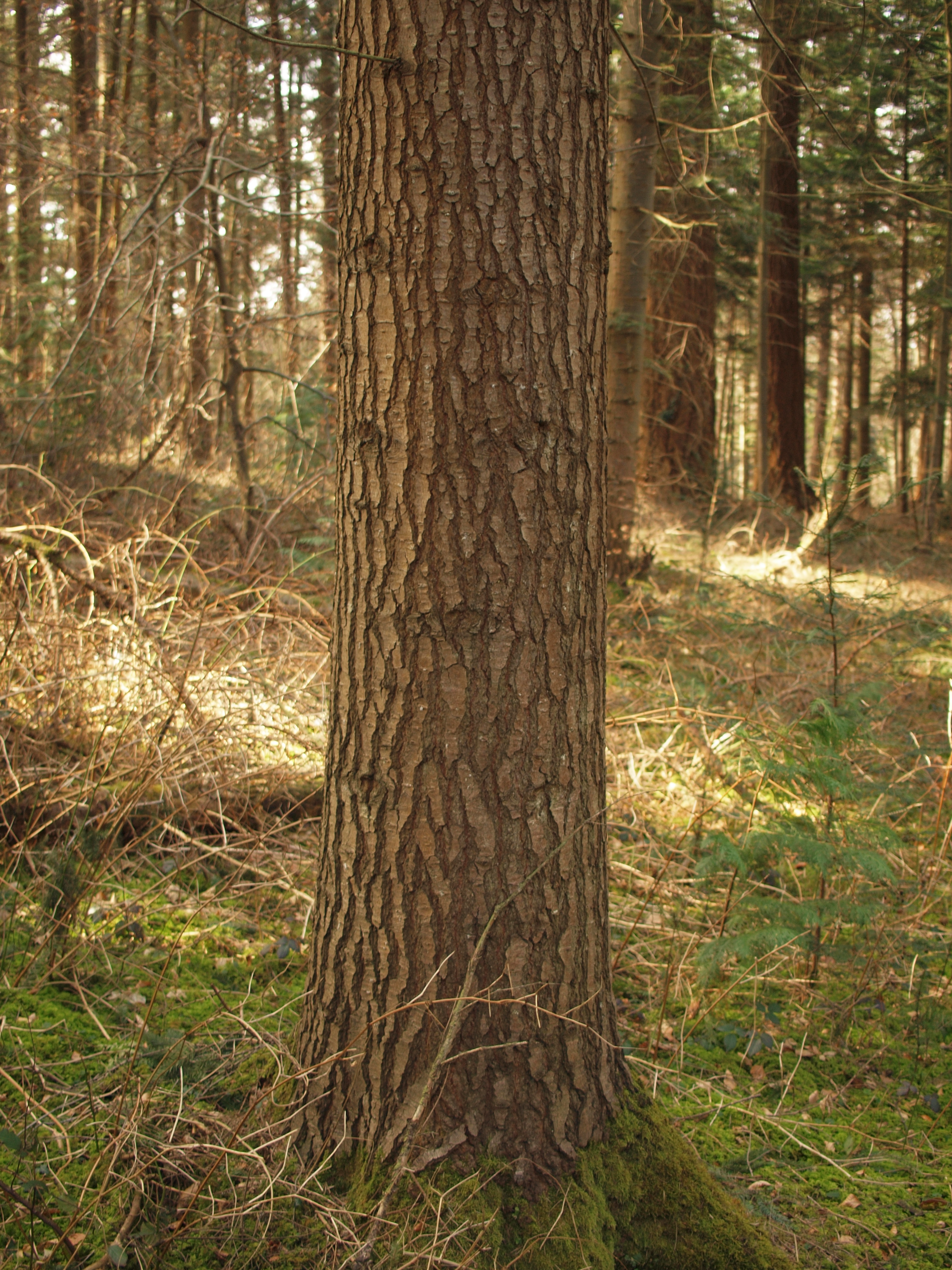
Pracht-Tanne (Abies magnifica)
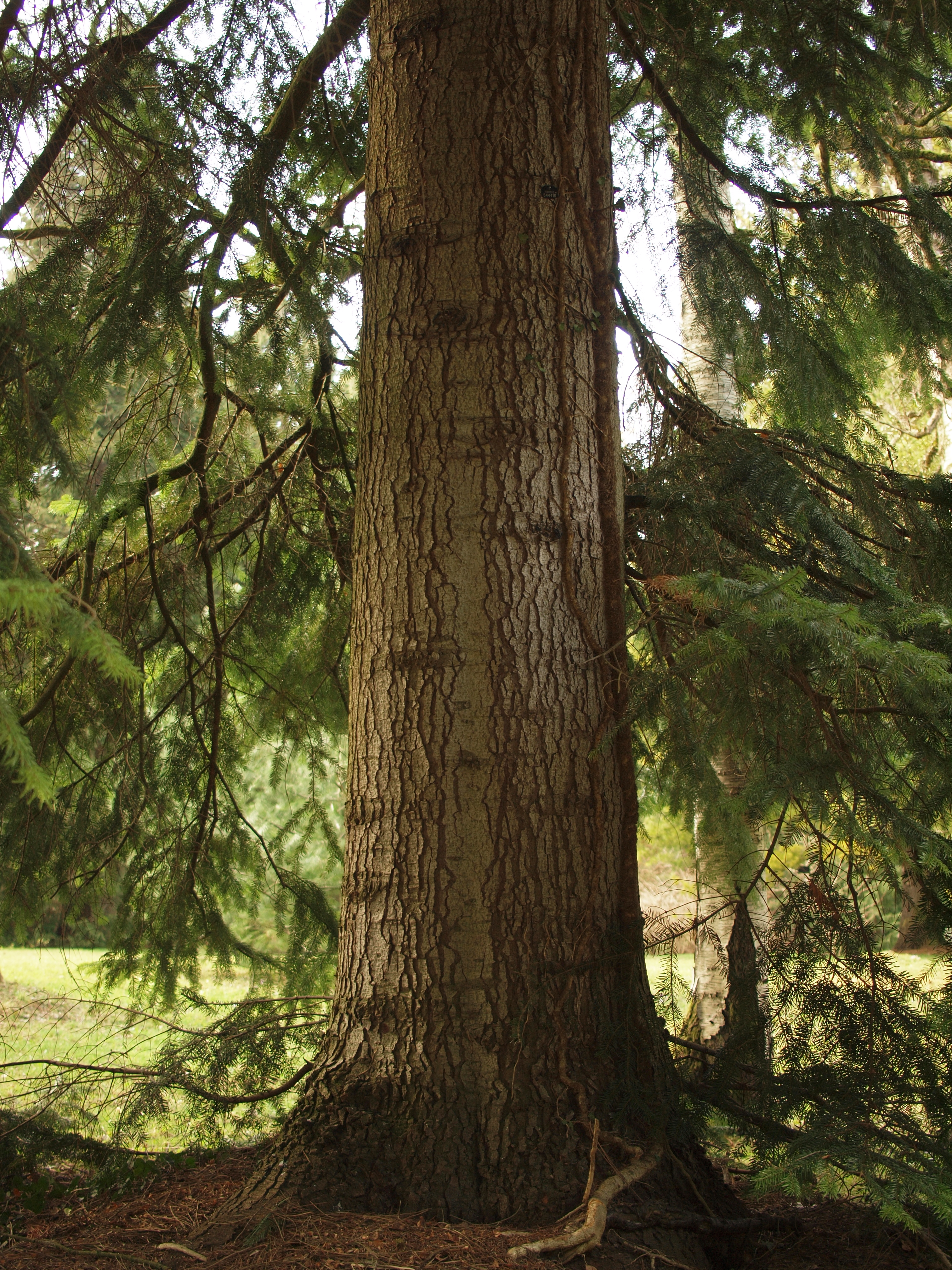
Nordmann-Tanne (Abies nordmanniana)
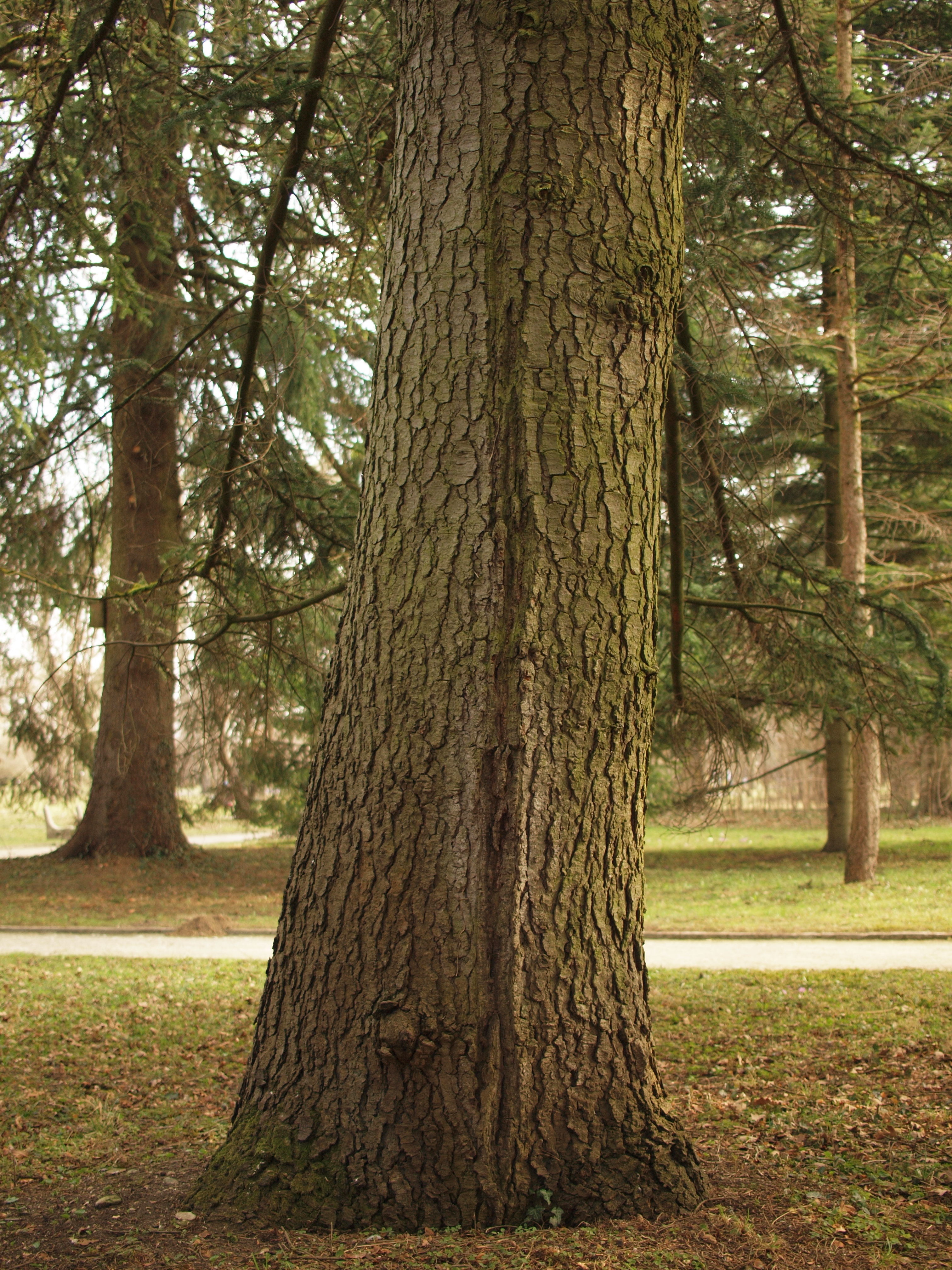
Algier-Tanne (Abies numidica)

### Biodiversität

#### Alte Welt

##### Europa und Mittelmeerregion

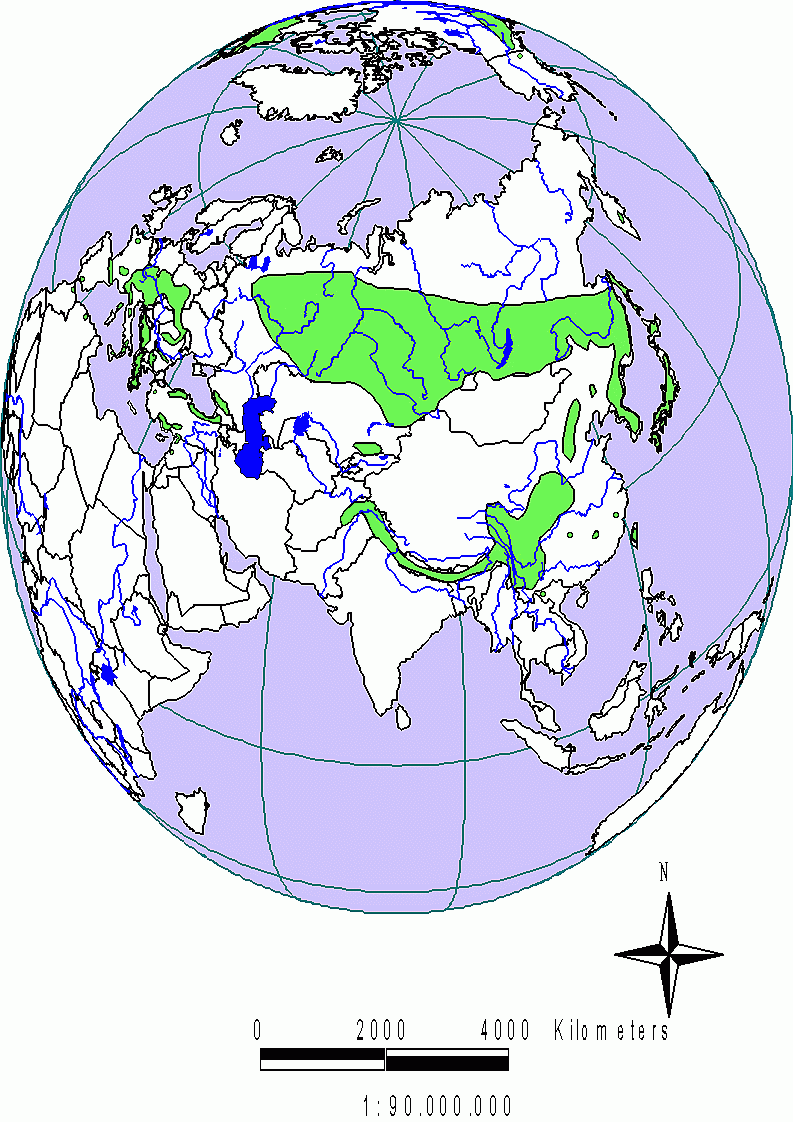
Verbreitung der Gattung Abies in Eurasien

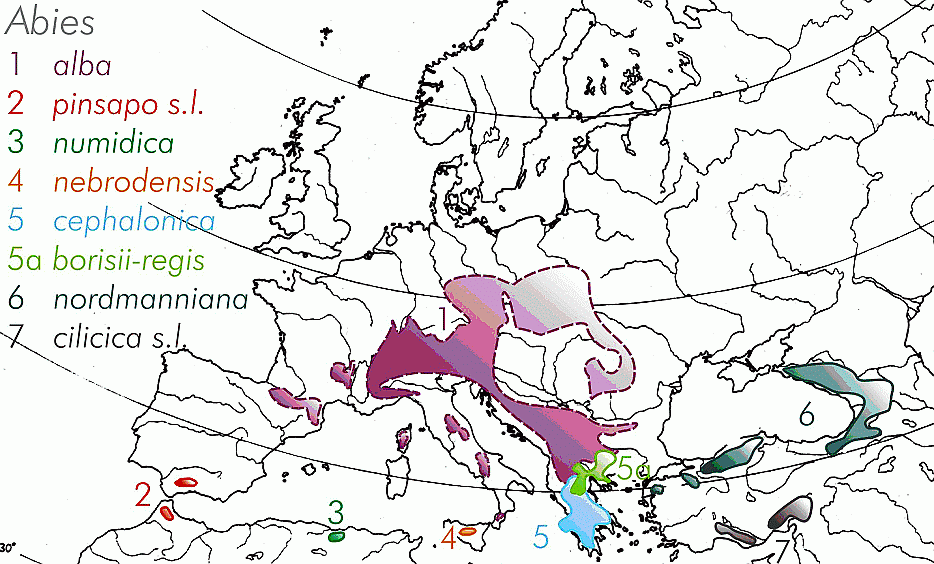
Verbreitung europäischer Tannen-Arten (Abies)

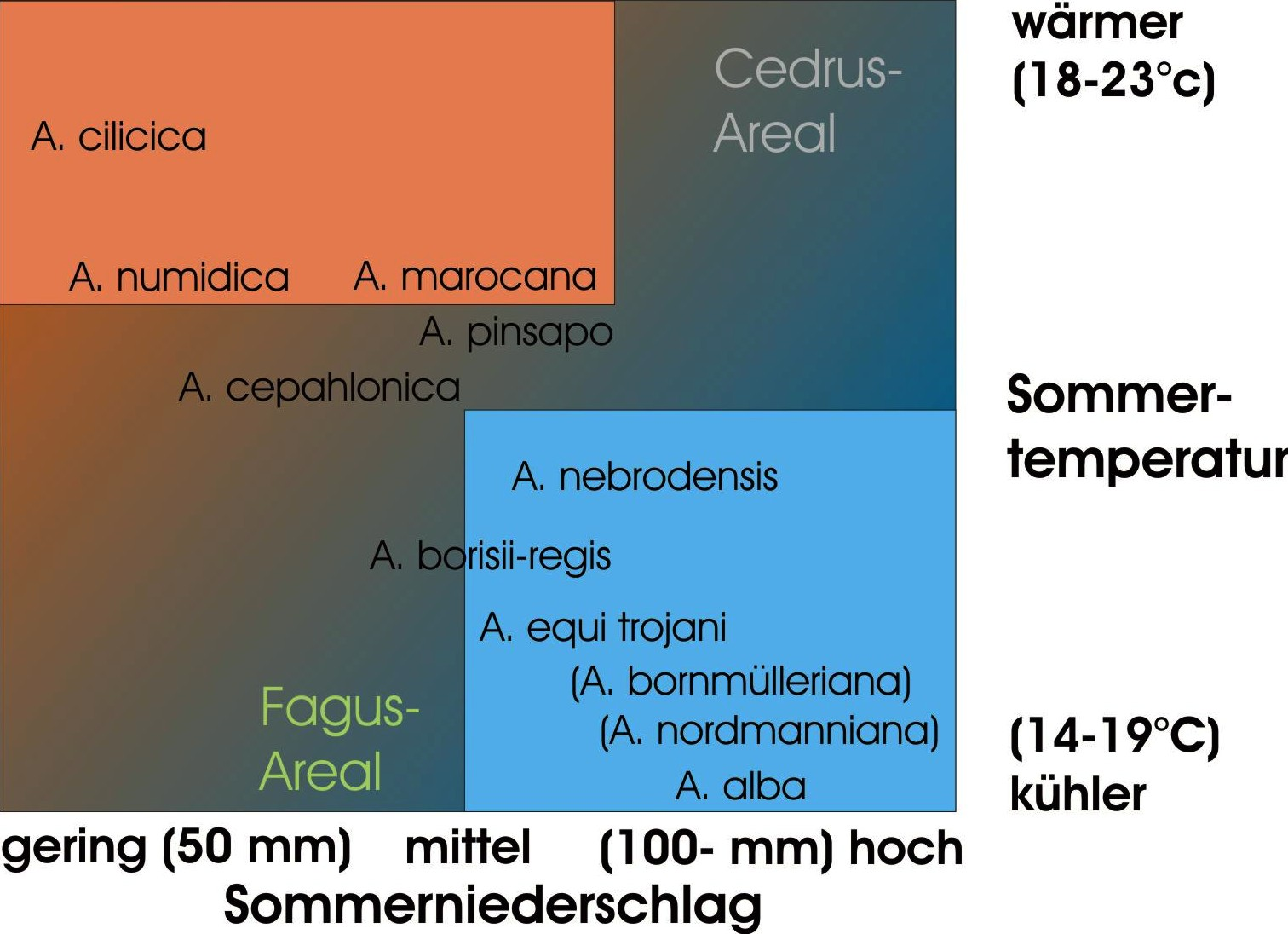
Ökologische Einnischung europäischer und mediterraner Tannen

Im temperat-(sub)meridional mediterranen Verbreitungsschwerpunkt besiedeln Tannen (sub)ozeanische Gebirge. Mit sieben Tannen-Arten gehört der Mittelmeerraum zu den Entwicklungszentren der Gattung. Dabei haben einige Arten aber nur noch reliktische Restpopulationen und wären ohne Schutz vom Aussterben stark gefährdete Arten. Darunter die Nebroden-Tanne (Abies nebrodensis) oder die Numidische Tanne (Abies numidica). Mediterrane Tannen sind dabei typisch pleistozäne Reliktendemiten und bilden eine taxonomische Einheit, die sich von einer tertiären Ursprungssippe ableiten lässt und sich sehr deutlich von amerikanischen unterscheidet, jedoch eine entfernte Verwandtschaft zu den asiatischen Arten zeigt.

###### Evolution
Die mediterranen Tannen und deren Gesellschaften werden in südwest-, zentral- und südostmediterrane Gruppen differenziert. Sie haben sich hier aufgrund der eiszeitlichen klimatischen Oszillationen in unzusammenhängenden Arealen zu vikariierenden Arten weiterentwickelt, ohne dass sich die Arten und Varietäten in den einzelnen Gebirgen genetisch völlig isolierten. Zwischen den einzelnen Gruppen gab es so in klimatisch begünstigenden Perioden auch immer einen mehr oder minder starken genetischen Austausch, oder es fanden generelle Hybridisierungen statt (Vernetzte Evolution, Beispiel dafür gibt unter anderen die Bulgarische Tanne (Abies ×borisii-regis)).
So sind viele der geographisch benachbarten und morphologisch wie ökologisch ähnliche Arten wie Spanische Tanne (Abies pinsapo) und Numidische Tanne (Abies numidica) nahe verwandt, jedoch besteht auch zwischen morphologisch stärker unterschiedlichen Formen wie der Weißtanne und der Spanischen Tanne eine vielfältige Ähnlichkeit, die auf einen genetischen Austausch während des Pleistozäns hindeutet.
Eng verwandt sind des Weiteren die Weißtanne und die Nebroden-Tanne (Abies nebrodensis) aus Sizilien. Hybride durch Introgression zweier Arten, die während längerer Phasen der Eiszeiten sympatrisch (im selben Gebiet) zusammenlebten, sind die Bulgarische Tanne (Abies alba × Abies cephalonica) auf der Balkanhalbinsel.
Vegetationskundlich differenzieren sich Tannen in Kleinasien und Südosteuropa jedoch stärker von den in Mitteleuropa gefundenen Verhältnissen. Auch sind die einzelnen Tannen-Provenienzen autökologisch deutlich unterschieden, was Austrieb, Spätfrostgefährdung, Trockenheitsresistenz, Schattentoleranz oder Vitalität nach Schädigung der Triebe angeht. Die mediterranen Tannen können sich zudem auch auf Freiflächen gut verjüngen und stehen auf bestimmten Standorten im Charakter daher Arten der Pioniervegetation nahe. Als Dauerpioniere können sie sogar auf felsenreichen Rohböden extrazonale Klimaxgesellschaften bilden (wie die Kilikische Tanne (Abies cilicica) oder die Weißtanne aus südlichen Provenienzen auf Standorten des sogenannten Blockhalden-Tannenwaldes) und treten hier auch vermehrt in Reinbeständen ohne kodominante Baumarten auf.

###### Standortbedingungen

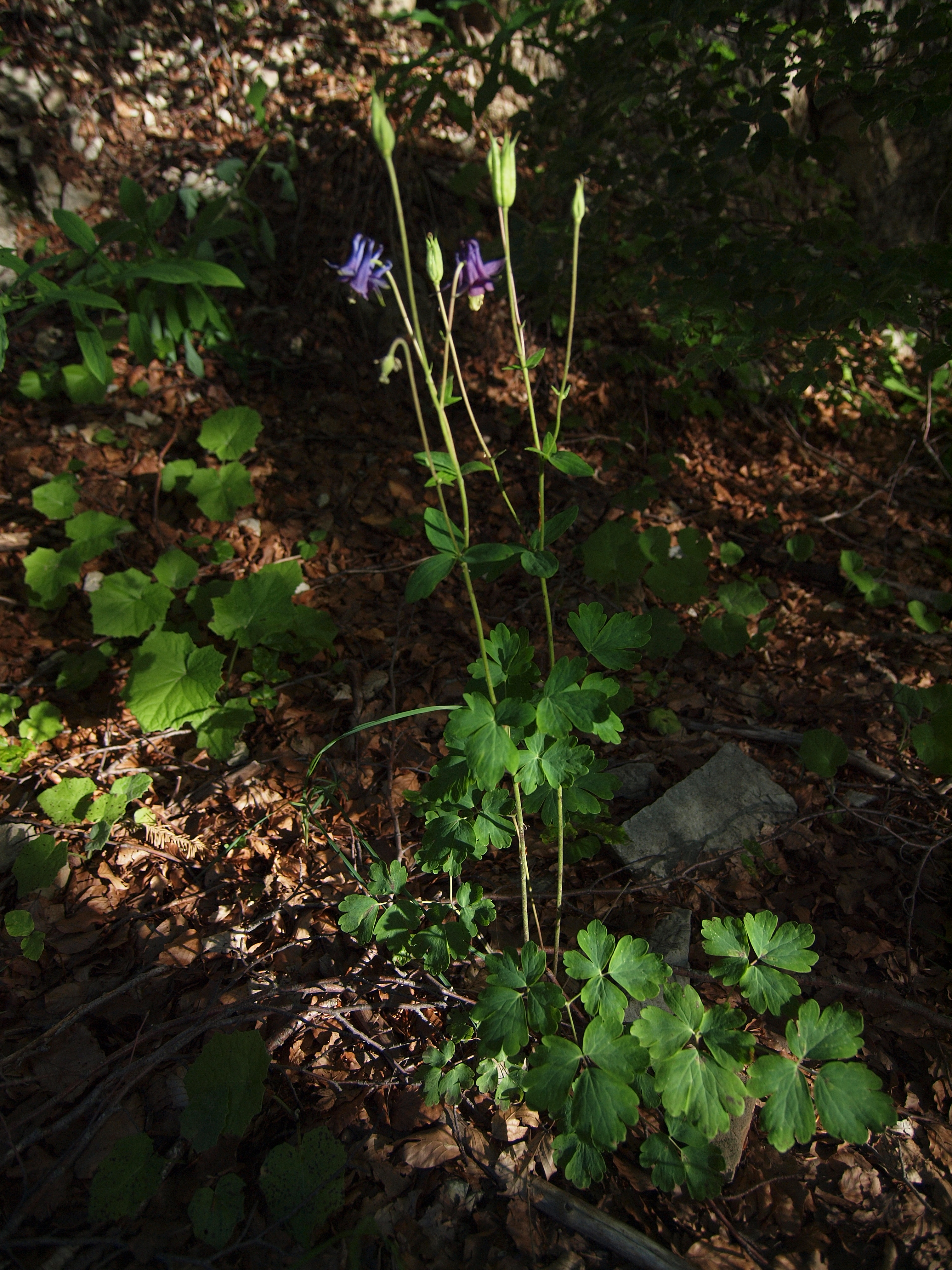
Den Unterwuchs in Tannen-Buchenwäldern Europas bilden schattentolerante Buchenwaldbegleiter wie bspw. Fagetalia-Klassen Charakter-Arten aus der Gattung Aquilegia. Im Bild die Angenehme Akelei aus Buchen-Tannenwäldern in der dinarischen Bijela gora

Überwiegend in mittleren Lagen, den montanen und oromediterranen Stufen verbreitet, meidet Abies alba schneereiche Lagen des Waldes. Schädigung durch Schneelast sowie Konkurrenz dürfte hier Hindernis der Etablierung sein. Mediterrane Tannen sind nach Schädigung besser ausschlagfähig, an die Waldgrenze reichen Kilikische Tanne wie Griechische Tanne (Abies cephalonica). Tieflagenvorkommen sind in nördlichsten Lagen von Abies alba und Nordmann-Tanne (Abies nordmanniana) anzutreffen.
Standortökologisch differenzieren sich mediterrane Tannen über den Zedern- und Buchenkomplex. Diese Einnischung ist auch mit klimatischen Kennwerten korrelierbar. Zu den klassischen Buchenwaldgesellschaften zählen Abies alba, Abies nebrodensis und Abies nordmanniana. Mit Zedern (Cedrus) sind Abies pinsapo s. l., Abies numidica und Abies cilicica vergesellschaftet. Abies cephalonica tritt nur rein auf. Sporadisch finden sich Buchenwaldarten aber auch im Areal von Abies pinsapo, reliktisch selbst bei Abies numidica. Nur Abies cephalonica- und Abies cilicica-Wälder haben mit Fagion-Gesellschaften keine Verwandtschaft mehr.
Die Kilikische Tanne (Abies cilicica) ist im zentralen und östlichen Taurus ohne Westtaurus beheimatet und reicht in relativ geschlossener Verbreitung nach Nordsyrien und Libanon. Hier wie auch bei der Griechischen Tanne (Abies cephalonica) werden überwiegend wenig entwickelte Rohböden gebankter Kalke mit spaltengründigen entwickelten Kalkstein-(Rotlehmböden) bestockt. Durch Besiedlung initialer Kalkrohböden haben sie den Charakter einer gewissen Pionierart mit der für ausgeprägte Trockentannen bescheidenen Wuchsleistung von 5 bis 12 m.
Die in der südwestlichen Mediterraneis vorkommenden Spanische Tanne (Abies pinsapo) ist auf kleinflächige Restvorkommen der feuchtesten Gebirgsgebiete begrenzt (Sierra Nevada: 50 Hektar, Babour-Massiv in Algerien: 1000 Hektar, Rif Atlas in Marokko: 15.000 Hektar). Ausgezeichnet sind die Wuchsleistungen im größten Teilareal mit bemerkenswerten 50 Meter hohen Einzelbäumen. Die mesophile Spanische Tanne erreicht bei gleichem geologischen Substrat (Kalkstein) viel bessere Wuchsleistungen als die Kilikische Tanne. Voraussetzung für das physiologische Optimum mediterraner Tannen sind reichliche Niederschläge, tiefgründige, spaltengängige, feinerdereiche, vorratsfrische Böden und schattseitige Lagen. Mit der Spanischen Tanne nah verwandt ist die Numidische Tanne, die im Babour Massif in der Kabylei an Nord- und Osthängen in Höhenlagen von 1800 bis 2000 Metern gefunden wird. Sowohl für die Numidische Tanne wie für die marokkanischen Wuchsorte der Spanischen Tanne sind Vergesellschaftungen mit der Atlaszeder typisch.
Die nordanatolisch-kaukasischen Tannen werden heute alle zur Nordmann-Tanne (Abies nordmanniana) gezählt, wurden aber historisch nach Standortsökotypen unterschieden. Taxonomisch wurde je nach Autor stärker differenziert und auch die hybriden Formen zwischen Griechischer und Nordmann-Tanne als eigenständige Arten geführt (Abies ×equi-trojani). Als typisch kolchische Waldbäume sind sie am kühl-humiden Süd- und Westsaum vom Schwarzen Meer in Bergmischwäldern verbreitet, die mit Orient-Buche und Orient-Fichte den analogen Standorten von Weißtanne, Europäischer Fichte und Rotbuche schon stark ähneln.
Die einzelnen Arten zeichnen den Übergang zwischen subkontinentalem-(sub)ozeanischen, zu mediterranem semiariden Klima nach. Die klimaökologische Zwischenstellung von Abies cephalonica und Abies pinsapo sensu stricto ist durch das Fehlen von Buchen und Zedern in beiden Arealteilen unterstrichen. Sie bauen auch weitgehend geschlossene, nahezu reine Bestände, meist plenterartiger Struktur auf. Die Tannen-Areale lassen sich weniger nach dem Jahresniederschlag als vielmehr nach mäßig trockener, frischer und feuchterer Vegetationszeit gliedern. Dabei erhöht sich von Norden nach Süden mit Abnahme des Niederschlages die Vegetationszeitwärme. Abies pinsapo, Abies numidica sowie Abies nebrodensis sind in ihrem natürlichen Habitat gefährdet. Größere Flächen werden von Abies cilicica, Abies cephalonica, Abies alba und Abies nordmanniana eingenommen.

##### Asien
In der komplexen Region sind verschiedene Diversitätszentren ausgebildet, allen voran die südwestchinesisch-himalayische Region. Vom Nordwesthimalaya zum Osthimalaya reihen sich die Areale von Abies pindrow, Abies spectabilis, Abies densa und Abies delavayi. Letztgenannte hat dann ihr Diversitätszentrum mit zahlreichen Unterarten im südwestchinesischen Hochgebirgsland am Rande des Tibetischen Hochlandes. In Zentralchina finden sich neben Abies chensiensis, Abies fargesii, Abies recurvata und Abies squamata noch zahlreiche, nur reliktisch vorkommende Endemiten.
Nordostchina, Korea und die Amurregion Russlands beheimaten Abies nephrolepis, Abies holophylla, Abies koreana und Abies nephrolepis. Sibirien und der Tian Shan wird nur von einer Tannenart, Abies sibirica besiedelt.
Der Japanische Archipel, Sachalin und Taiwan bilden ein weiteres Diversitätszentrum mit Abies firma, Abies mariesii, Abies homolepis, Abies sachalinensis Abies veitchii und Abies kawakamii.

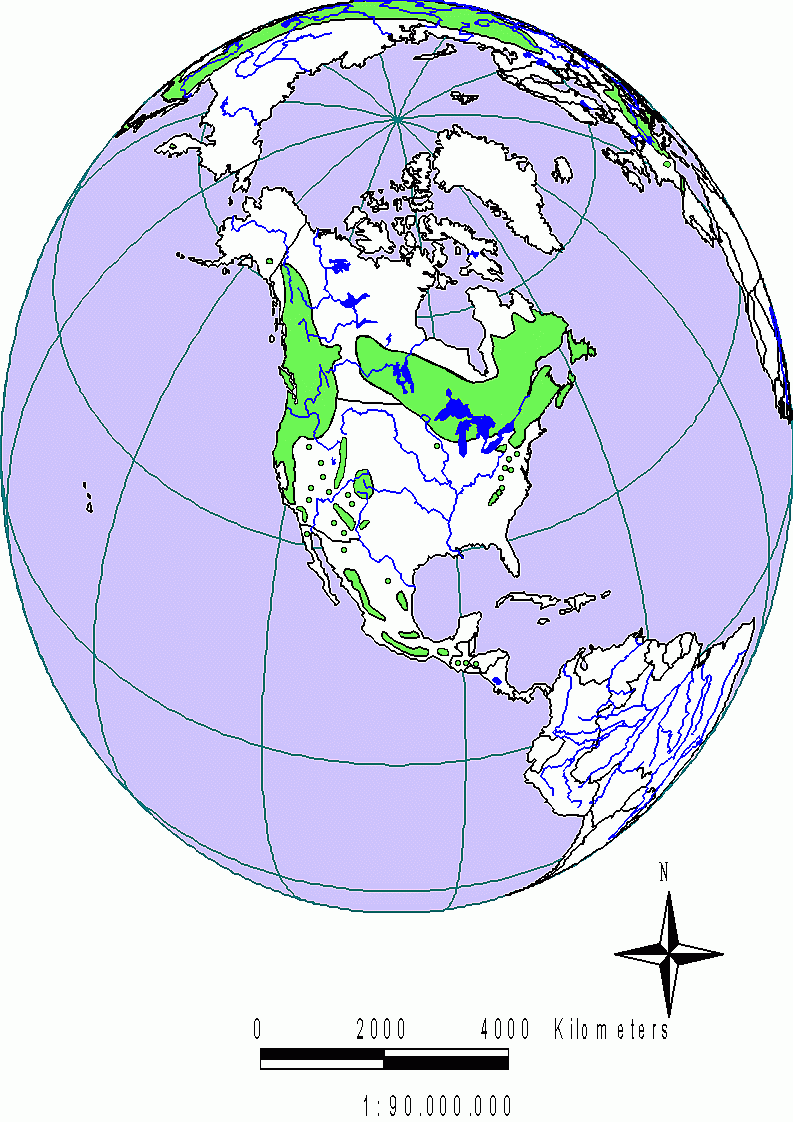
Verbreitung von Abies in der Neuen Welt

#### Neue Welt

##### Ostküste und Boreale Zone
An der Ostküste Nordamerikas finden sich nur zwei Arten, Abies balsamea und die verwandte Abies fraserii.

##### Westküste und Nordamerikanische Kordilleren
Die amerikanischen Tannen haben eine grundsätzlich ähnliche ökologische Einnischung wie die eurasischen Tannen, jedoch sind durch die Nord-Süd-Erstreckung der Gebirge, die sich überwiegend auf der Pazifikseite finden, günstigere klimatische Voraussetzungen für eine unter geologisch sich verändernden klimatischen Verhältnissen ungehinderte Wanderung gegeben. Daher haben die Tannen im westlichen Nordamerika auch heute ihre größte ökologische und ökonomische Bedeutung. Sie stellen hier wesentliche Komponenten der Vegetation, insbesondere im borealen Nadelwald (Kanada, Alaska), dem nemoralen Pazifischen Nadelwald (Alaska bis Kalifornien), sowie in den montanen und alpinen Nadelwäldern der Cascade Ranges, Cascade Mountains, Sierra Nevada und Rocky Mountains (u. a. Washington, Oregon, Idaho, Colorado, Wyoming, Kalifornien, Nevada).
Hier sind sie von großer Bedeutung für die Wassereinzugsgebiete und verhindern ein schnelles Ausapern der Schneemassen in den Gebirgen. Damit unterstützen sie in hohem Maße die Wasserqualität der Flüsse. In Tannenwäldern Nordamerikas finden sich auch bedeutende Vogelbrutplätze, etwa für den auf Urwaldstandorte spezialisierten Fleckenkauz (Strix occidentalis caurina, englisch northern spotted owl), den Weißkopfseeadler und Fischadler sowie Lebensraum für die Großsäuger Maultierhirsch (Odocoileus hemionus), Weißwedelhirsch (Odocoileus virginianus), Wapiti (Cervus canadensis), Schwarzbär und Grizzlybär, Elch und Schneeziege.
Die Tannen sind hier in allen Waldhöhenstufen anzutreffen; von der Meeresküste (Küsten-Tanne an der Pazifikküste und Balsam-Tanne an der Atlantikküste) bis zur Baumgrenze (Edel-Tanne und Felsengebirgs-Tanne). Ihre beste Entwicklung erreichen sie auf relativ kühlen und feuchten Standorten.

## Nutzung

### Forstwirtschaft

Furnier aus Tannenholz

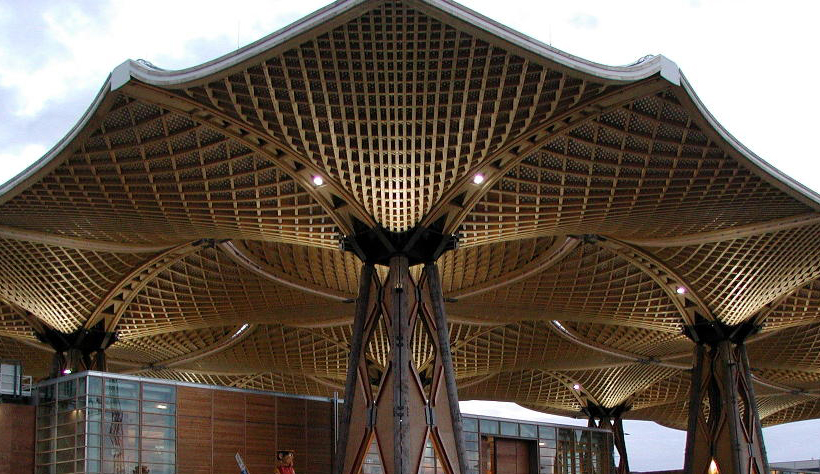
Baumstämme von Weiß-Tannen (Abies alba) aus Gersbach (Schopfheim) stützen das größte freitragende Holzdach der Welt (Fläche: 16000 m² ≈ 2 Fußballfelder) auf der Expo 2000

Tannen sind zwar nach den Kiefern die formenreichste Gattung der Kieferngewächse, ihre forstwirtschaftliche Bedeutung ist jedoch geringer als die der Douglasie und Fichten. In Europa ist unter den autochthonen Arten nur die Weiß-Tanne von Bedeutung. Einige eingeführte amerikanische Arten sind lokal von Bedeutung, in Deutschland darunter nur die Küsten-Tanne. Für Edel-Tanne und Purpur-Tanne wurden jedoch Anbauversuche durchgeführt. Forstwirtschaftlich empfohlen wird in Deutschland insbesondere auch die in ihren Heimatländern forstlich wichtige Nordmann-Tanne. Sie stellte sich in Anbauversuchen der Weiß-Tanne gegenüber insbesondere bei geringerer Spätfrostanfälligkeit, gleichem Zuwachs und Holzqualität, aber besserer Sekundärnutzung (Christbaum, Schmuckreisig) insgesamt als überlegen heraus.
Im westlichen Nordamerika haben Tannen ihre allgemein größte ökologische und ökonomische Bedeutung. Mit Ausnahme von zwei nur endemisch auftretenden Tannen sind sechs weiterhin auftretende Arten hier forstwirtschaftlich vielfältig genutzt (Edel-Tanne, Küsten-Tanne, Pracht-Tanne, Purpur-Tanne, Colorado-Tanne, Balsam-Tanne). Zur Gewinnung von Papierzellulose wird das Holz der Purpur- und Balsam-Tanne verarbeitet. Eine Sondernutzung erfuhr im 19. Jahrhundert das Holz der Pracht-Tanne, als es zur Aufbewahrung von Butter und Käse genutzt wurde und daher als „Butter-Holz“ bezeichnet wurde. Wie das Holz aller Tannen ist es geschmacks- und geruchsneutral.
Japan als eines der Hauptabnehmerländer amerikanischen Tannenholzes nutzt dieses für die eigene Bauindustrie (Holz von Edel- und Purpur-Tanne). Aus den eigenen Tannenholzsorten werden dort Bretter, Dachschindeln, Türen, Holzschuhe, Musikinstrumente, sowie Haushaltsgegenstände hergestellt.
In der chinesischen Provinz Sichuan diente das Holz von Abies delavayii und Abies fabri zur Errichtung von Tempeln.
Forstwirtschaftliche Nebennutzungen sind die Gewinnung von Tannenbalsam (Kanadischer Balsam und Straßburger Terpentin), Destillation ätherischer Öle (insbesondere in Tschechien, der Slowakei, Russland) für die üblicherweise Dampfdestillation der Nadeln, sowie in Indien die Destillation aus den harzreichen Samen der himalayischen Arten, Anwendung findet.

#### Tannenholz
Tannen sind Reifholzbäume, sie besitzen also keinen farblichen Unterschied zwischen Kern- und Splintholz. Das Holz ist gelblich-weiß gefärbt und besitzt im Vergleich zum sehr ähnlichen Fichtenholz keine Harzkanäle und nur kaum sichtbare Markstrahlen. Aufgrund der sehr ähnlichen Eigenschaften wird vor allem das Holz der Weiß-Tanne ähnlich wie Fichtenholz eingesetzt: Zum Anwendungsspektrum gehört vor allem die Verwendung zur Papier- und Zellstoffherstellung, als Bau- und Möbelholz für den Innenbereich sowie die Nutzung als Brennholz. Als Schnittholz wird Fichtenholz in der Regel gemeinsam mit Tannenholz als Mischsortiment Fichte/Tanne gehandelt und verwendet. Dabei wird Fichtenholz in Form von Rundholz, sowie Schnittholz wie Bretter und Brettschichthölzer, und als Furnierholz verarbeitet. Zugleich ist es das wichtigste Holz für die Herstellung von Holzwerkstoffen wie Sperrholz, Leimholz, Span- und Faserplatten.
Die Trocknung ist aufgrund der höheren Stammfeuchtigkeit schwieriger als bei der Fichte. Sonderanwendungen liegen im Wasserbau, wo Tannenholz eine hohe Dauerhaftigkeit besitzt, sowie als Obst- und Gemüsekisten aufgrund seiner Geruchsfreiheit.
Weitere wichtige forstlich genutzte Tannen sind unter den europäischen Arten die Nordmann-Tanne sowie unter den chinesischen und himalayischen Arten unter anderen Abies delavayi, Abies spectabilis oder Abies pindrow.
Unter den amerikanischen Arten liefert die Edel-Tanne (Abies procera) das beste Holz. Wegen seiner Festigkeit wurde es früher unter anderem auch im Flugzeugbau (so war die Zelle der Royal Air Force de Havilland DH.98 Mosquito aus Edel-Tannenholz gefertigt), aber auch im Konstruktionsholz- und Leiterbau verwendet. Die Wälder der amerikanischen Edel-Tanne gehören daneben in ihrem Ursprungsgebiet auch zu den vorratsreichsten Wäldern überhaupt. Ein etwa 350-jähriger Bestand von Edel-Tannen in der Goat Marsh Research Area am westlichen Abfall des Mount St. Helens im Bundesstaat Washington birgt nach den Redwood-Wäldern den vorratsreichsten Waldtyp der Welt. Hier werden Massenleistungen pro Hektar von über 1600 Tonnen erreicht, bei Wuchshöhen der Tanne von bis zu 90 Metern.
Tannenholz ist ähnlich wie Fichtenholz ein Weichholz mit hoher Festigkeit. Zum Unterschied zur Fichte trocknet Tannenholz aber deutlich langsamer und bildet unter Umständen einen Nasskern aus, was früher durch ein Jahr lange Lagerung an der Luft Probleme bereiten konnte und einen Mehraufwand bei der Trocknung erforderte. Heute wird Tannenholz direkt nach dem Einschlag technisch getrocknet. Ein Unterschied besteht auch in der Haltbarkeit von Tannen- zu Fichtenholz. Tannenholz lagert Phenolverbindungen im Kernholz ein, die gegen Pilzbefall wirksam sein können. Jedoch sind weder Tanne noch Fichte ohne Behandlung gegen die Witterung resistent. In der Nutzung als Konstruktionsholz ist die Rohdichte ausschlaggebend; da diese bei Fichte und Tanne keine praxisrelevanten Unterschiede zeigt, ist die Eignung von Tannenholz uneingeschränkt, wobei Weißtannenholz dimensions- und formstabil ist. In Druck-, Biege-, Scher- und Torsionsfestigkeit sind ebenso wenig praxisrelevante Unterschiede zu Fichtenholz erkennbar. Weißtannenholz wird beim Innenausbau zudem als edel empfunden, es ist geruchsneutral und hat eine helle, wenig nachdunkelnde Farbe.

### Landschaftsgestaltung
Tannen sind wichtige Bäume für Landschafts- und Gartengestaltung. Die großwachsenden Arten werden je nach klimatischer Härte auch in großen städtischen Parks und in Grünflächen angepflanzt. Oftmals werden heute nordamerikanische Gebirgsarten aufgrund ihrer auffallenden Benadelung und geringen Spätfrostgefährdung bevorzugt. Die amerikanische Edel-Tanne und die Colorado-Tanne sind aber auch wegen ihrer stärkeren Toleranz gegenüber von Luftverschmutzung teilweise der Weiß-Tanne überlegen.
In der Gartengestaltung werden insbesondere die kleinwachsende Korea-Tanne, sowie alle Tannenarten mit sogenannter 'Glauca'-Sorte (aufgrund des dicken Wachsüberzuges der Blätter erscheinen diese blau-weiß) angepflanzt. Dazu gehören unter anderen die Numidische Tanne (Sorte 'Glauca'), die amerikanische Edel-Tanne sowie die Colorado-Tanne, aber auch die Nordmann-Tanne.
In den atlantischen Gegenden Europas über Dänemark, Frankreich und Großbritannien werden aber auch die wenig spätfrostresistenten Tannen der amerikanischen Westküste (unter anderen Abies grandis), sowie teilweise die Tannen des Himalayas angepflanzt. Diese sind nur in den mildesten Gegenden Deutschlands klimahart.

### Sekundärnutzung

#### Medizin
Die hellgrünen Tannenspitzen im Mai – Maigrün – sind nicht nur essbar, sondern ein altes Medikament und Hausmittel gegen Husten. Sie enthalten heilsame Enzyme. Man konserviert sie als Sirup. Aus den Monoterpenen der Nadeln gewinnt man von verschiedenen Arten (Abies spectabilis, Abies alba) ein bekanntes und angenehm harzig riechendes ätherisches Öl. Dieses wird in Badezusätzen oder zu Saunaaufgüssen verwendet. Tannenwälder ergeben auch in der Imkerei eine wichtige Bienentracht. Sortenreiner echter Tannenhonig gehört zu den teuersten Honigen.
Früher wurden um den Johannistag herum Tannenzapfen gebrochen, d. h. geerntet. Sie wurden mit Zucker eingemacht und in manchen Gegenden als magenstärkendes Mittel verwendet. Aus den eingemachten Zapfen ließ sich durch Destillation ein bräunliches oder grünliches, wasserhelles, sehr dünnflüssiges, stark terpentinartig riechendes Öl gewinnen, das Tannenzapfenöl, sowie ein feiner Branntwein, der sogenannte Tannenzapfenbranntwein. Letzterer war mit Zitronen- und Pomeranzenschalen, Lavendelblüten, Kardamom, Nelken, Muskatnuss und Muskatblüte abgezogen.

#### Christbaum
Als klassische Christbäume werden in Deutschland vor allem die Nordmann-Tanne, sowie in Nordamerika, aber inzwischen auch vermehrt in Europa, die amerikanische Edel-Tanne und die Colorado-Tanne in Plantagen angebaut. Außerdem wird von Tannen Schmuckreisig gewonnen. Die Weihnachtsbaum-Plantagen und die für die Weihnachtsbaumproduktion empfohlenen Arten werden in allen wichtigen Anbauländern (Großbritannien, Dänemark, Deutschland, verschiedenen Bundesstaaten der USA wie Idaho, Oregon, Pennsylvania) in Anbauversuchen (sogenannte Provenienzversuche) auf Eignung getestet. Dabei werden regional unterschiedliche Arten empfohlen.

### Tabellarische Übersicht wichtiger Arten
Eine allgemeine Übersicht bedeutender Tannenarten für Forstwirtschaft, Landschaftsgestaltung, Eignung als Christbaum und deren ökologischen Funktion in ihrem natürlichen Lebensraum gibt folgende Tabelle (nach Farjon 2010):
| Art                                 | Forstwirtschaftliche Bedeutung | Holz- und Sondernutzung | Hortikultur und Landschaftsgestaltung | Weihnachtsbaum | Ökologische Funktion |
| ----------------------------------- | --- | --- | --- | --- | --- |
| Weiß-Tanne (Abies alba)             | wichtiger montaner Forstbaum | Sperrholz, Furniere, selten Resonanzkörper für Musikinstrumente, Kisten; Firstsäulen, im 17. Jahrhundert für große Schiffsmasten (Holländer) bedeutend; Bienentracht; Gewinnung von essentiellen Öl; Straßburger Terpentin (Terebinthina alsatica) in der Volksheilkunde                                              | außerhalb des natürlichen Verbreitungsgebietes kaum genutzte Art; meist in botanischen Sammlungen; in wintermilden Gegenden kaum ausdauernd (ozeanisches Westeuropa) | nur in Ländern mit autochthonen Beständen bei zumeist forstlicher Sekundärnutzung, in England im 19. Jahrhundert noch sehr populär | stabilisierendes Element des Bergwaldes; Schutzfunktion vor Erosion, Hochwasser wie Lawinenvorbeugung; regionales Tourismuselement (Schwarzwald, Alpen) |
| Purpur-Tanne (Abies amabilis)       | wichtiger Forstbaum der Nordwestpazifik-Küste der USA und Kanadas                                                                  | nicht bekannt | aufgrund der hohen Ansprüche an Luftfeuchtigkeit nur lokal auf den britischen Inseln                                                                                 | keine Bedeutung | Klimaxelement der subalpinen Abies amabilis – Tsuga heterophyta Stufe (Westliche Hemlocktanne); unter allen Tannenarten die schattentoleranteste; hohe Sensibilität für Waldbrände; bildet bis zu 400-jährige Primärwälder; bedeutendes Landschaftselement zahlreicher Nationalparks der westlichen USA (u. a. Mount Rainier) |
| Balsam-Tanne (Abies balsamea)       | wichtiger borealer Forstbaum | Papierholz, Holz für leichte Regale; traditionelle medizinische Nutzung des Harzes (Balsamum canadese); Harz in der Industrie als Einbettungsmittel bei der Mikroskopie und Kitt feinoptischer Linsensysteme gebräuchlich                                                                                             | keine Eignung, da kurzlebig | einer der drei wichtigsten Weihnachtsbäume der Ost-USA                                                                             | Klimaxgesellschaft borealer Fichten-Tannen Wälder (Picea glauca, Picea mariana, Betula papyrifera) |
| Kolorado-Tanne (Abies concolor)     | Forstbaum der in den letzten Jahrzehnten stärkerer Nachfrage unterliegt als andere Tannenarten                                     | als generelles Konstruktionsholz | die am meisten empfohlene Tannenart für städtische Lagen, Trockenheitsresistent; Kultivare mit sehr auffallender blauer Benadelung                                   | in den USA große Bedeutung; wachsende Bedeutung für Europa (insbesondere für die Plantagen Selbstauswahl empfohlen)                | häufige Charakterart der oberen montanen bis subalpinen Nadelwald-Stufe; Schattentolerant und mittlere Feuerempfindlichkeit; Klimaxgesellschaft in den prozentual weitflächigsten montanen Nadelwäldern der kalifornischen Sierra Nevada (Sierran White Fir forests)                                                          |
| Forrests Tanne (Abies forrestii)    | Holz in Sägewerken verarbeitet; die Chinesische Regierung hat den Holzeinschlag in Gebirgs-Wäldern zumindest offiziell eingestellt | allgemeines Konstruktionsholz | wird als eine der attraktivsten Tannen bezeichnet (Farjon 2010,) | keine Nutzung | Baum der subalpinen Stufe, geht im Gebirge bis auf 4300 m |
| Küsten-Tanne (Abies grandis)        | durch Größe und schnelles Wachstum bedeutender Forstbaum                                                                           | wenig festes Holz vor allem für die Papierindustrie; wenig haltbar | im 19. Jahrhundert in Europa sehr häufig für große Anlagen; auch heute nicht selten                                                                                  | im pazifischen Nordwesten der USA beliebt, als junger Baum sehr symmetrisch                                                        | Klimaxwälder der Küstenzone des NW-Pazifiks, sowie in der montanen Zone im Kaskaden-Gebirge |
| Korea-Tanne (Abies koreana)         | keine Eignung für die Forstwirtschaft                                                                                              | keine bekannt | wichtigste momentan genutzte Tanne in der Landschaftsgestaltung | sehr empfohlen jedoch noch selten                                                                                                  | bildet Reinbestände (Cheju Insel) oder als untergeordnetes Element in Mischwäldern (Festlands-Korea); vergesellschaftet mit Betula ermanii, Picea jezoensis und Pinus koreanensis; |
| Pracht-Tanne (Abies magnifica)      | wird wegen seiner Dimensionen und der geraden Schäfte als Forstbaum immer wichtiger                                                | generelles Konstruktionsholz; Papierindustrie; die besonders dicke Borke wurde traditionell als Holzkohleersatz genutzt | harmonischer und schöner Gartenbaum, wesentlich kalktoleranter als die ähnliche Edel-Tanne                                                                           | bedeutend, sowohl aus natürlichen Beständen, wie Plantagen                                                                         | Klimaxwälder der subalpinen gemischten Koniferen Stufe der Sierra Nevada; mittlere Schattenleranz und mittlere Feuertoleranz; bei Ausbleiben von Waldbränden können Pracht-Tannen Wälder Dominanz erlangen und sogar Mammutbaumwälder überwachsen; man spricht dann von der sogenannten 'Red Fir Phase'                       |
| Nordmann-Tanne (Abies nordmanniana) | wichtiger Forstbaum | allgemeines Konstruktionsmaterial, insbesondere Furnierholz | die bedeutendste europäisch-kleinasiatische Tanne in der Hortikultur                                                                                                 | in Europa der weitaus beliebteste Weihnachtsbaum                                                                                   | ähnliche ökologische Einnischung wie die Weiß-Tanne; mit Picea orientalis und Fagus orientalis vergesellschaftete Mischwälder montan bis hochmontan |
| Spanische Tanne (Abies pinsapo)     | keine Bedeutung mehr | aus den Nadeln wurde wie der Name verrät früher Seife gemacht | sehr attraktiver Baum der entsprechend in der Hortikultur nachgefragt ist; sehr ähnlich und noch auffälliger ist Abies numidica                                      | keine Bedeutung | wichtige Trockentanne die Kalkrohböden in mediterranen Klimaten besiedelt |
| Edel-Tanne (Abies procera)          | wichtigste forstlich genutzte Tannenart                                                                                            | Holzvorräte von beträchtlichen Volumen; größte Stamm-Dimensionen und beste Holzqualität der Tannen; allgemeines Konstruktionsholz, Parkettholz; ehemals Spezialanwendungen wie Propeller im Flugzeugbau, Flugzeugzellen (Zweiter Weltkrieg); Leiterbau; das geruchlose, weiße Holz ist ideal für Kisten und Behälter; | beliebter Gartenbaum, gedeiht nicht auf Kalk, spätfrostanfällig | wichtiger Weihnachtsbaum auch außerhalb seines natürlichen Verbreitungsgebietes                                                    | zumeist in Mischwäldern von der Küste bis zur hochmontanen bis subalpinen Zone im Pazifischen Nordwesten wie dem Kaskaden-Gebirge, an der Küste mit Tsuga heterophylla, Picea sitchensis und Thuja plicata vergesellschaftet; Gebirgslagen mit Pseudotsuga menziesii, Abies grandis, Abies amabilis u. a.                     |
| Sibirische Tanne (Abies sibirica)   | bedeutender borealer Forstbaum | für leichte Regale und Papiergewinnung | wie alle kontinentalen und Hochgebirgsarten spätfrostgefährdet und daher kaum angepflanzt                                                                            | keine Bedeutung | gemischte boreale Wälder mit Picea obovata und Larix gmelinii |
| Veitchs Tanne (Abies veitchii)      | Forstbaum | wenig hochwertiges Holz für die Papierindustrie | im 19. Jahrhundert in England sehr beliebt; attraktiver Baum | ist die am schnellsten wachsende Tanne und wird zukünftig vielleicht mehr Bedeutung bekommen                                       | tritt in gemischten Nadelwäldern zusammen mit Abies mariesii, Picea jezoensis, Larix kaempferi, Thuja standishii, Pinus parviflora wie P. pumiila auf. |

## Symbolik

### Religiöses Brauchtum
Tannen sind in vielen Kulturen Symbole von Geburt und Wiederauferstehung. Als immergrüne Bäume verkörpern sie auch den religiösen Glauben an das ewige Leben. Daher sind Tannenzweige und Tannenreisig auch Bestandteil für Grabschmuck und Grabkränze. Aber auch für die Ausschmückung von Osterschmuck an Marktbrunnen ist ihre Symbolik von Bedeutung. Zudem werden Adventskränze aus Tannenreisig geflochten. Hierbei soll das Tannengrün das Leben in der Jahreszeit, in der vieles abgestorben ist, verkörpern. Jedoch ist der Brauch erst jüngeren Datums und die Katholische Kirche hat diesen ursprünglich evangelischen Brauch erst nach dem Ersten Weltkrieg übernommen.
Die allgemeine Metamorphose der Tanne zum Weihnachtsbaum der Adventszeit ist gleichsam in Rainer Maria Rilkes Gedicht „Es treibt der Wind im Winterwalde“ wiedergegeben.

## Kunst

### Lyrik und Gesang
Die sakrale Konnotation der Tannen-Symbolik findet sich auch in rumänischen Klage- und Totengesängen, wo Tannen die Bäume sind, die die größte Verehrung und das Höchstmaß an sakralem Charakter tragen. Ein Beispiel dieses Topos vom Tannen-Motiv als Symbol der Auferstehung in Klage- und Totenliedern findet sich auch auf der Balkanhalbinsel wie im serbischen Volkslied Pod jelom zaspalo devojče (deutsch: ‚Unter der Tanne war das Mädchen eingeschlafen‘). Eine häufige formalistische Verwendung findet dieses Motiv in der serbischen epischen Dichtung (zumeist in der Verbindung „Vita Jela“ = ‚Geschmeidige Tanne‘) in der christlicher Glaube und heidnische Tradition (Baumkult) ausgedrückt werden. Diese formelhafte Nutzung der Tanne in den epischen zehnsilbigen Gesängen hat sich in den Gebirgen im herzegowinisch-montenegrinischen Hochkarst bis heute erhalten:

„Geschmeidige Tannen der Bijela Gora, warum so düster, als ob kein Sommer war.“

Lyriker griffen die Tannensymbolik als Embleme von Tod und Auferstehung wiederholt auf; Darunter in Deutschland unter anderem Franz Alfred Muth in Die alte Tanne, das auch von Josef Gabriel Rheinberger vertont wurde, Ferdinand Freiligrath Die Tanne, Gottlieb Konrad Pfeffel Die Tanne, Emil Rittershaus Tanne und Rose.
Das ursprünglich böhmische Wandervogellied Hohe Tannen weisen die Sterne, 1923 in dem Liederbuch Das junge Volk des Bundes der deutschen Ringpfadfinder erstmals veröffentlicht worden, spiegelte in der NS-Zeit in einer zusätzlich eingefügten Strophe den völkisch orientierten Zeitgeist in der Hervorhebung von „germanischen“ Symbolen und Emblemen wider.

### Epik
Ludwig Ganghofer beschreibt die Tannenblüte in seinem mehrfach verfilmten Roman Waldrausch als rostfarbene Wölkchen, die im Frühling durch den Wald fliegen.

## Systematik
Tannen (Abies) bilden die Unterfamilie Abietoideae innerhalb der Familie der Kieferngewächse (Pinaceae). Die nächstverwandte Gattung ist Keteleeria, zu ihren unmittelbaren Verwandten gehören Zedern (Cedrus) und Hemlocktannen (Tsuga).
Die Gattung Abies wurde klassischer Weise schwerpunktmäßig auf der Morphologie der weiblichen Zapfen basierend, in zehn Sektionen und weiter in Untersektionen unterteilt. Phylogenetische Ergebnisse auf Basis von Nukleotidsequenzen der cpDNA 37 Abies-Arten durch Svetlana Semerikova und V. Smerikov (2014) widersprechen der systematischen Klassifikation Aljos Farjons (2010). Semerikova und Smerikov bestätigten nur sechs Hauptgruppen.
Frühere genetische Phylogenien, die auf ITS-Sequenzen beruhten, hatten zwar neun Sektionen der klassischen morphologischen Systematik bestätigt, jedoch war die statistische Unterstützung vieler Kladen schwach, wie auch die Beziehung zwischen den Hauptgruppen ungelöst blieb. Semerikova & Sermikov hatten die innerartliche Variabilität ebenfalls über die Evolution der Plastiden-DNA (cpDNA) mit untersucht. Es erwies sich dabei, dass die innerartliche Variabiiltät aber in jedem Fall immer substantiell geringer als zwischen Arten ausfiel. Mit Ausnahme der Weiß-Tanne zeigten alle untersuchten Akzessionen einen monophyletischen Ursprung.
Die cpDNA Phylogenie konnte sechs Gruppen unterscheiden. Als ursprünglichste Art steht Abies bracteata mit vielen altertümlichen Merkmalen Keteleeria am nächsten und ist einzige Art der Gruppe I. Gruppe II wurde von nur einer Art gebildet, der kalifornischen Pracht-Tanne (Abies magnifica), ihre nächstverwandte Art – die Edel-Tanne (Abies procera) – war in der Untersuchung unberücksichtigt. Ebenfalls wie Abies bracteata zeichnet sich die Pracht-Tanne durch einige altertümliche Merkmale und spezifische Mutationen aus. Ähnlich Abies bracteata bildet die Pracht-Tanne im phylogenetischen Baum eine basale Clade. Andererseits besitzt die Pracht-Tanne ungleich Abies bracteata Charakter die sie mit den Arten der Gruppe III, den mesoamerikanischen- und Tannen des amerikanischen Nordwestens verbindet. Die Gruppe III umfasst die mesoamerikanischen und nordwestamerikanischen Arten, die eine Clade und zwei Untercladen bilden; diese wird einerseits durch die Küsten-Tanne sowie andererseits durch die Colorado-Tanne und die mexikanischen Tannenarten gegliedert. Die Gruppen IV-VI bilden eine Clade mit zwei Abzweigungen: den europäisch-mediterranen Arten (Gruppe IV) und einer weiteren mit den Gruppen V und VI. Die Gruppe IV der Europäisch-Mediterranen Tannen wird durch die Präsenz einer großen Anzahl von Mutationen von allen anderen Arten der Gattung Abies herausgestellt. Jedoch blieb die Phylogenie dieser Gruppe bei der Untersuchung noch ungelöst. Die Gruppe V umfasst die „borealen“ oder nordamerikanischen Tannen-Arten mit zwei Subcladen: einer der die Arten des nordwestlichen Nordamerika (Abies lasiocarpa) sowie der nordöstlichen nordamerikanischen Tannen (Abies balsamea, Abies fraseri) angehören. Die Gruppe VI bildet die größte und artenreichste Gruppe mit allen asiatischen Tannenarten. Innerhalb der Gruppe ist eine Subclade mit den Arten des Fernen Ostens ausgegliedert (Abies nephrolepis, Abies koreana, Abies sacalinenesis, Abies gracilis, Abies veitchii, sowie einer Chinesischen Tanne Abies chensiensis). Generell ist Gruppe VI schwach differenziert. Nur die himalayischen sowie die sibirischen und chinesischen Arten zeigen eine gewisse phylogenetische Untergliederung.

### Gattung Tannen (Abies)

#### Sektion Abies
- Sektion Abies (Mittel-, Süd- und Osteuropa)
  - Weiß-Tanne (Abies alba Mill.)
  - Bulgarische Tanne (Abies borisii-regis Mattf.)
  - Griechische Tanne (Abies cephalonica Loudon)
  - Kilikische Tanne (Abies cilicica (Antoine & Kotschy) Carrière)
  - Nebrodi-Tanne (Abies nebrodensis (Lojac.) Mattei)
  - Nordmann-Tanne, Kaukasus-Tanne (Abies nordmanniana (Steven) Spach)
    - Unterart Troja-Tanne (Abies nordmanniana subsp. equi-trojani (Trab.) (Aschers. & Sint. ex Boiss.) Coode & Cullen)

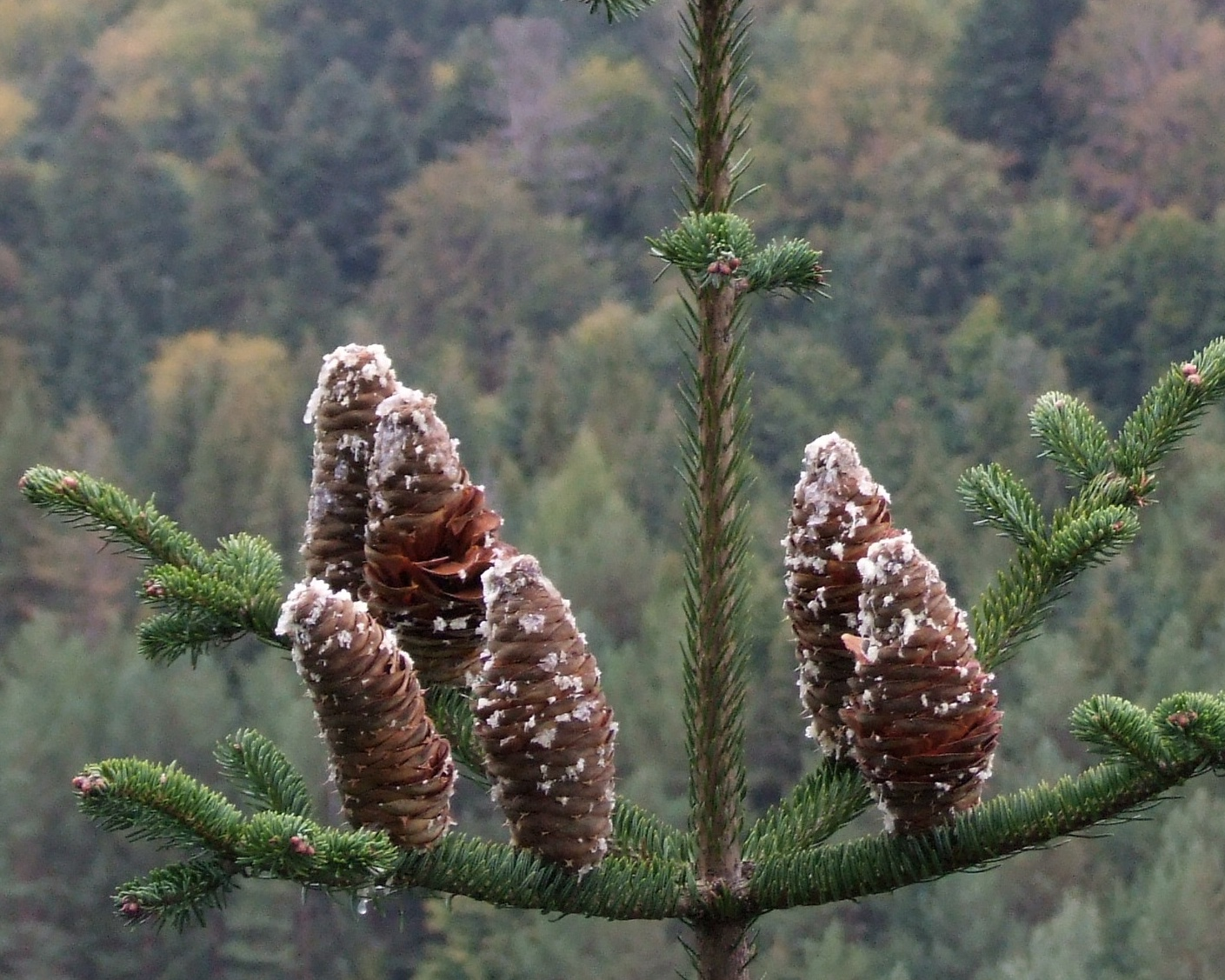
Weiß-Tanne (Abies alba)
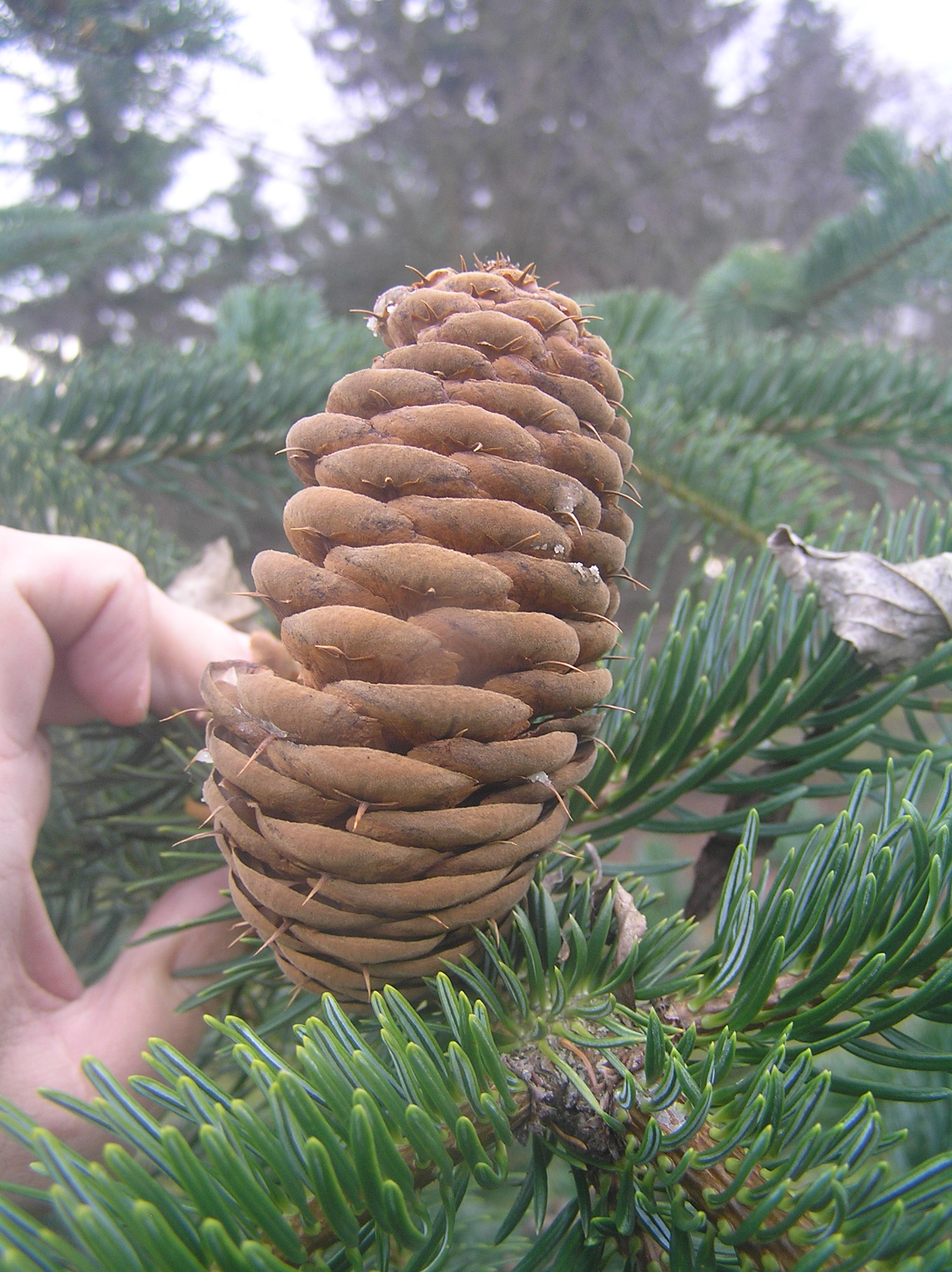
Griechische Tanne (Abies cephalonica)
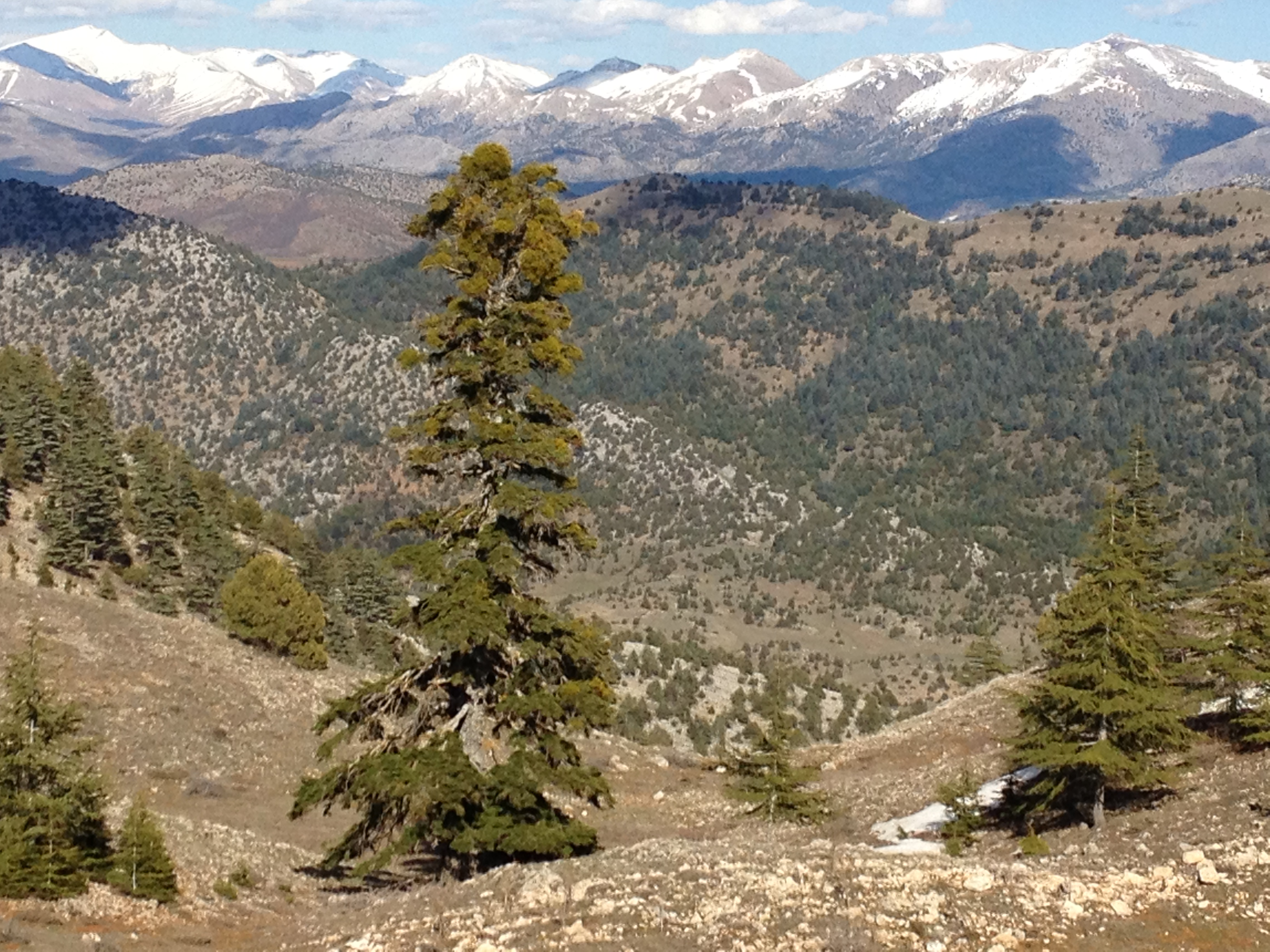
Kilikische Tanne (Abies cilicica)
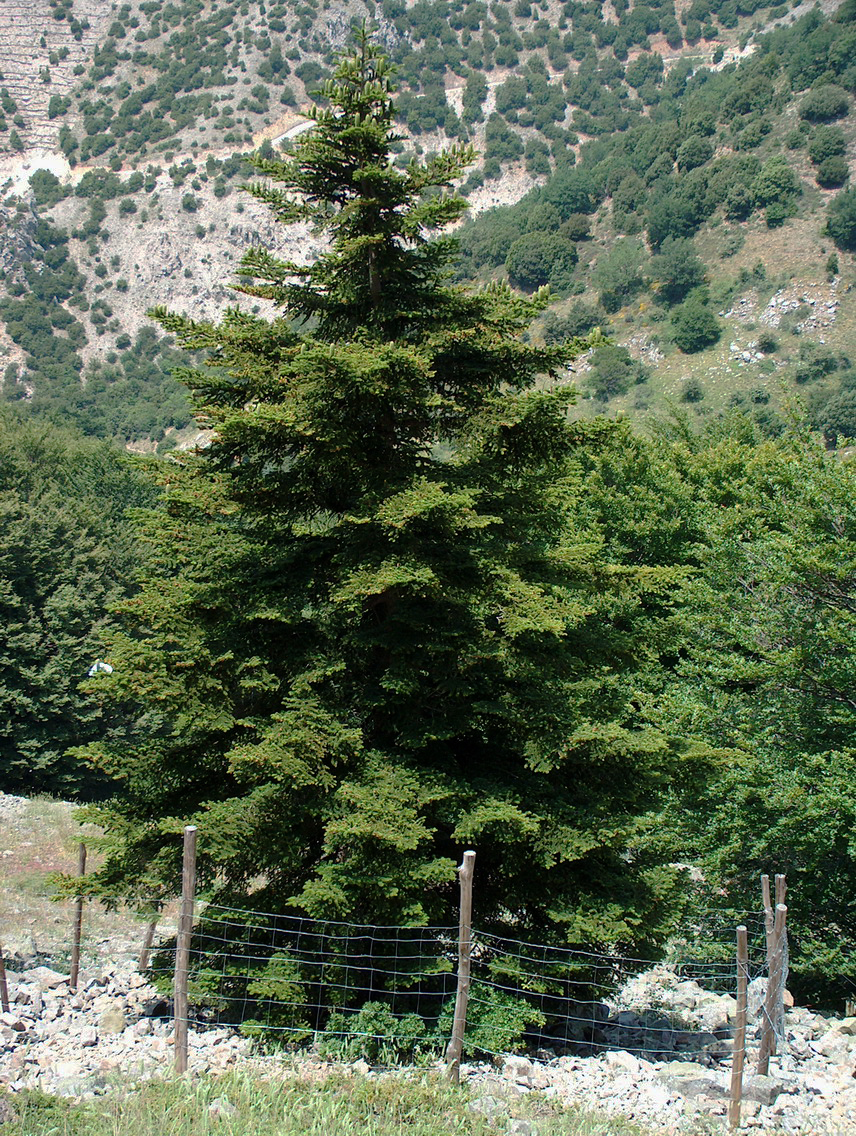
Nebroden-Tanne (Abies nebrodensis) am Naturstandort
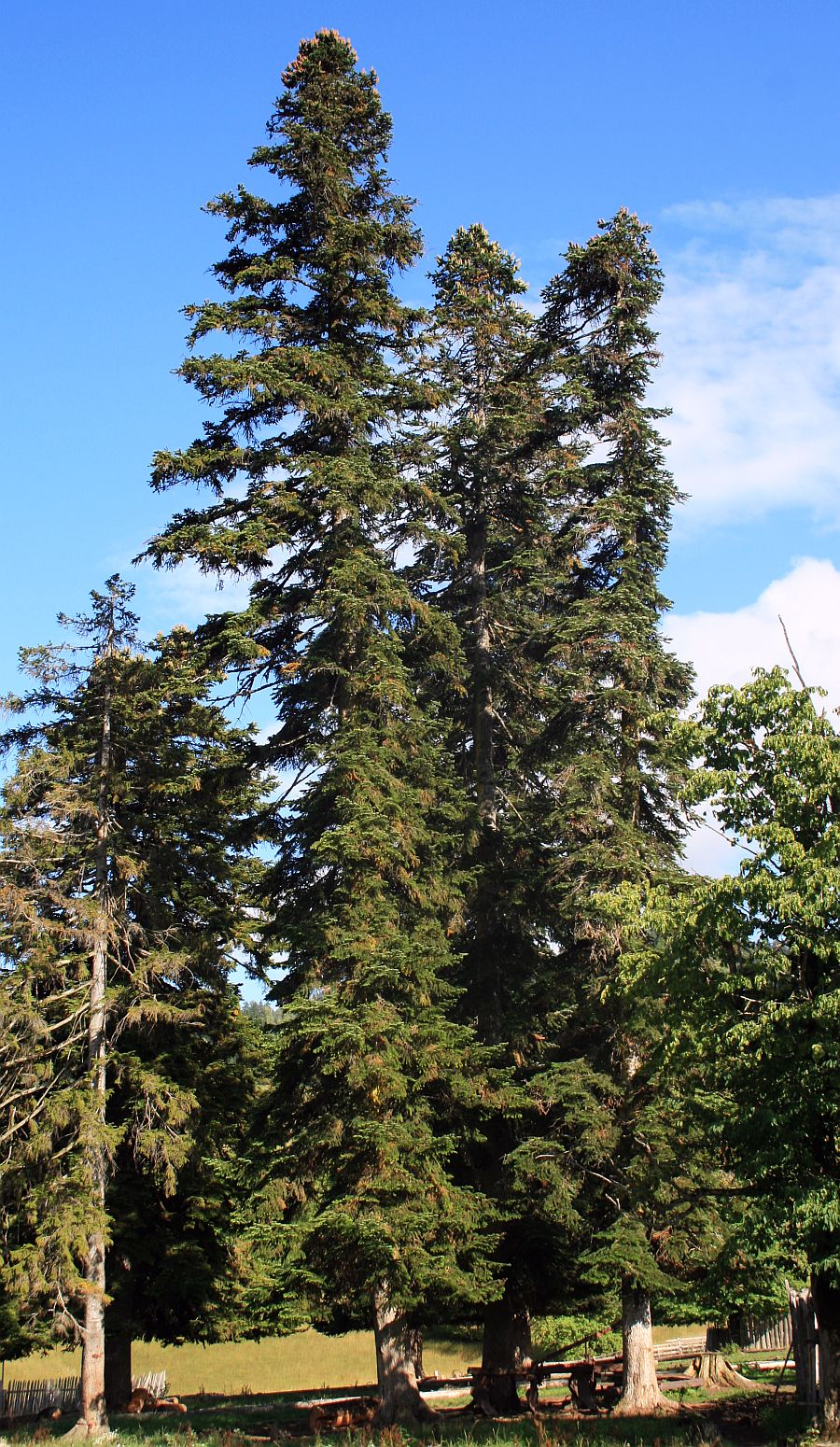
Nordmann-Tanne (Abies nordmanniana)

#### Sektion Piceaster
- Sektion Piceaster (Spanien, Nordafrika)
  - Spanische Tanne oder Igel-Tanne (Abies pinsapo Boiss.): Es gibt drei Subtaxa:
    - Unterart Abies pinsapo var. marocana (Trab.) Ceballos & Bolaño (Syn.: Abies marocana Trab.)
    - Unterart Abies pinsapo Boiss.
    - Unterart  Abies pinsapo var. tazaotana (S.Cozar ex Villar) Pourtet

  - Numidische Tanne, Algier-Tanne (Abies numidica de Lannoy ex Carrière), von manchen Autoren auch als Varietät Abies pinsapo var. numidica (de Lannoy ex Carrière) Salomon (Syn.: Abies pinsapo var. baborensis Coss.) zu Abies pinsapo gestellt.

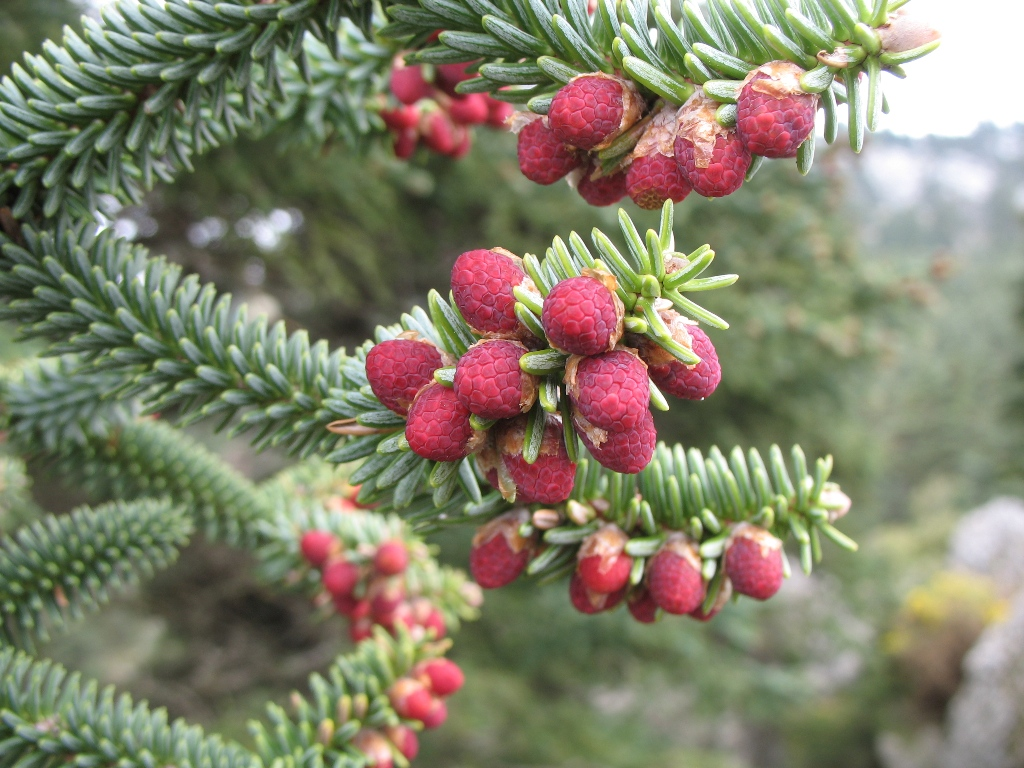
Spanische Tanne (Abies pinsapo)
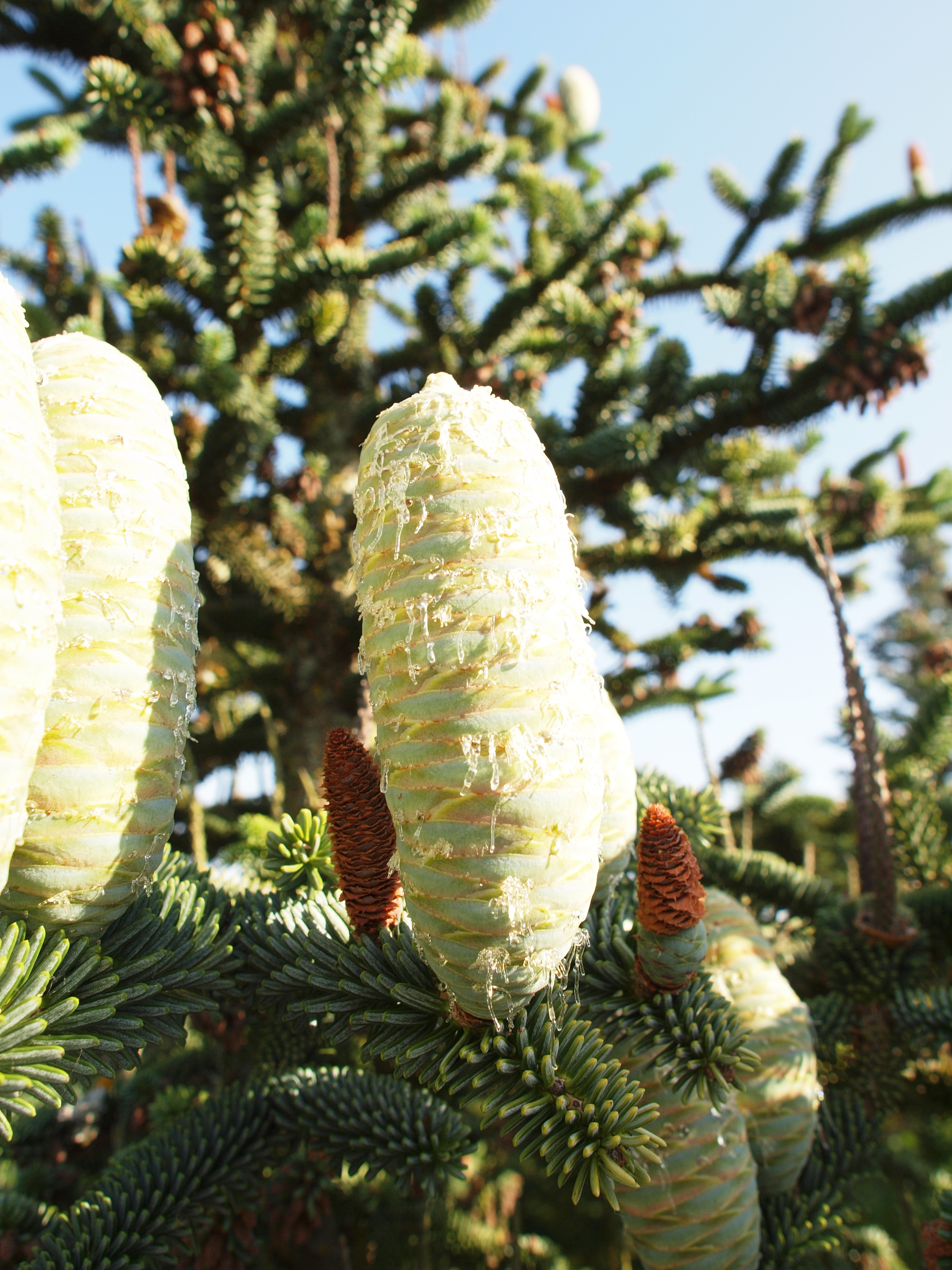
Numidische Tanne (Abies numidica)

#### Sektion Bracteatae
- Sektion Bracteatae A.E.Murray (Westliches Nordamerika)
  - Grannen-Tanne, Santa-Lucia-Tanne (Abies bracteata (D.Don) A.Poit.)

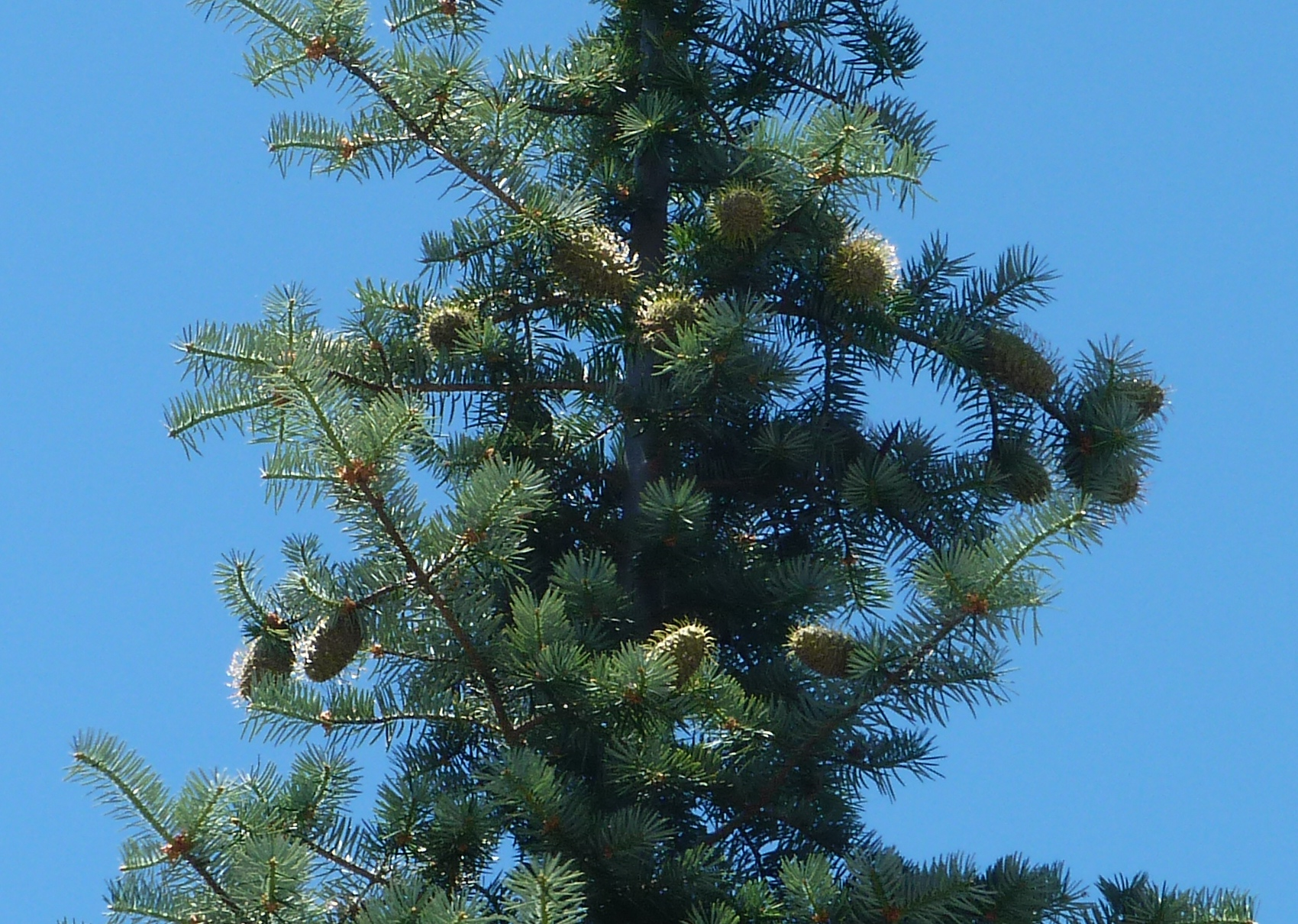
Grannen-Tanne (Abies bracteata) in Kalifornien

#### Sektion Momi
- Sektion Momi (Südostasien)
  - Untersektion Homolepides (Franco) Farjon & Rushforth
    - Nikko-Tanne (Abies homolepis Siebold & Zucc.)
    - Min-Tanne (Abies recurvata Mast.)

  - Untersektion Firmae (Franco) Farjon & Rushforth
    - Abies beshanzuensis M.H.Wu
    - Momi-Tanne (Abies firma Siebold & Zucc.)

- Untersektion Holophyllae Farjon & Rushforth
  - Schensi-Tanne (Abies chensiensis Tiegh.)
  - Mandschurische Tanne (Abies holophylla Maxim.)
  - Pindrow-Tanne (Abies pindrow (Lamb.) Royle)
  - Abies ziyuanensis L.K.Fu & S.L. Mo

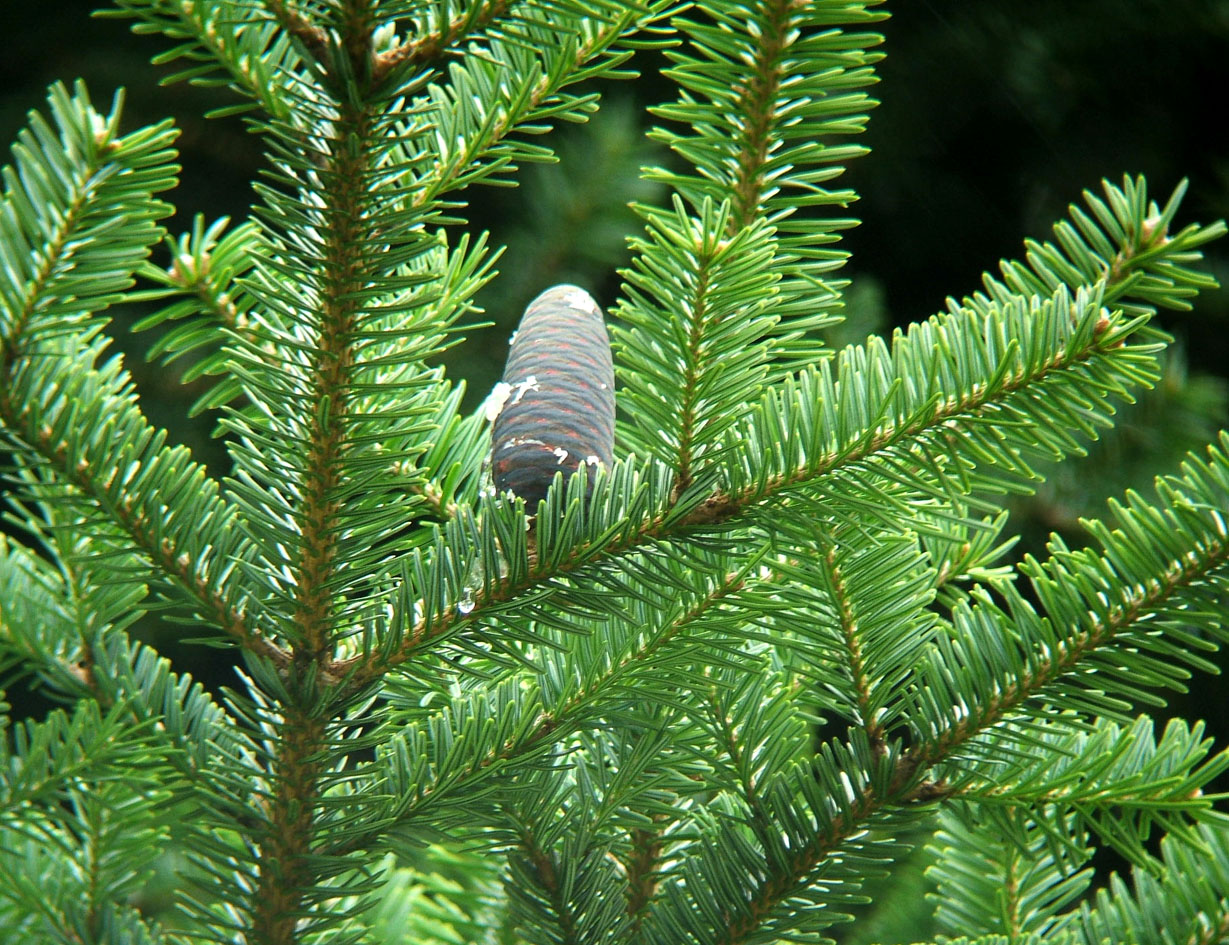
Nikko-Tanne (Abies homolepis)
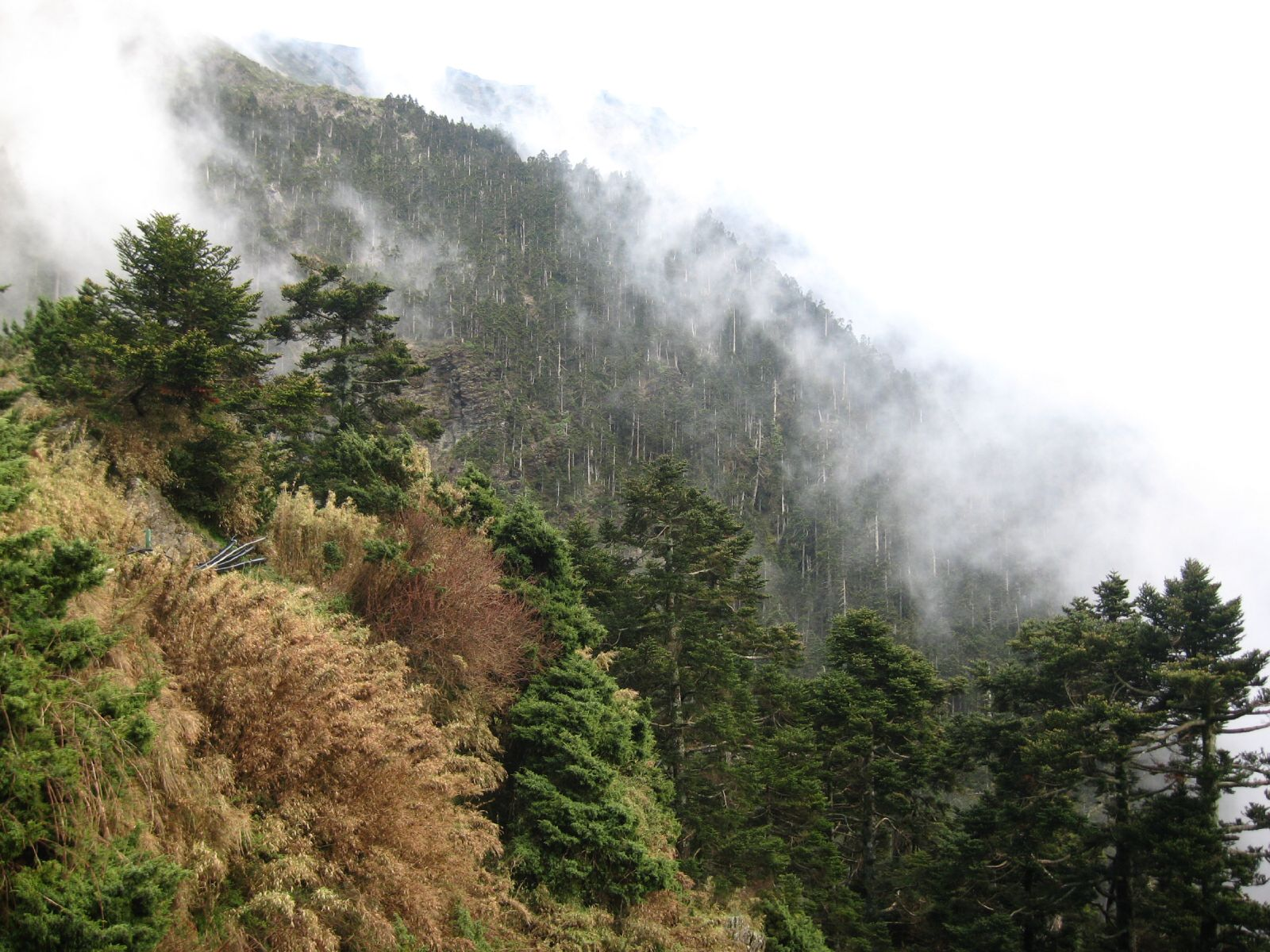
Formosa-Tanne (Abies kawakamii)
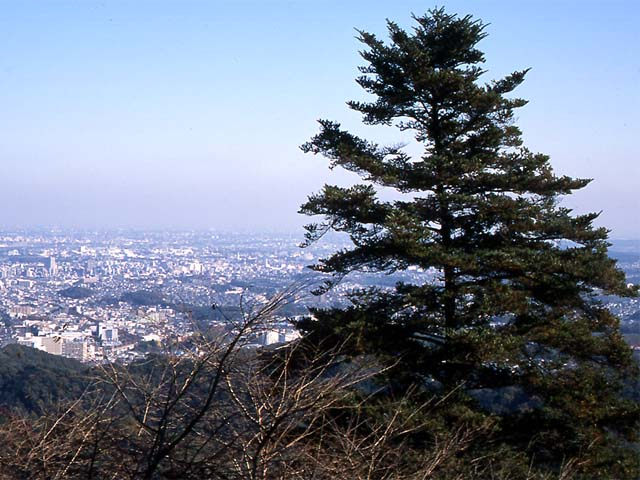
Momi-Tanne (Abies firma)
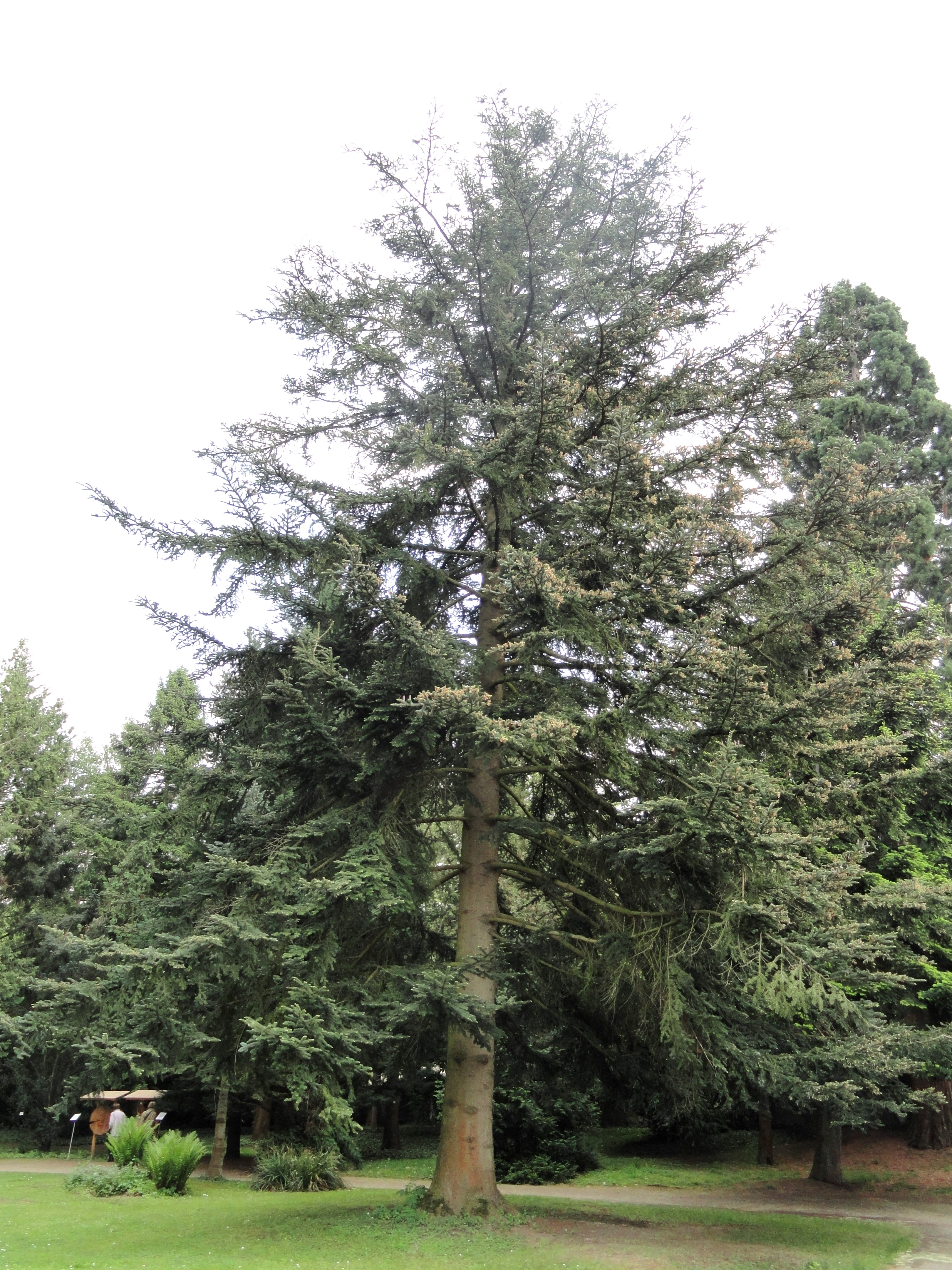
Schensi-Tanne (Abies chensiensis)
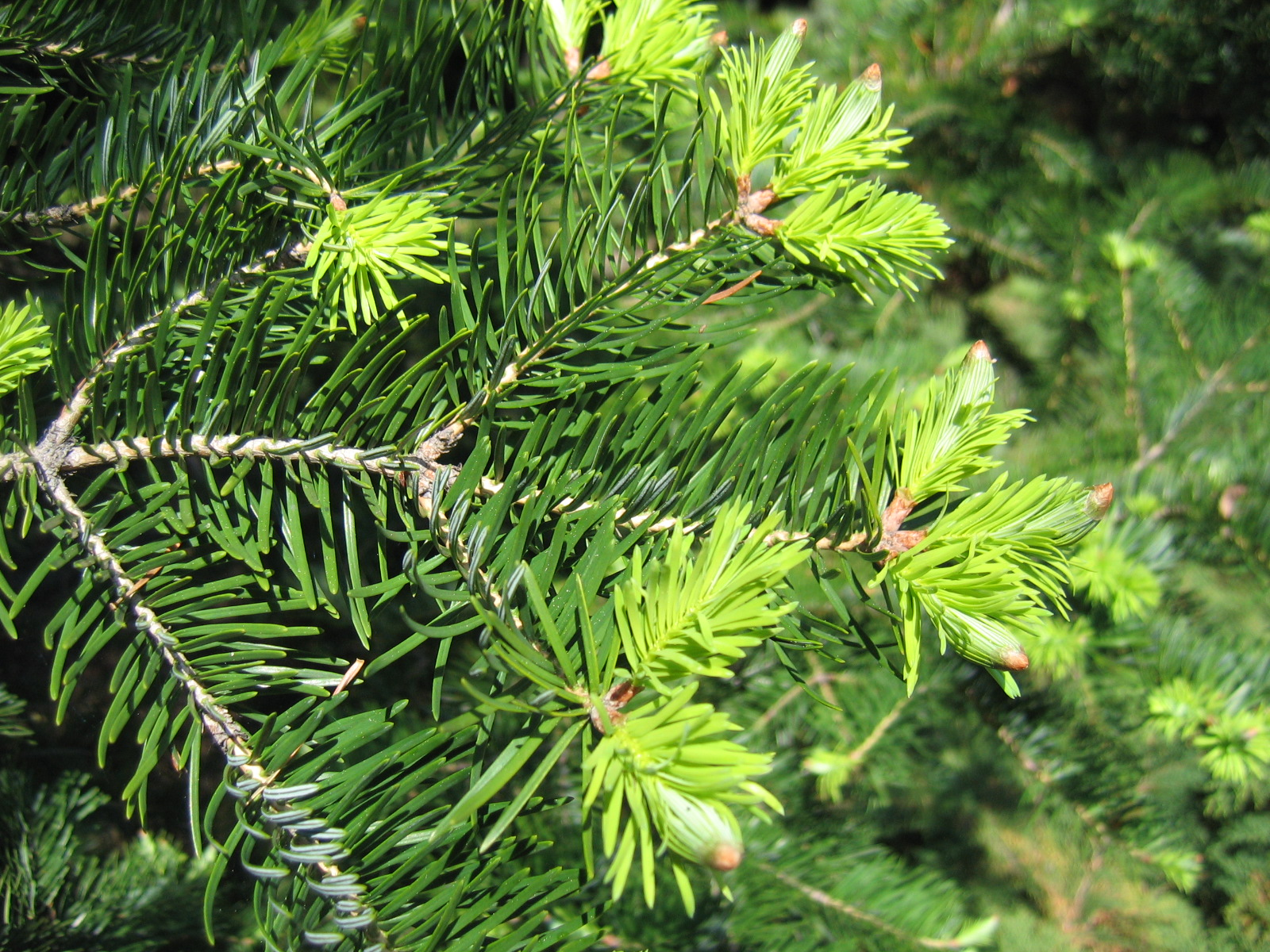
Mandschurische Tanne (Abies holophylla)
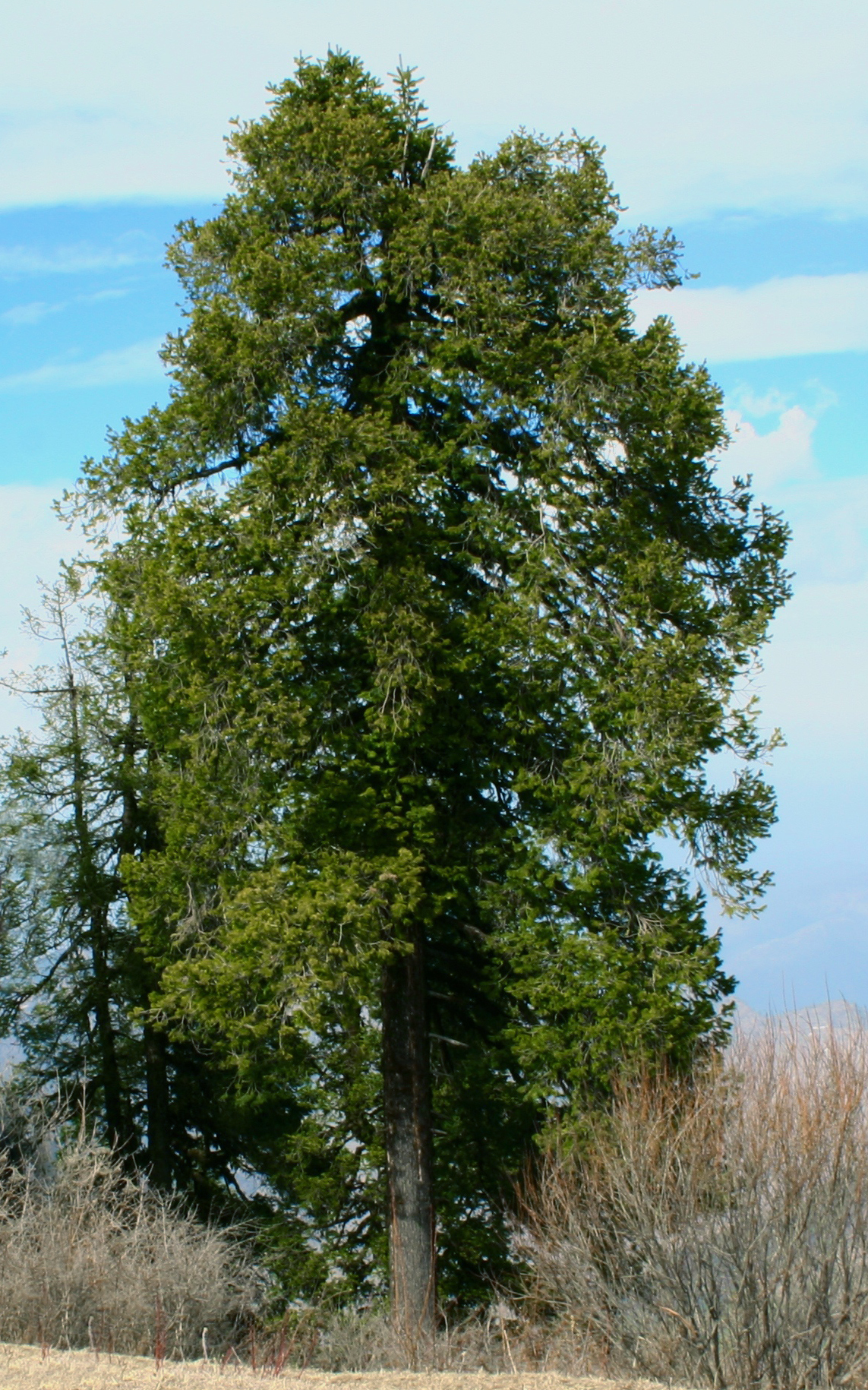
Pindrow-Tanne (Abies pindrow)

#### Sektion Amabiles
- Sektion Amabiles A.E.Murray (Pazifikküste Nordamerikas und Japans)
  - Purpur-Tanne (Abies amabilis (Douglas ex Loudon) Douglas ex J.Forbes)
  - Maries-Tanne oder Aomori-Tanne (Abies mariesii Mast.)

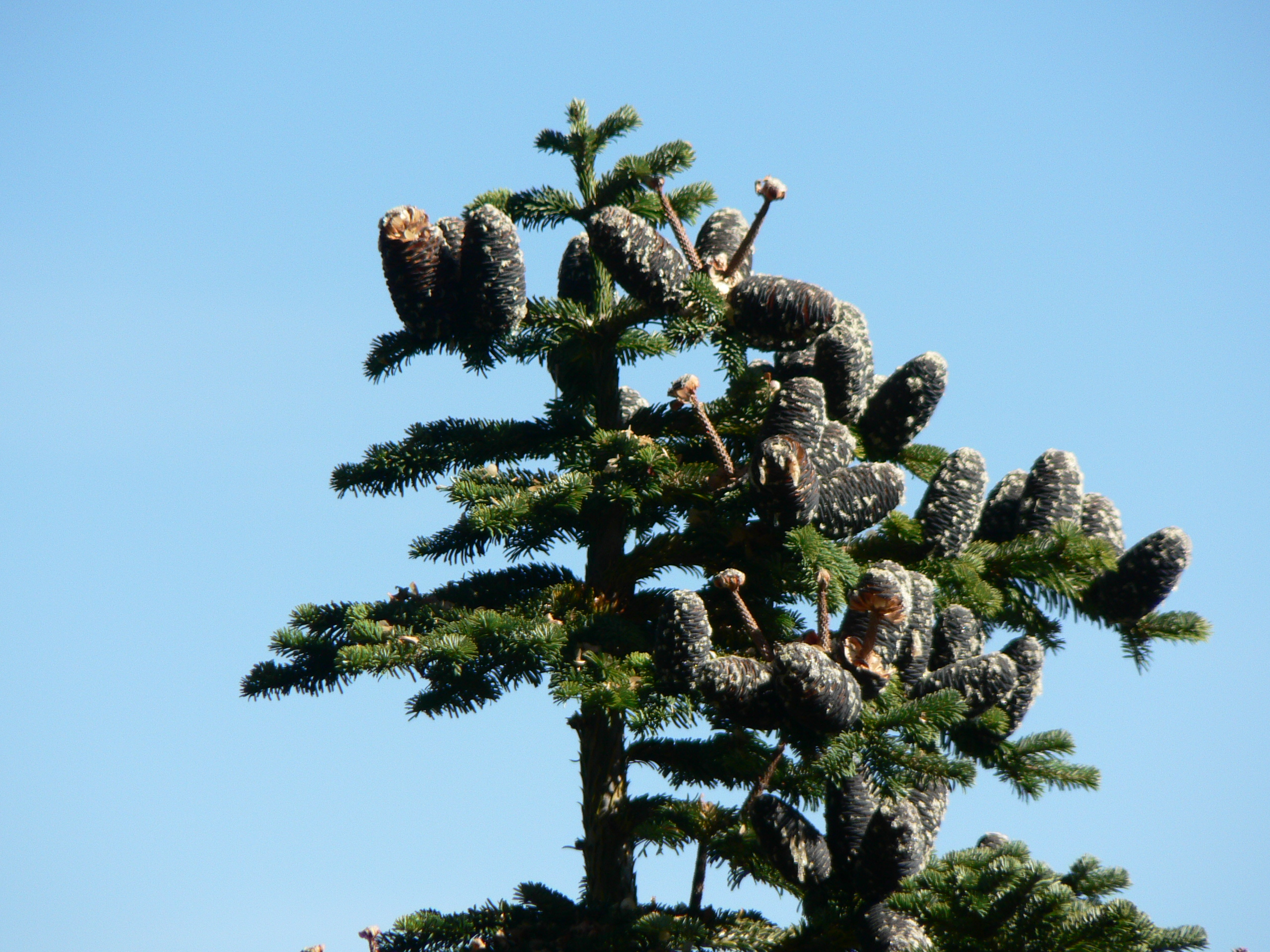
Purpur-Tanne (Abies amabilis)
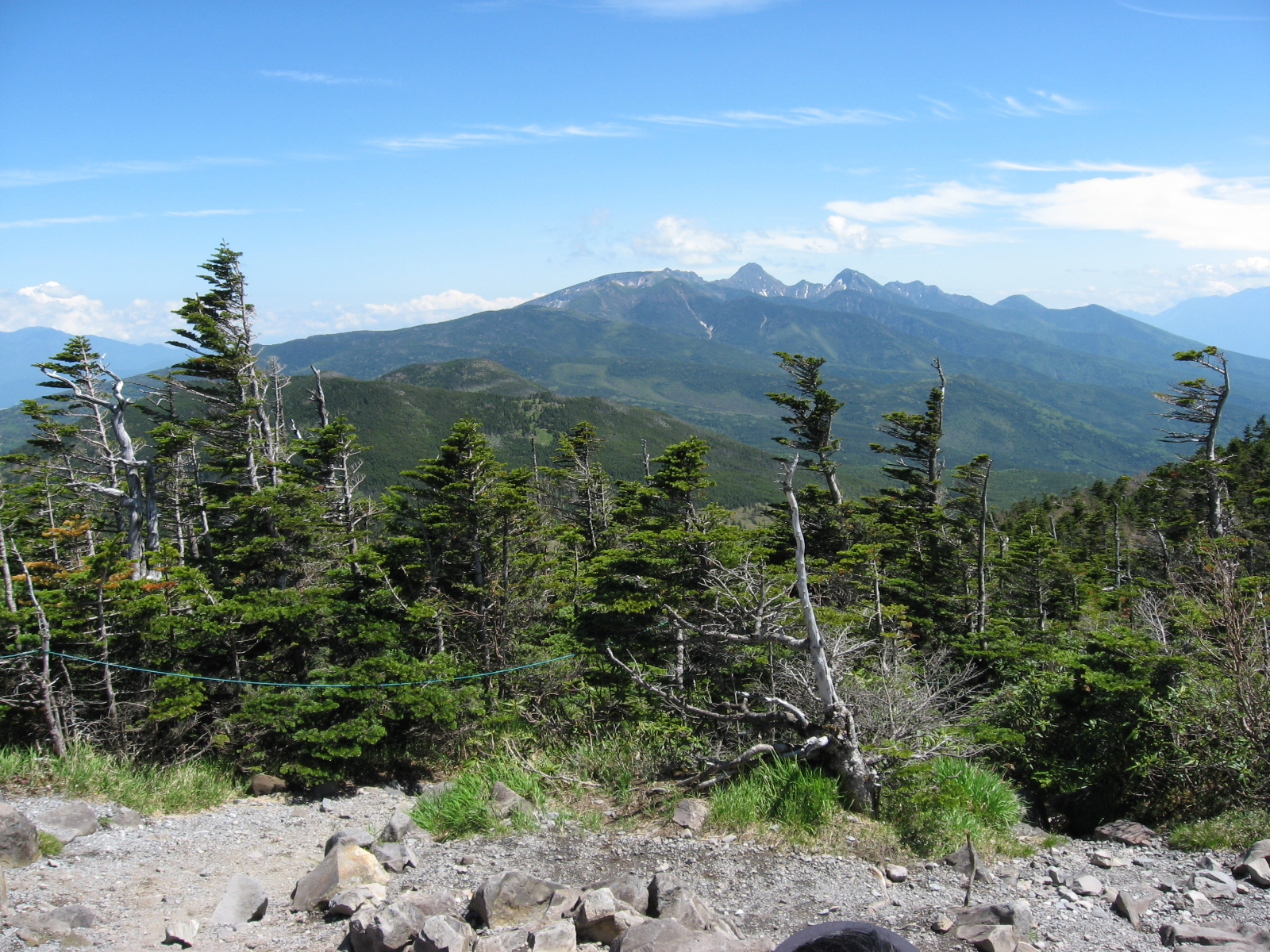
Maries-Tanne (Abies mariesii) vom Berg Kitayoko-dake in Japan

#### Sektion Pseudopicea
- Sektion Pseudopicea (Südostasien)
  - Untersektion Delavayianae Farjon & Rushforth
    - Delavays Tanne (Abies delavayi Franch.)
    - Abies densa Griff.
    - Fabers Tanne (Abies fabri (Mast.) Craib): Sie kommt in der chinesischen Provinz Yunnan vor.
    - Abies fanjingshanensis W.L. Huang, Y.L.Tu & S.Z.Fang
    - Farges Tanne (Abies fargesii Franch.)
    - Forrests Tanne (Abies forrestii Coltm.-Rog.), Heimat: Südwestchina; die ehemals anerkannte Abies chengii Rushforth wird als Varietät (var. chengii (Rushforth) Silba) zu Abies forrestii Coltm.-Rog. gestellt
    - Himalaya-Tanne (Abies spectabilis (D. Don) Spach)
    - Abies yuanbaoshanensis Y.J.Lu & L.K.Fu

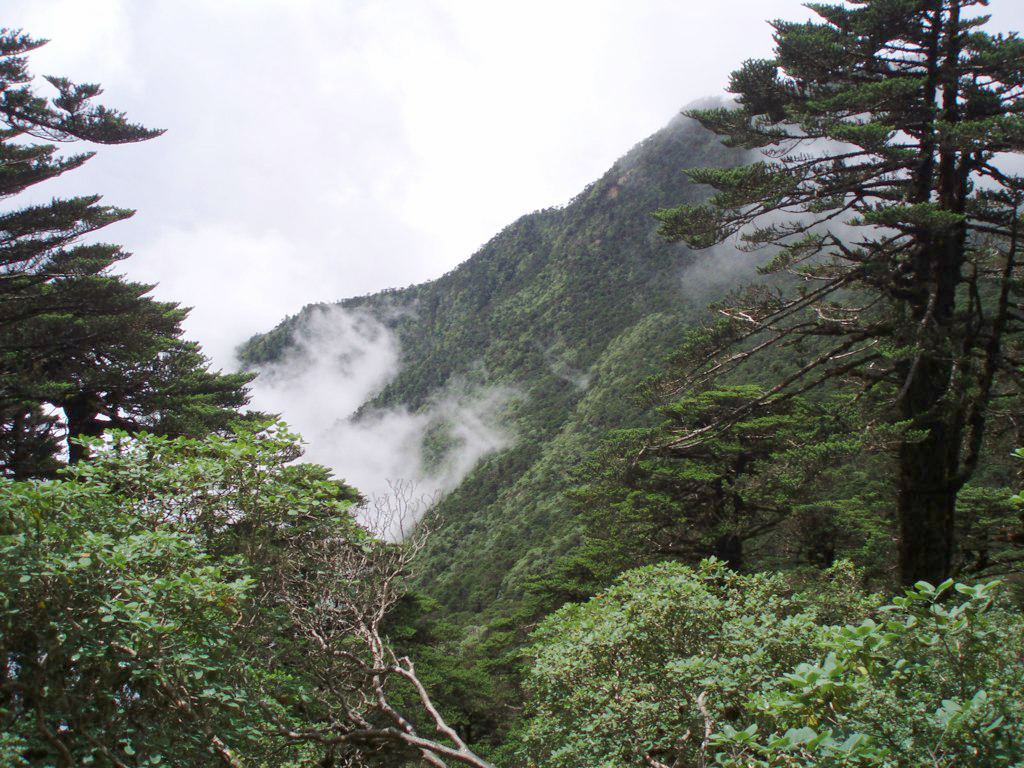
Delavays Tanne (Abies delavayi)
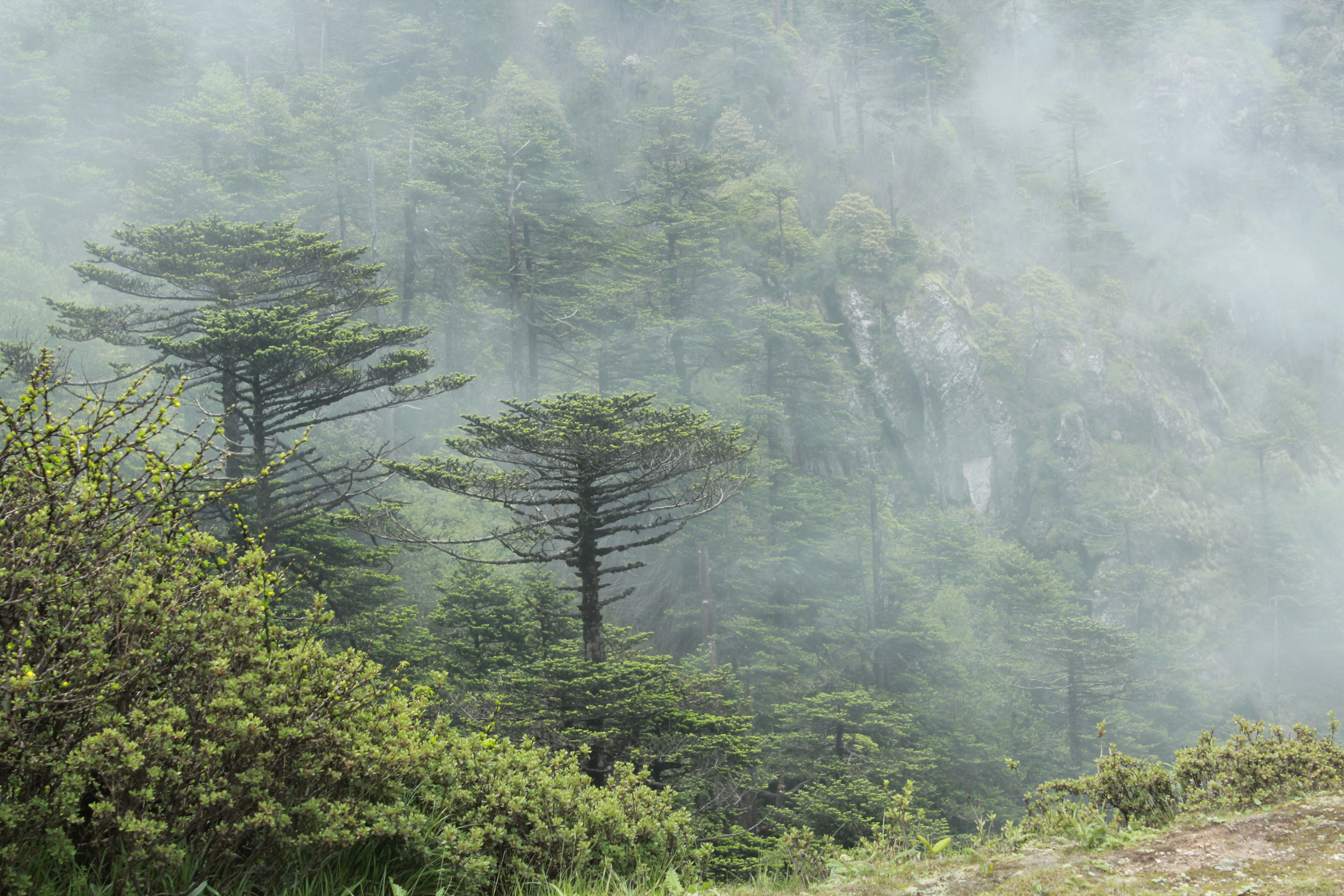
Abies densa
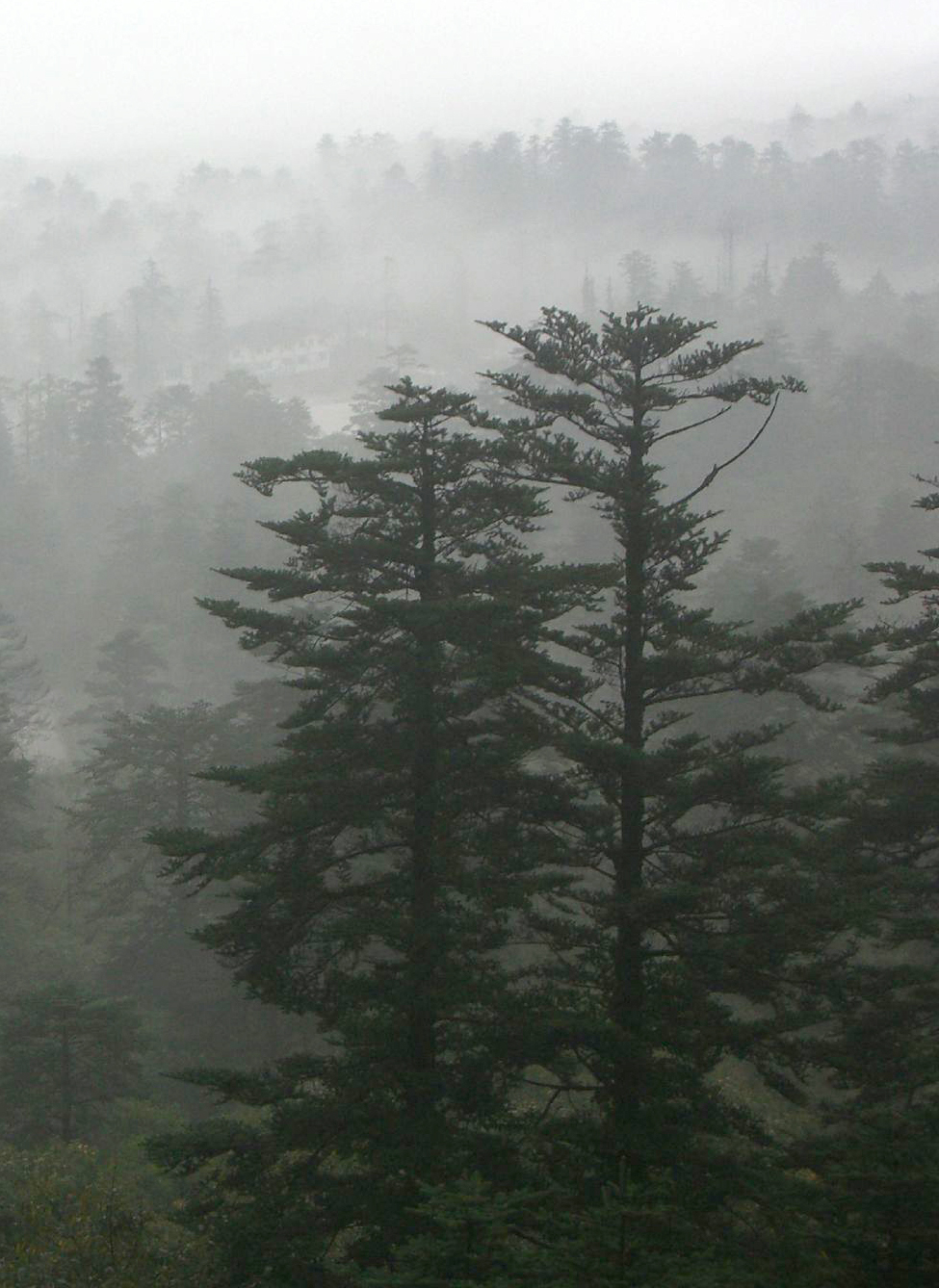
Fabers Tanne (Abies fabri)
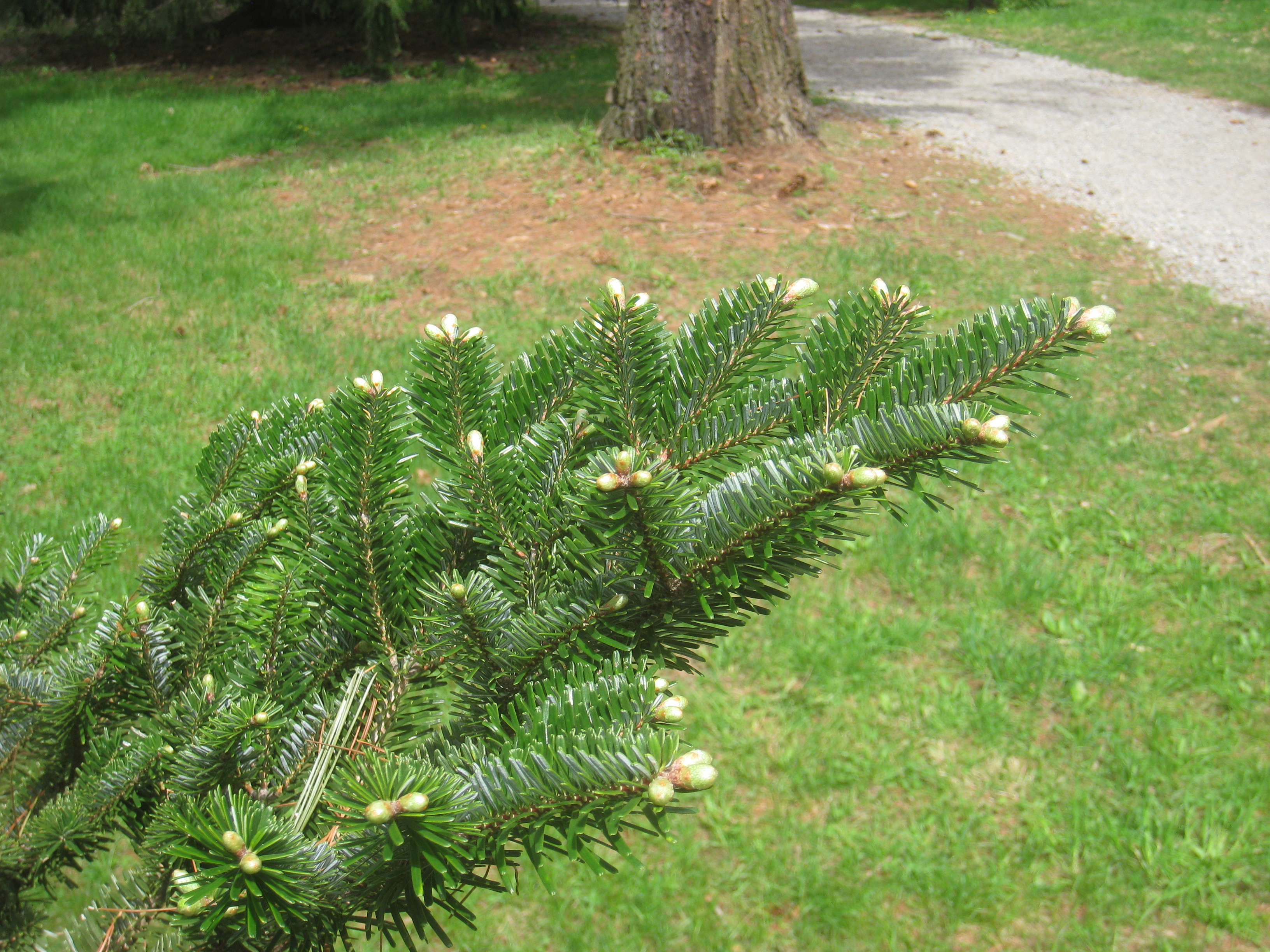
Farges Tanne (Abies fargesii)
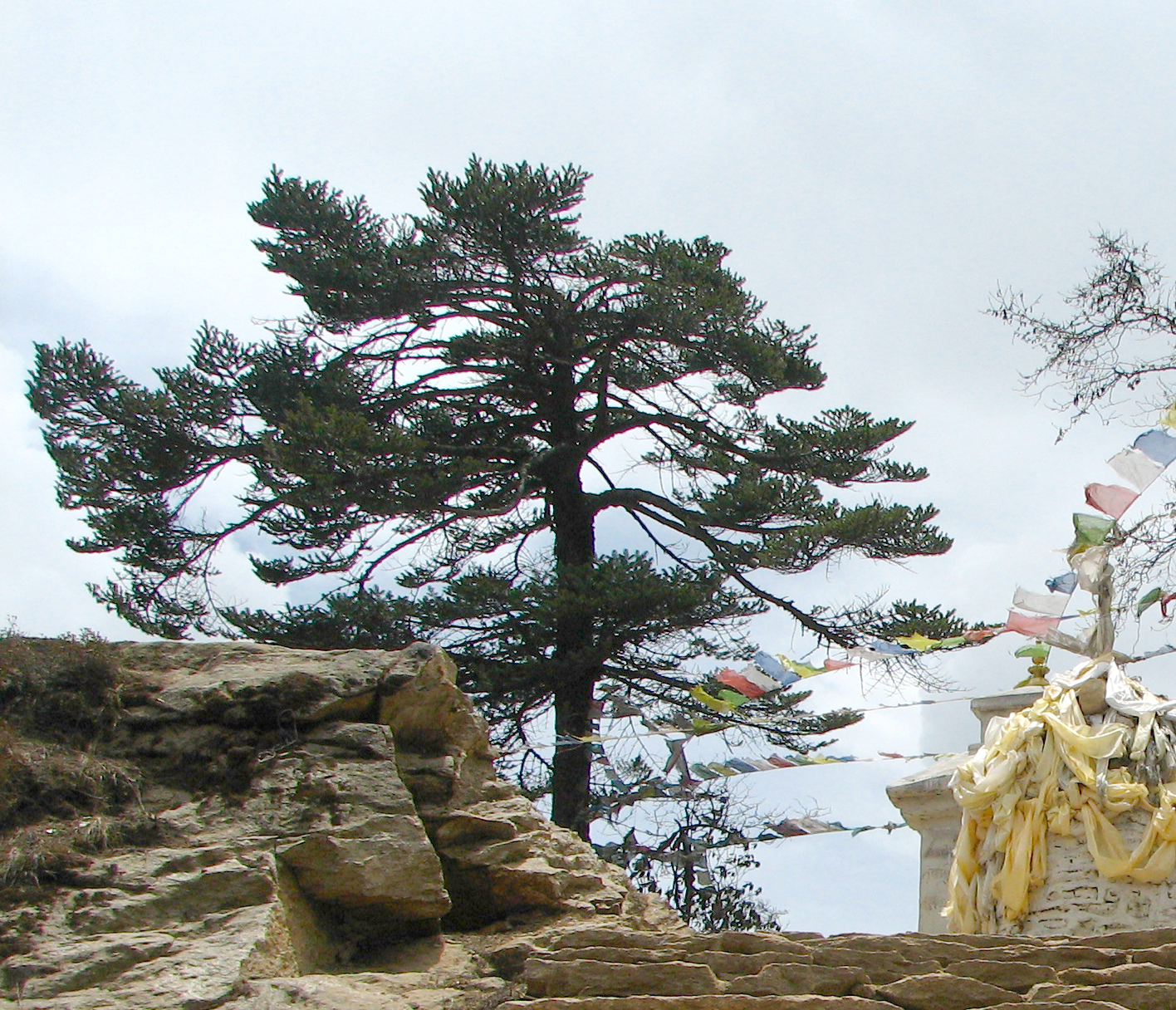
Himalaya-Tanne (Abies spectabilis)
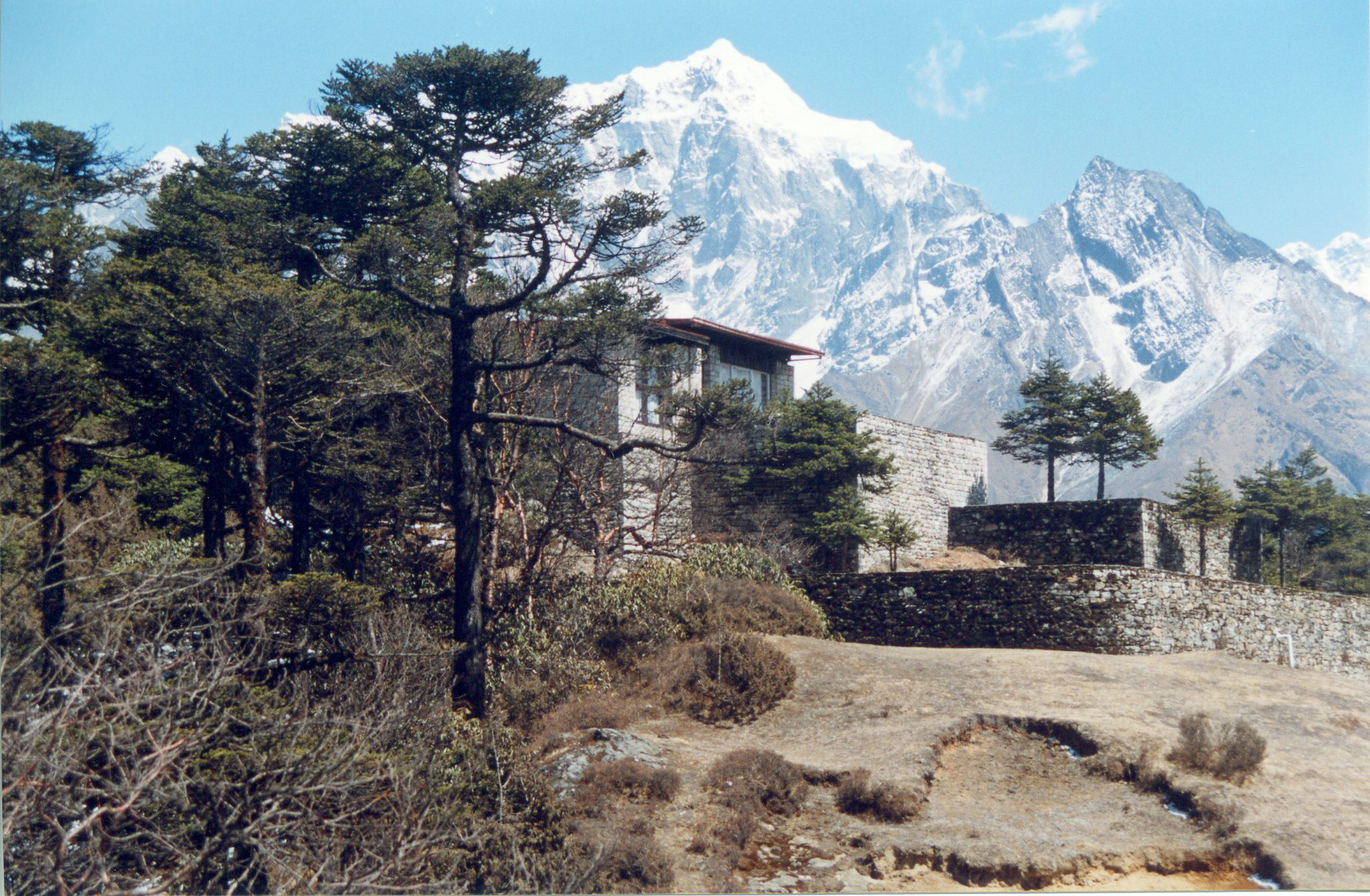
Himalaya-Tanne (Abies spectabilis) am Mount Everest

- Untersektion Squamatae A.E.Murray
  - Schuppenrindige Tanne (Abies squamata Mast.)

#### Sektion Balsameae
- Sektion Balsameae A.E.Murray (Nordamerika, Asien)
  - Untersektion Laterales
    - Balsam-Tanne (Abies balsamea (L.) Mill.)
    - Formosa-Tanne (Abies kawakamii (Hayata) T.Itô)
    - Felsengebirgs-Tanne (Abies lasiocarpa (Hook.) Nutt.), mit mehreren Varietäten:
      - Kork-Tanne (Abies lasiocarpa var. arizonica (Merriam) Lemmon)
      - Abies lasiocarpa var. bifolia (A.Murray bis) Eckenw.
      - Gewöhnliche Felsengebirgs-Tanne (Abies lasiocarpa (Hook.) Nutt. var. lasiocarpa)

    - Sibirische Tanne (Abies sibirica Ledeb.)

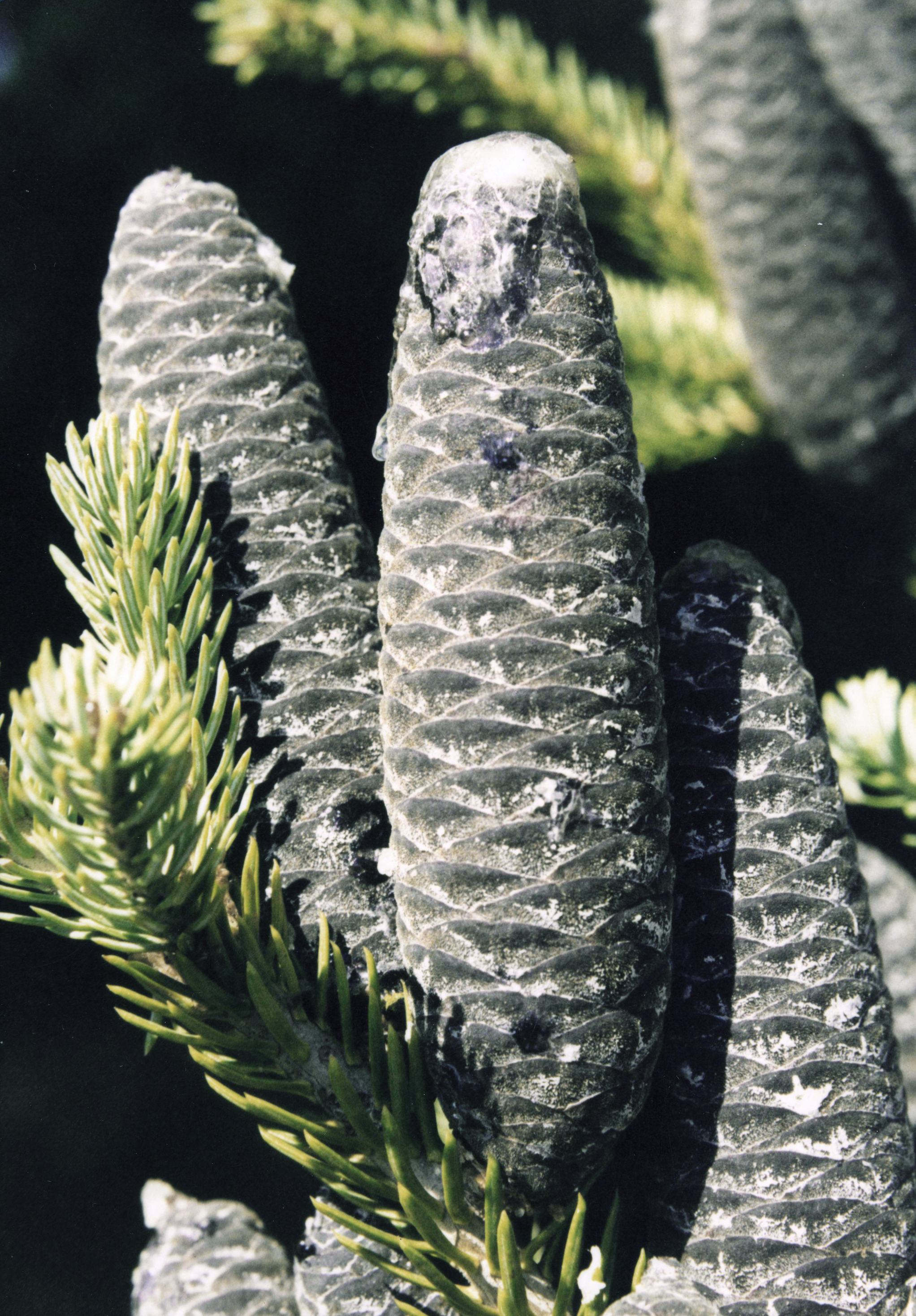
Balsam-Tanne (Abies balsamea)
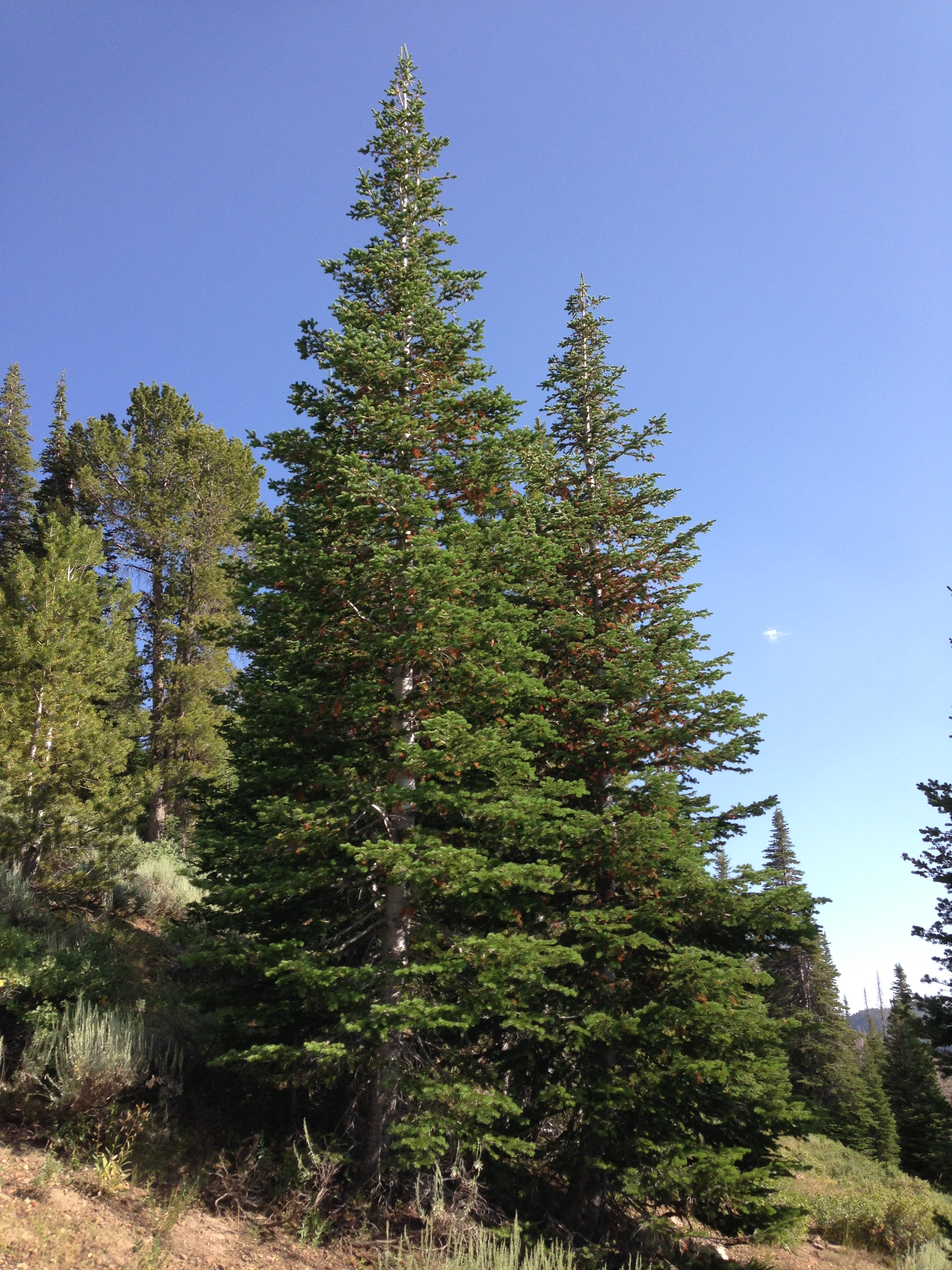
Felsengebirgs-Tanne (Abies lasiocarpa)
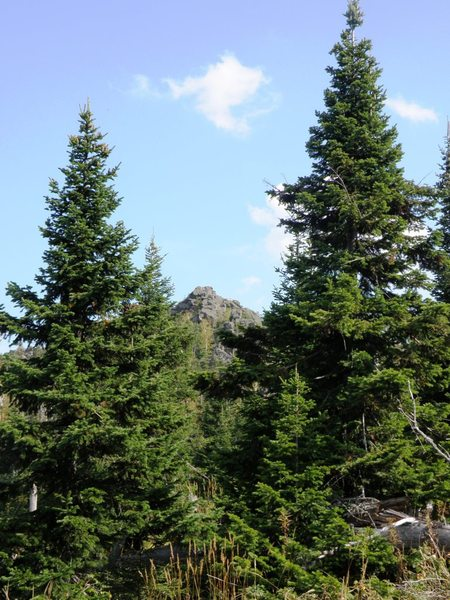
Sibirische Tanne (Abies sibirica)

- Untersektion Medianae
  - Fraser-Tanne (Abies fraseri (Pursh) Poir.)
  - Korea-Tanne (Abies koreana E.H.Wilson)
  - Ostsibirische Tanne (Abies nephrolepis (Trautv.) Maxim.)
  - Sachalin-Tanne (Abies sachalinensis (F.Schmidt) Mast.)
  - Veitchs Tanne (Abies veitchii Lindl.)

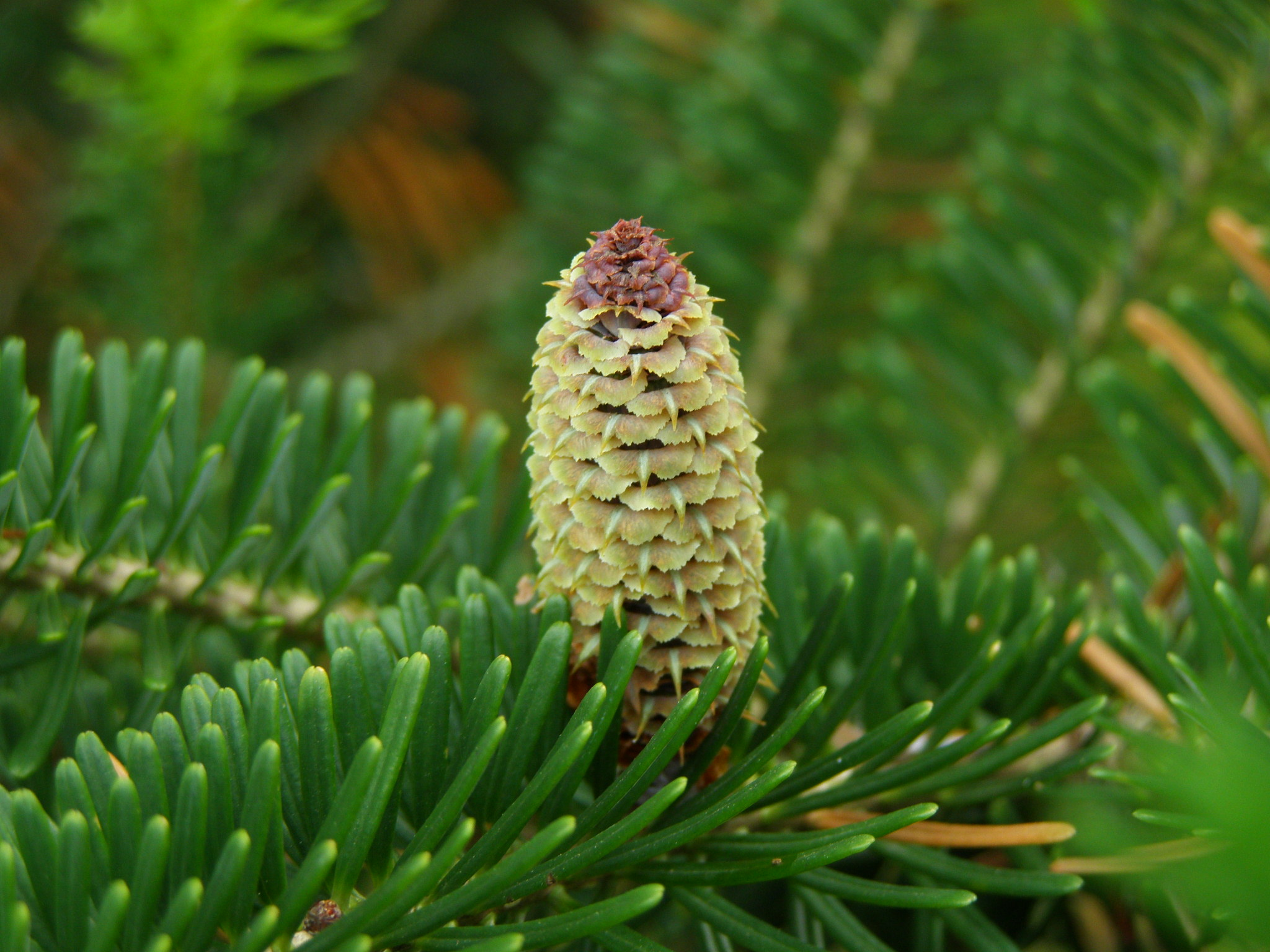
Fraser-Tanne (Abies fraseri)
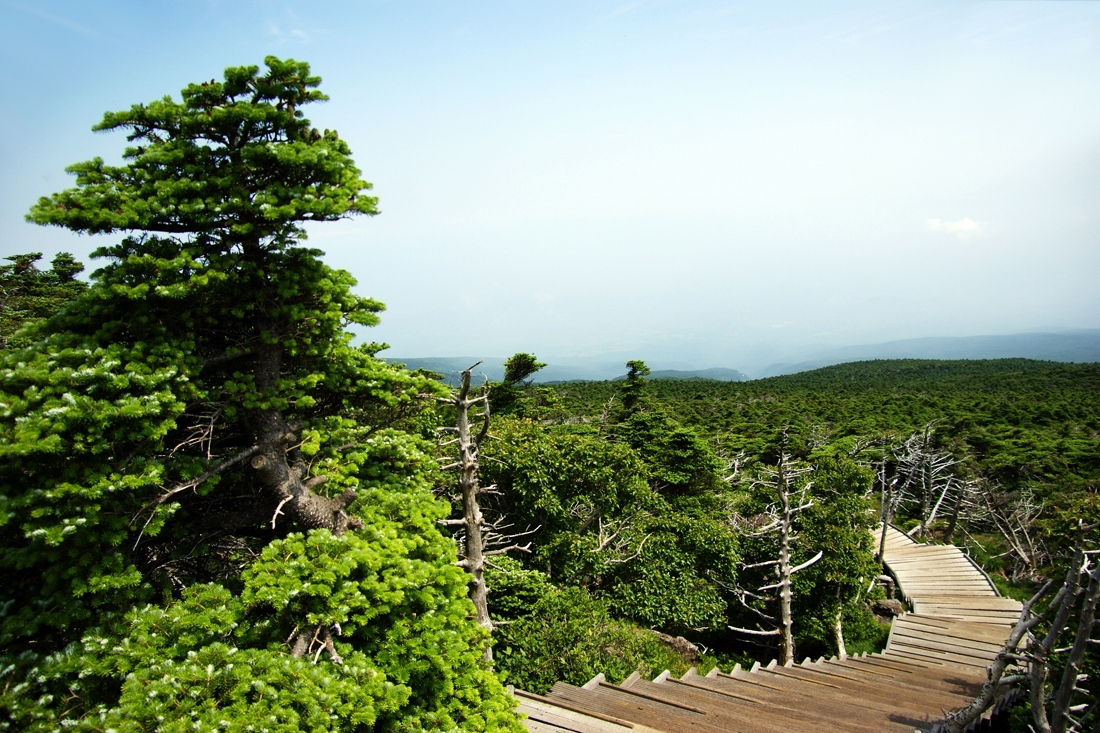
Korea-Tanne (Abies koreana)
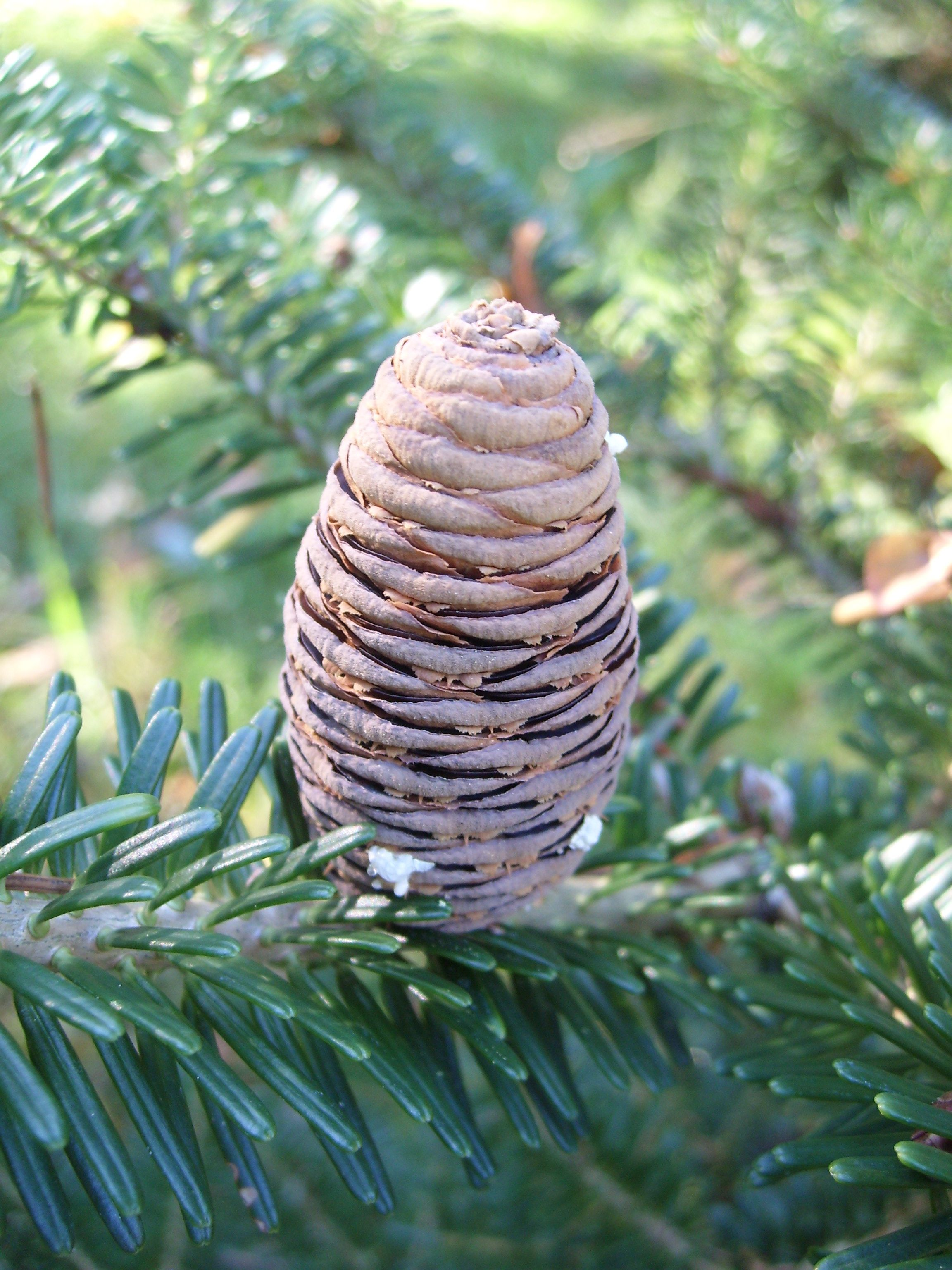
Ostsibirische Tanne (Abies nephrolepis)
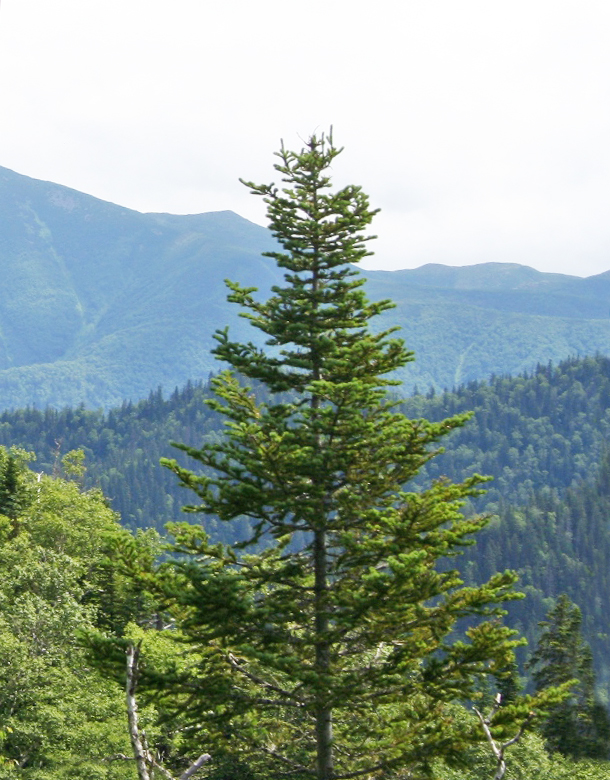
Sachalin-Tanne (Abies sachalinensis)
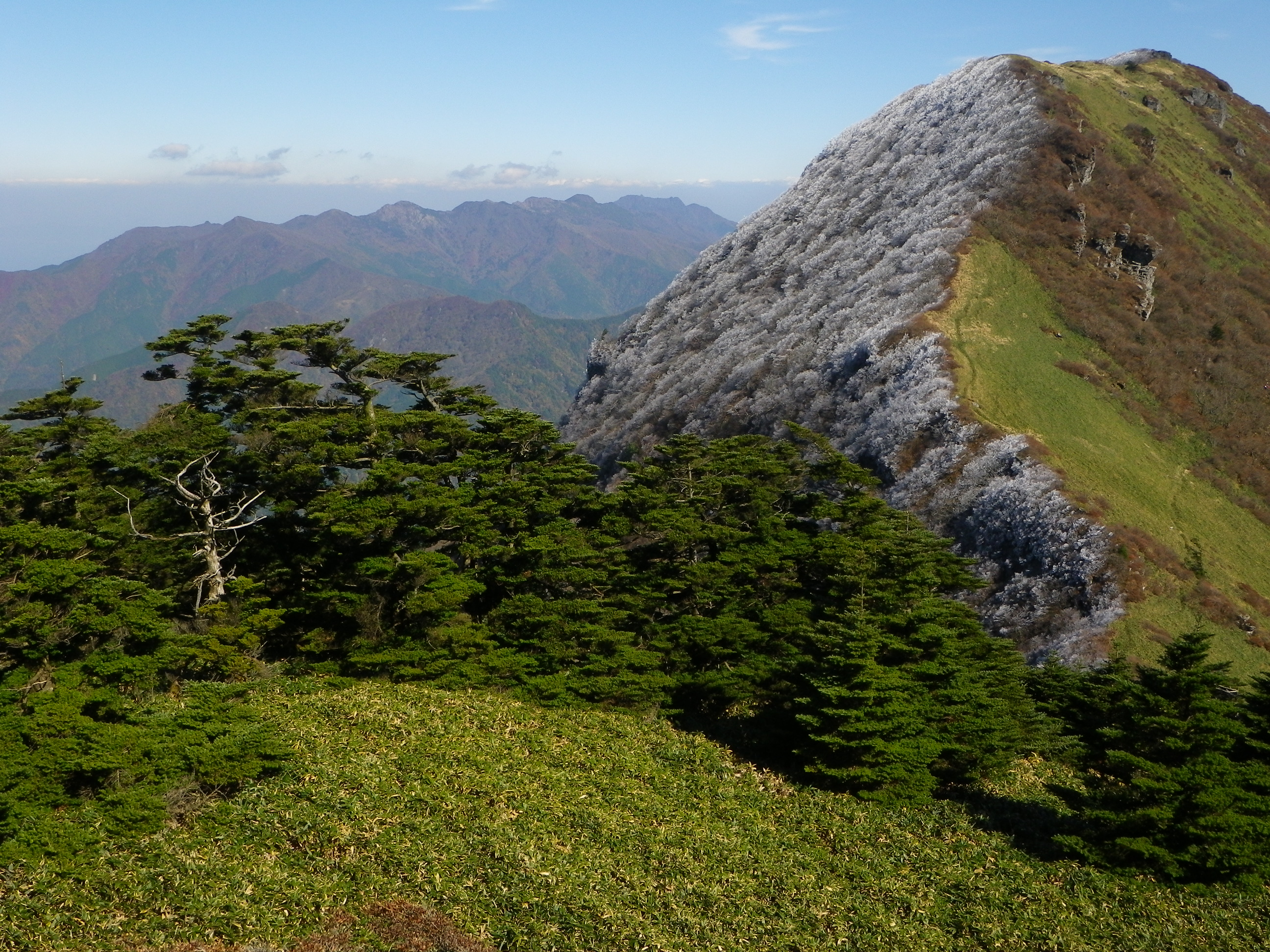
Veitchs Tanne (Abies veitchii)

#### Sektion Grandes
- Sektion Grandes A.E.Murray (westliches Nordamerika)
  - Kolorado-Tanne, Grautanne (Abies concolor (Gordon) Lindl. ex Hildebr.)
  - Abies durangensis Martínez
  - Küsten-Tanne (Abies grandis (Douglas ex D.Don) Lindl.)
  - Guatemala-Tanne (Abies guatemalensis Rehder)

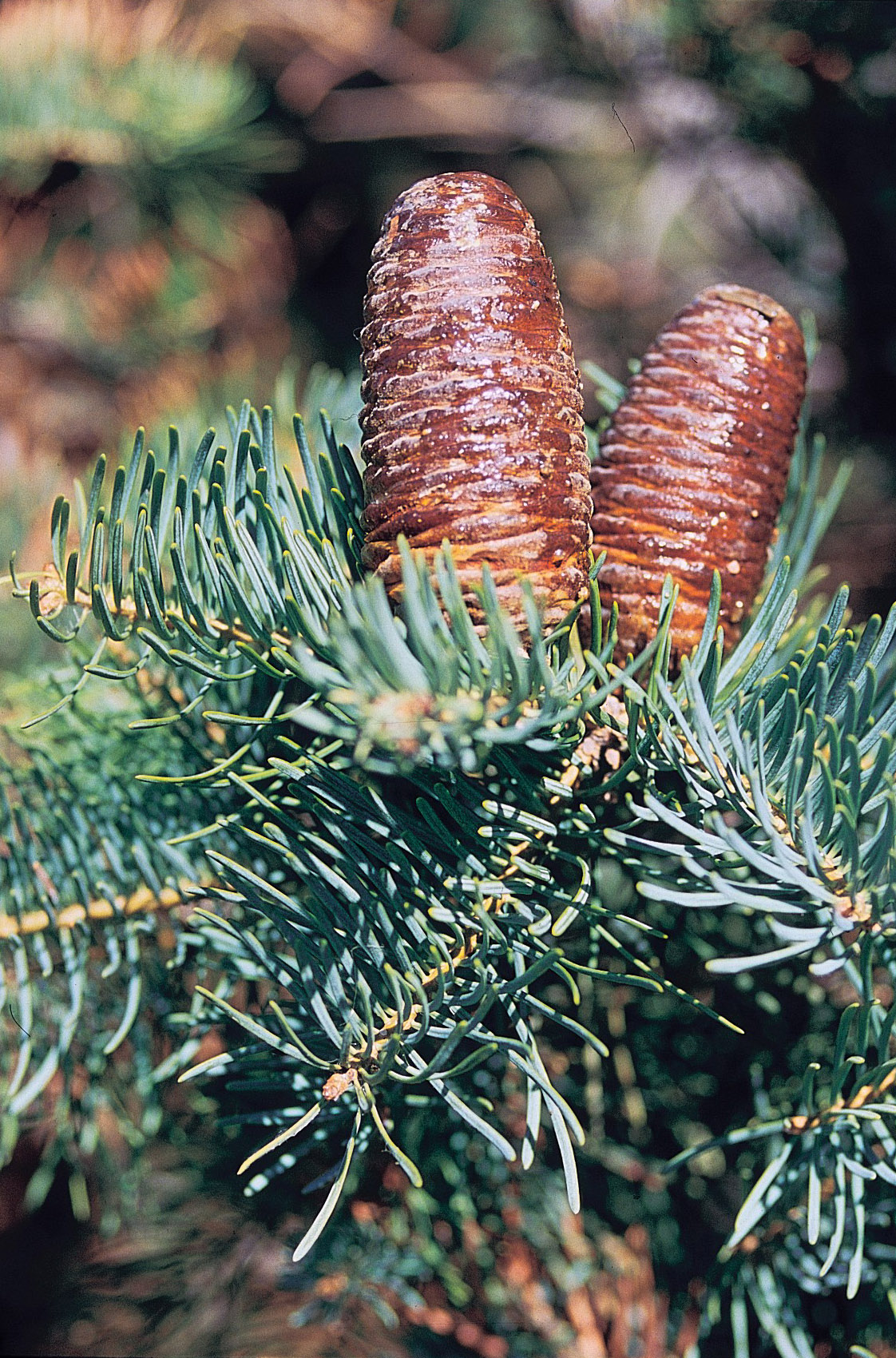
Kolorado-Tanne (Abies concolor)
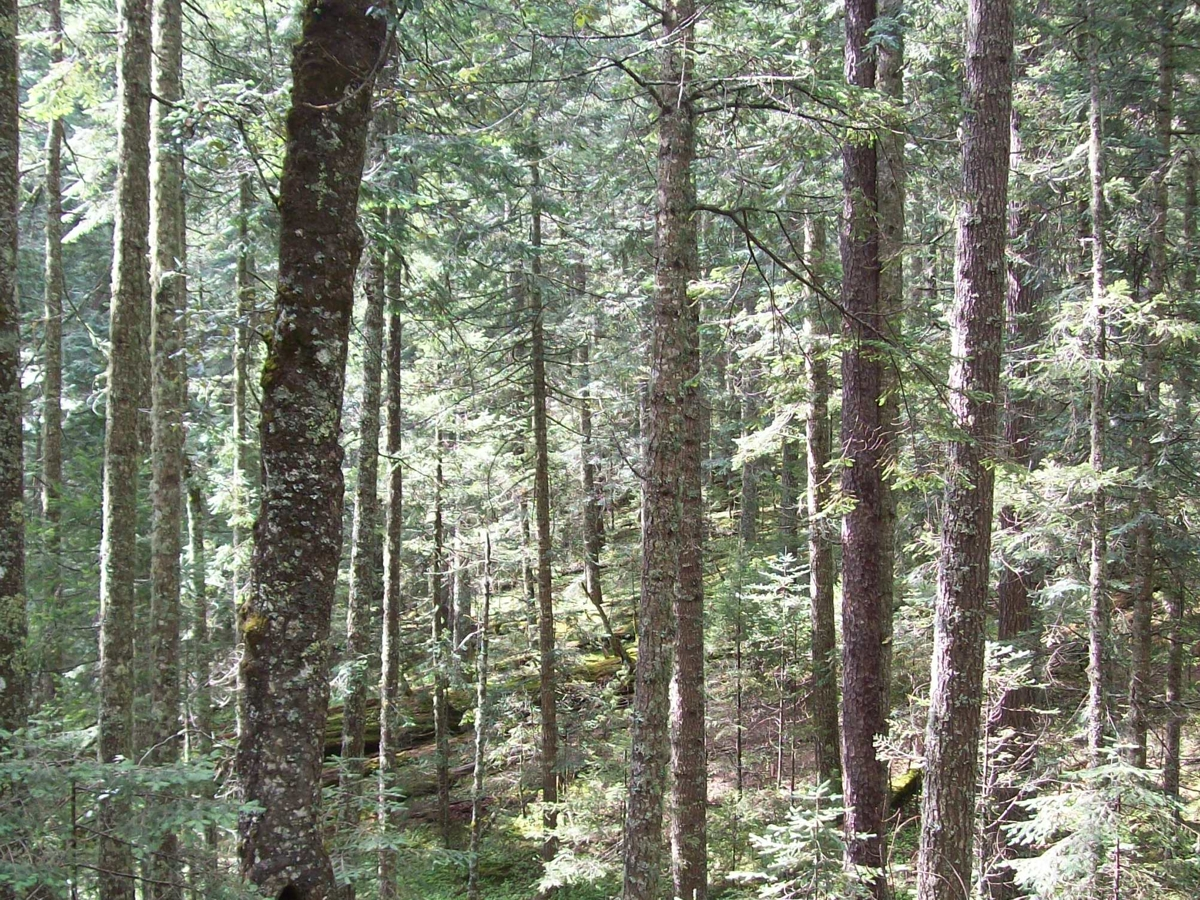
Abies durangensis
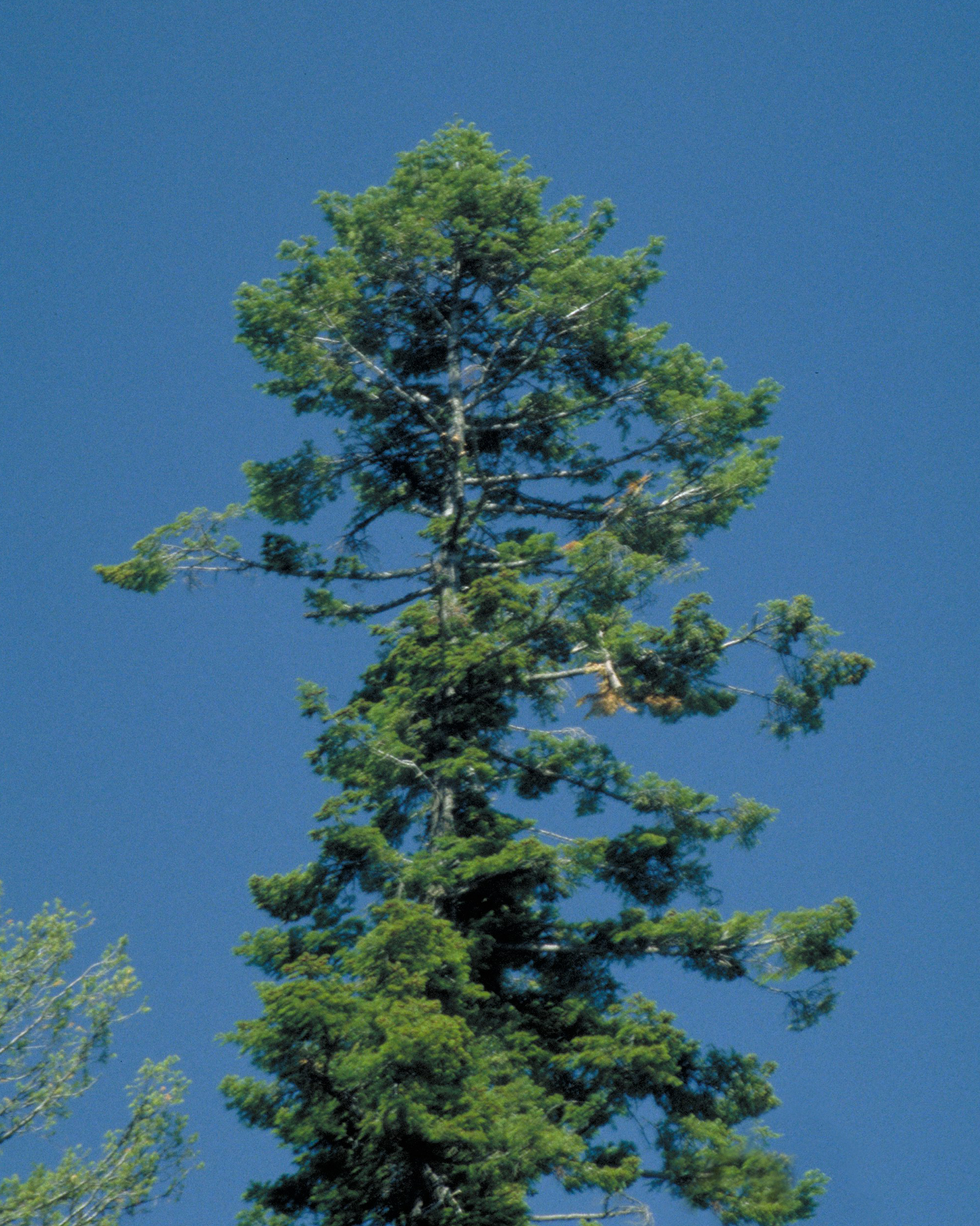
Küsten-Tanne (Abies grandis)
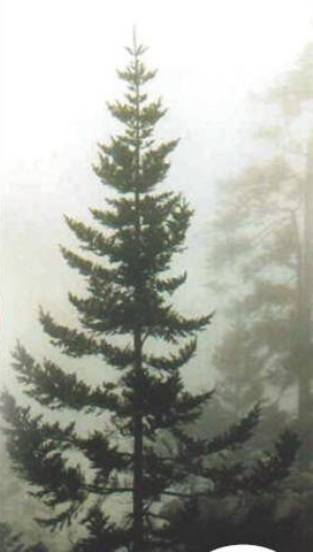
Guatemala-Tanne (Abies guatemalensis)

#### Sektion Oiamel
- Sektion Oiamel (Südwestliches Nordamerika)
  - Untersektion Religiosae (Matzenko) Farjon & Rushforth
    - Heilige Tanne (Abies religiosa (Kunth) Schltdl. & Cham.)
    - Abies vejarii Martínez

  - Untersektion Hickelianae Farjon & Rushforth
    - Abies hickelii Flous & Gaussen
    - Abies hidalgensis Debreczy, I.Racz & Guízar

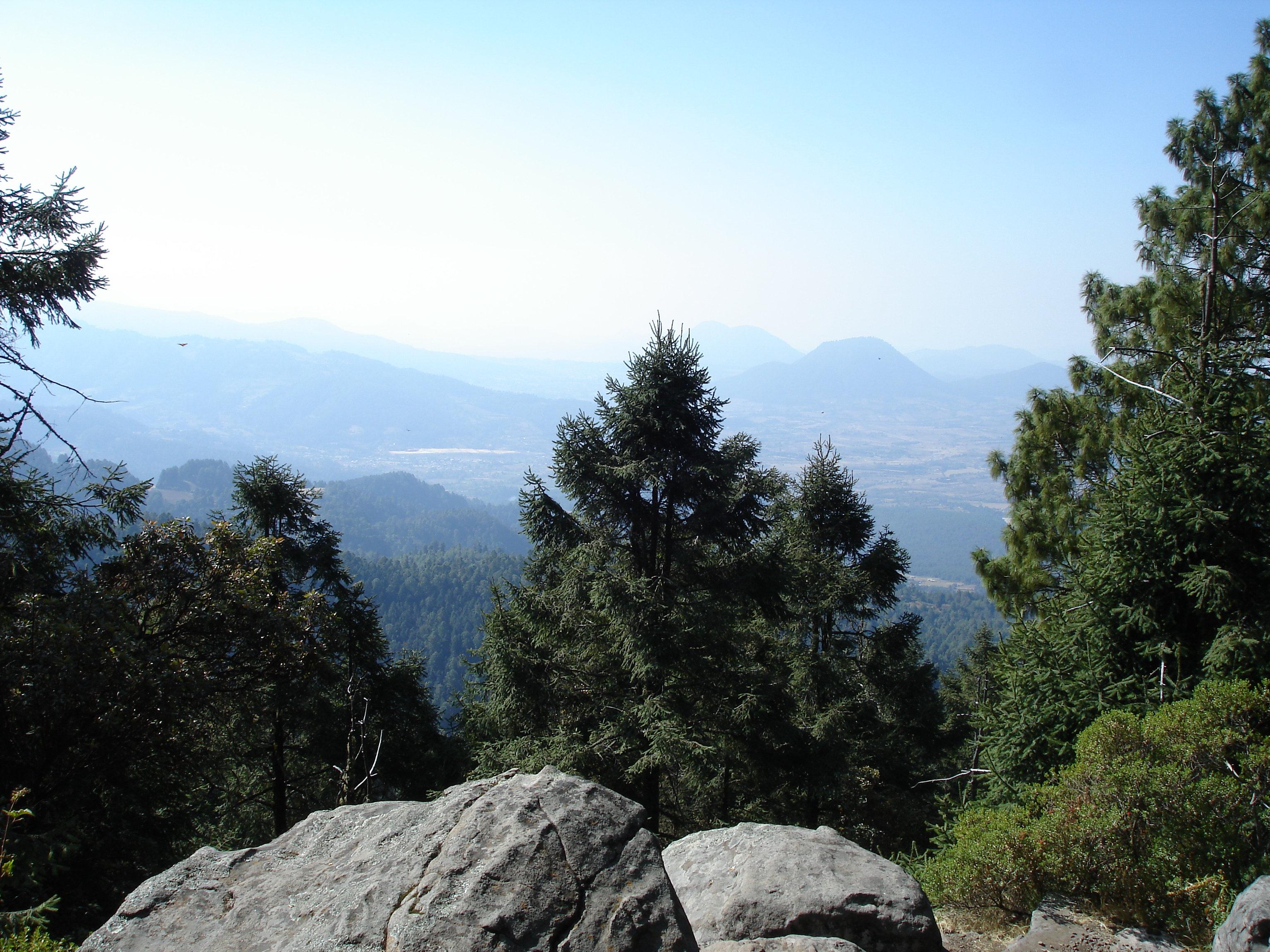
Heilige Tanne (Abies religiosa)

#### Sektion Nobiles
- Sektion Nobiles (westliche USA)
  - Pracht-Tanne oder Gold-Tanne (Abies magnifica A.Murray bis)
  - Edel-Tanne oder Silber-Tanne (Abies procera Rehder, Syn.: Abies nobilis (Douglas ex D. Don) Lindl.); mit der Sorte Blaue Edel-Tanne oder Blautanne (Abies procera Rehder 'Glauca').

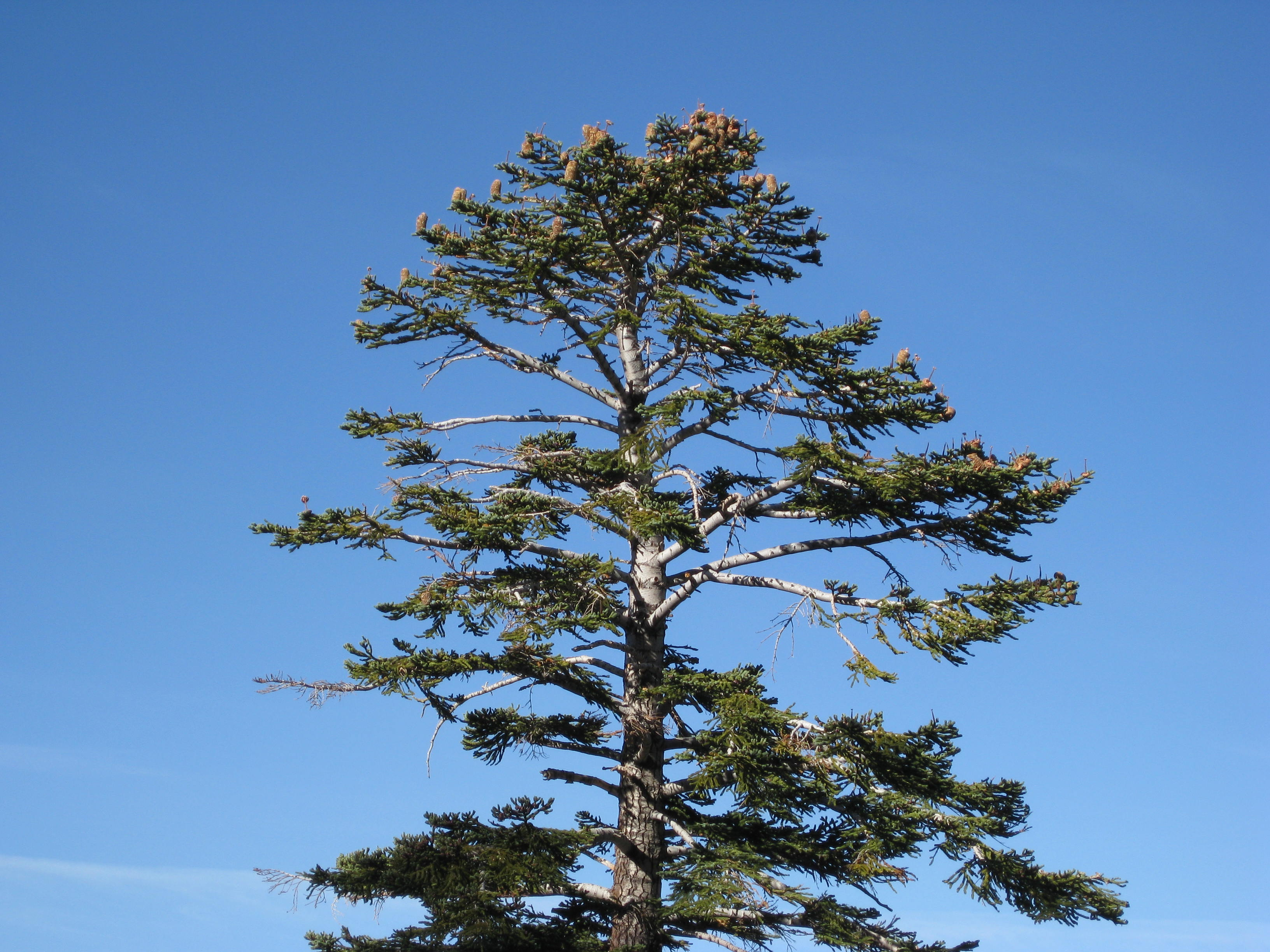
Pracht-Tanne (Abies magnifica)
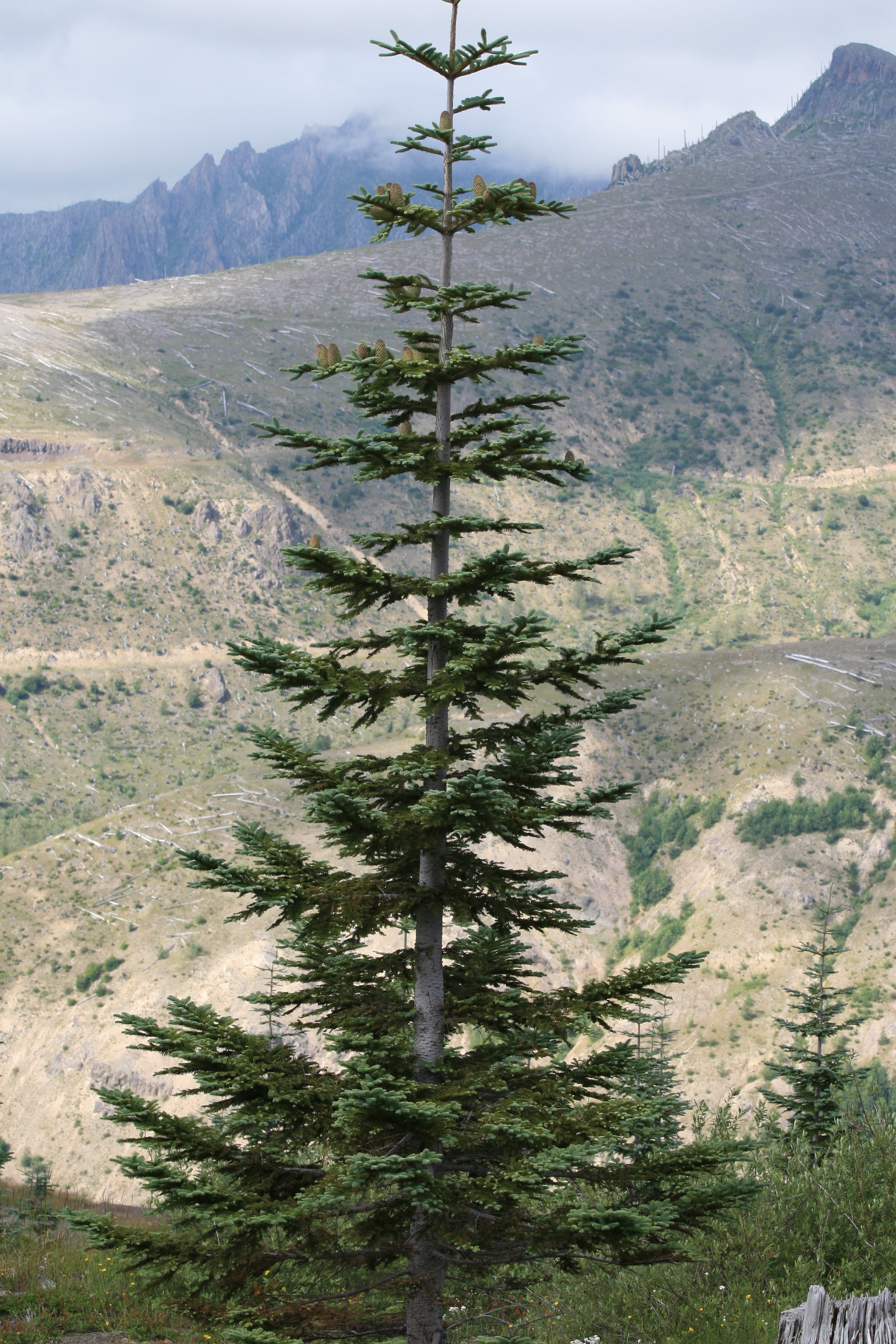
Edel-Tanne (Abies procera)

#### Naturhybride
- Bulgarische Tanne (Abies ×borisii-regis Mattf.) Hybride aus Weiß-Tanne und Griechischer Tanne (Abies alba × Abies cephalonica)
- Troja-Tanne (Abies ×equi-trojani (P.Ascherson & Sintensis ex Boiss.) Mattf.), Hybride aus Griechischer Tanne und Nordmann-Tanne (Abies cephalonica × Abies nordmanniana), wird von anderen Autoren auch als Unterart subsp. equi-trojani (Asch. & Sint. ex Boiss.) Coode & Cullen zu Abies nordmanniana gestellt.
- Abies ×sibirico-nephrolepis Taken. & J.J.Chien, Hybride aus Sibirischer Tanne und Ostsibirischer Tanne (Abies nephrolepis × Abies sibirica)
- Abies concolor var. lowiana (Gord.) Lemmon vermeintliche Hybride der Küsten-Tanne und Colorado-Tanne (Abies concolor × Abies grandis).
- Abies ×phanerolepis (Fernald) T.S.Liu: Hybride aus Balsam-Tanne und Fraser-Tanne (Abies balsamea × Abies fraseri)

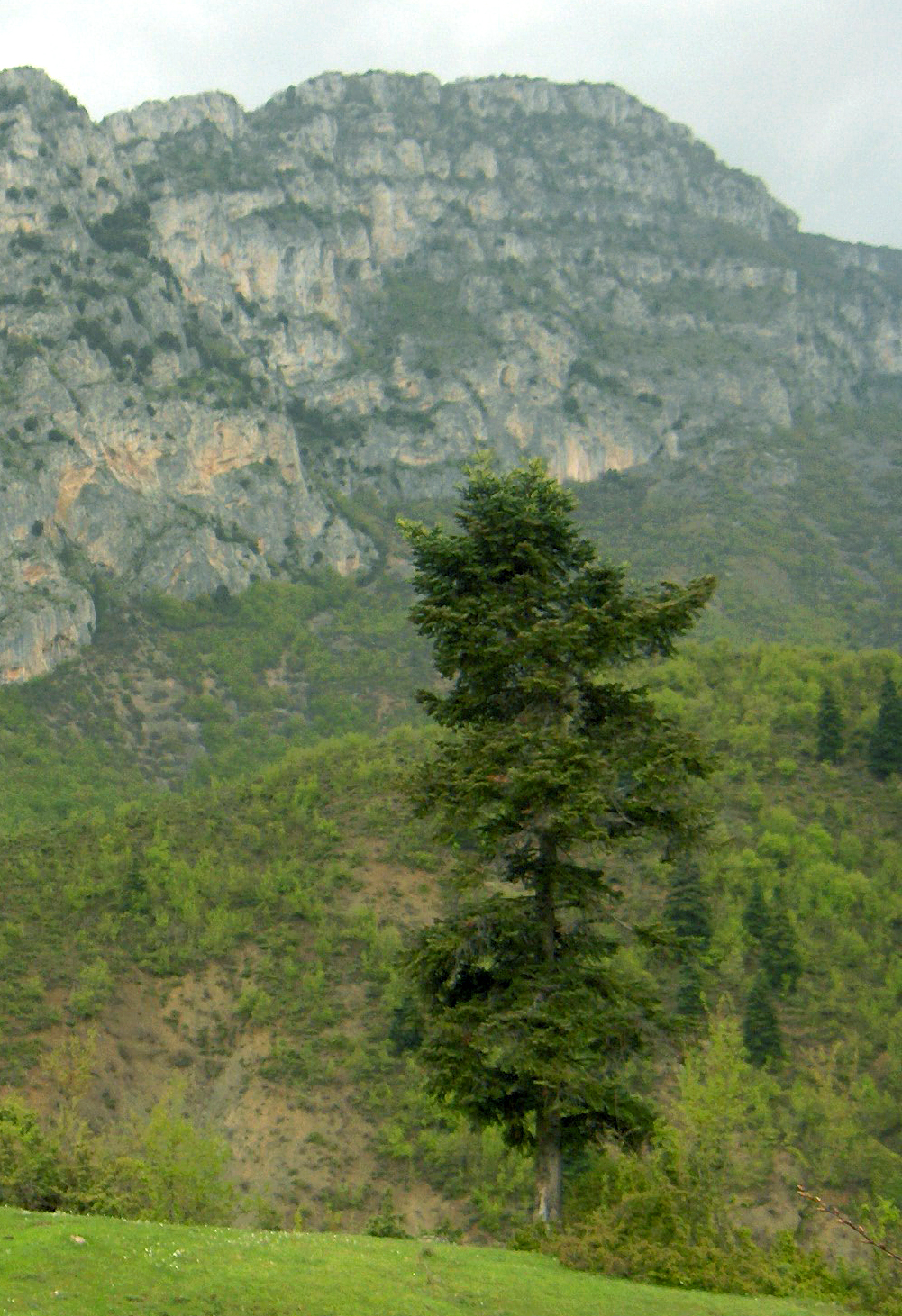
Bulgarische Tanne (Abies ×borisii-regis)
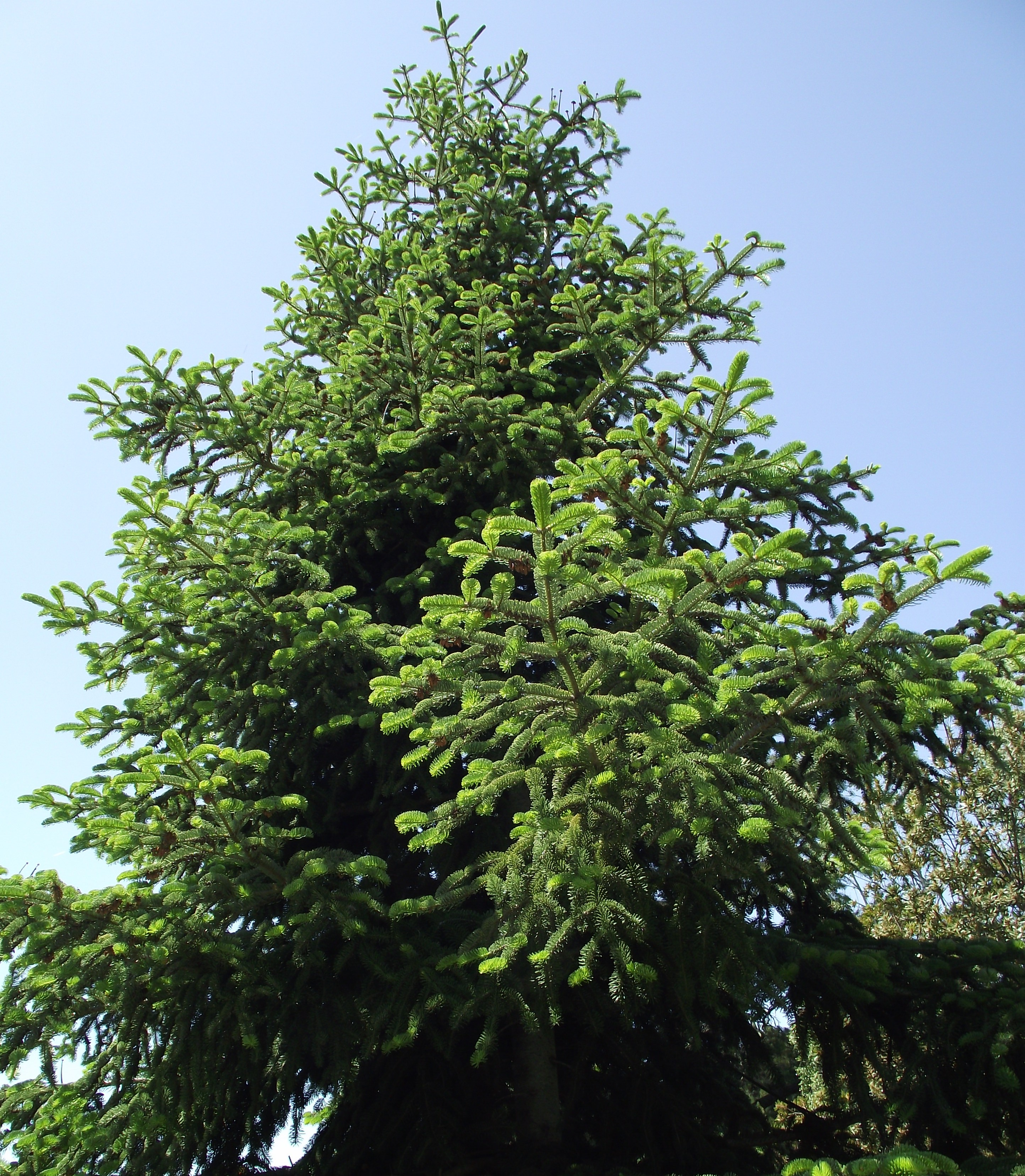
Troja-Tanne (Abies ×equi-trojani)

#### Durch künstliche Kreuzung entstandene Hybride
- Arnolds Tanne (Abies ×arnoldiana Nitz.), Hybride aus Korea-Tanne und Veitchs Tanne (Abies koreana × Abies veitchii)
- Prächtige Hybrid-Tanne (Abies ×insignis Carriére ex Bailly), Hybride aus Nordmann-Tanne und Spanischer Tanne (Abies nordmanniana × Abies pinsapo)
- Vilmorins Tanne (Abies ×vilmorinii Mast.), künstliche Hybride aus Griechischer Tanne und Spanischer Tanne (Abies cephalonica × Abies pinsapo)
- Pardé-Tanne (das ursprünglich im Arboretum Des Barres als Numidische Tanne geführte Exemplar) wurde 1928 von Henri Gaussen als neue Art Abies pardei Gaussen erstbeschrieben. Die Pardé-Tanne wurde in Des Barres noch vor 1875 kultiviert und hat als herausragendes Merkmal schwarze Behaarung an den Jungtrieben. Noch in der Erstbeschreibung wurde auf eine Ähnlichkeit zu Abies borisii-regis hingewiesen.[34] Sie wurde von Farjon 1990 aufgrund ihrer morphologischen Kennzeichen in die Nähe der Weiß-Tanne gestellt.[35] von J. do A. Franco als Synonym zu Abies ×insignis Carriére ex Bailly geführt[36] und ist wohl ein Synonym von Abies alba. Da die putativen Elternarten bis heute unbekannt geblieben sind, kann es sich auch um eine Gartenhybride handeln.[12] Als Synonym kann sie also bei mehreren akzeptierten Taxa geführt werden, ist aber wohl selbst kein akzeptiertes Taxon mehr im 21. Jahrhundert.

#### Allgemein
- S. A. Semerikova, V. L. Semerikov: Phylogeny of Firs (Genus Abies, Pinaceae) Based on Multilocus Nuclear Markers (AFLP).  In: Russian Journal of Genetics. Volume 52, Issue 11, 2016, S. 1164–1175 (Researchgate: Abstract).
- S. A. Semerikova, V. L. Semerikov: Mitochondrial DNA Variation and Reticulate Evolution of the Genus Abies. In: Russian Journal of Genetics. Volume 50, Issue 4, 2014, S. 420–432 (Researchgate: Abstract).
- S. A. Semerikova, V. L. Semerikov: Molecular Phylogenetic Analysis of the Genus Abies (Pinaceae) Based on the Nucleotide Sequence of Chloroplast DNA. In: Russian Journal of Genetics. Volume 50, Issue 1, 2014, S. 7–19 (Researchgate: PDF).
- George W. Edwards: Abies P. Mill. – fir. In: Franklin T. Bonner, Robert P. Karrfalt: The Woody Plant Seed Manual. United States Department of Agriculture, Forest Service, Agricultural Handbook 727, April 2008, S. 149–198 (PDF). (Die weiteren Buchkapitel unter ).
- Peter Schütt: Tannenarten Europas und Kleinasiens. Ecomed, Landsberg am Lech 1994, ISBN 3-609-69890-X.

#### Fachartikel
- Pierre Quézel: Diversité et répartition des sapins sur le pourtour méditerranéen. In: Foret Méditerranéene. Band 19, Nr. 2, Mai 1998, S. 93–104, irevues.inist.fr (französisch, mit englischer Zusammenfassung).
- Marcel Barbéro, Pierre Quézel:  Les forêts des sapins sur le poutour méditerranéen. In: Anales del Instituto Botánico A. J. Cavanilles. Band 32, Nr. 2, 1975, S. 1245–1289, rjb.csic.es PDF.
- M. Ducrey, H. Oswald (Hrsg.): Séminaire international. Sapins méditerranéens. Adaptation, sélection et sylviculture. Avignon, France du 11 au 15 juin 1990. International workshop. Mediterranean firs. Adaptation, selection and silviculture. Avignon, France 11 to 15 June 1990. Commission of the European Communities, Luxembourg, 1991, ISBN 92-826-2843-4, bookshop.europa.eu PDF.